# 沙托鲁
沙托鲁（法語發音：[ʃɑ.to.ʁu]），法国中部城市，中央-卢瓦尔河谷大区安德尔省的一个市镇，同时也是该省的省会，下辖沙托鲁区，其市镇面积为25.54平方公里，2022年1月1日时人口数量为43,079人，是该省人口最多的市镇，在法国城市中排名第171位。
沙托鲁位于安德尔省中部，安德尔河两岸，连接巴黎和图卢兹之间的国道、高速公路和铁路均由此通过。沙托鲁始建于中世纪，17世纪初曾为第三代孔代亲王的一个公爵都城，法国大革命后，沙托鲁被选作安德尔省的省会，后逐渐发展成为该省的政治、经济、文化、医疗和科教中心，当地设有工业园区、中心医院以及多所高等教育机构。现代沙托鲁亦因同名足球俱乐部而闻名，后者曾于1998年参加法国足球甲级联赛。2001年，沙托鲁成为了法国第一座实现市区公交车全部免费乘坐的省会城市。沙托鲁亦被选作2024年夏季奥林匹克运动会的协办城市之一，届时当地将承办足球、田径、射击等部分项目的比赛。

## 地名

### 汉语译名
自2010年左右起，“沙托鲁”在中国大陆一些场合又被广泛译为“夏斗湖”和“夏都湖”，但这些名称并不符合法语译音表当中的规则，且该地也并非一直以来无译名，“沙托鲁”之译名早已有之，其早在1980年代便已收录于《外国地名译名手册》中，并在之后的《世界地名翻译大辞典》和《世界地名译名词典》中一直沿用。甚至是早在1930年代，该地就有近似“沙托鲁”的译名“沙托卢”。

## 历史

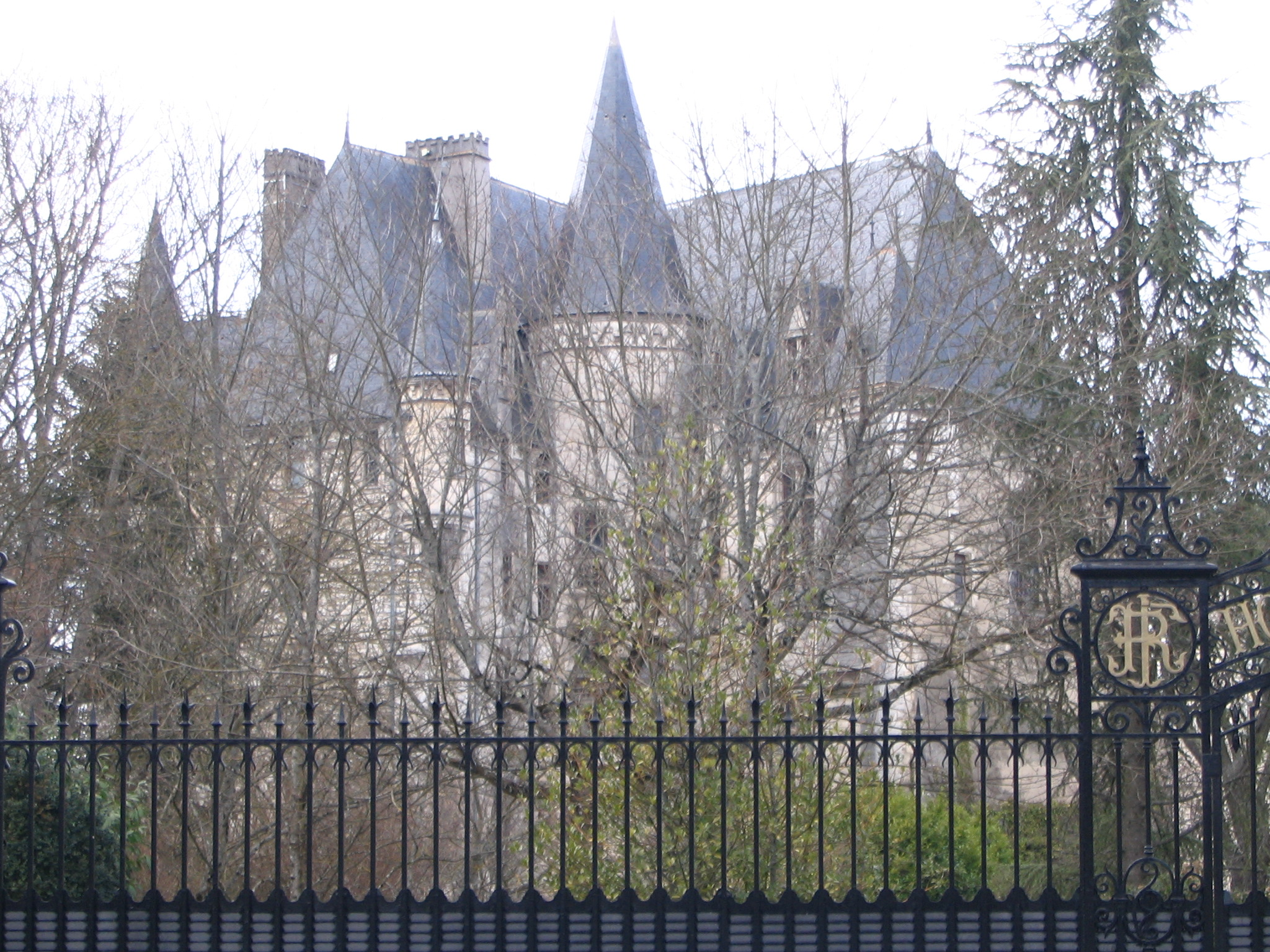
远眺拉乌尔城堡

### 古典时期至中世纪初
沙托鲁的早期历史尚不清楚，该区域最初的聚落出现于安德尔河右岸，即现代奥勒境内，该地区土地肥沃，适宜农业开垦。根据当地地方史学家维克多·阿尔邦·福科诺-迪弗雷纳（Victor Alban Fauconneau-Dufresne）的论述，一位名叫“德尼”（Denis）的领主于公元三世纪初继承了其父母在此修建的城堡，他于218年将该城堡的部分区域改造成为一处小教堂，并以“马利亚”命名，其附近区域则被称为“Gaule”。然而德尼无子嗣，他逝世后Gaule地区被一位名叫“莱奥卡德”（Léocade）的领主继承，后者可能是布尔日主教于尔桑的一个亲信，其家族背景无从考证，有时亦被认为是卢格敦高卢或阿基坦王国的一个附庸国国王。西罗马帝国灭亡后，高卢地区在随后的几个世纪内屡次遭受蛮族侵袭，这其中尤以西哥特人为盛，其军队多次入侵代奥勒所处的下贝里地区并破坏了当地的建筑，致使当地的史料记载大量被毁或流失。根据公元10世纪时代奥勒领主埃布（Ebbes）的手记，莱奥卡德的后代可能随同法兰克国王查理曼前往比利牛斯参与对抗巴斯克人的龙塞斯瓦耶斯隘口战役。除此之外，代奥勒及沙托鲁地区在中世纪中前期的历史无从考证。

### 中世纪中后期至十八世纪末

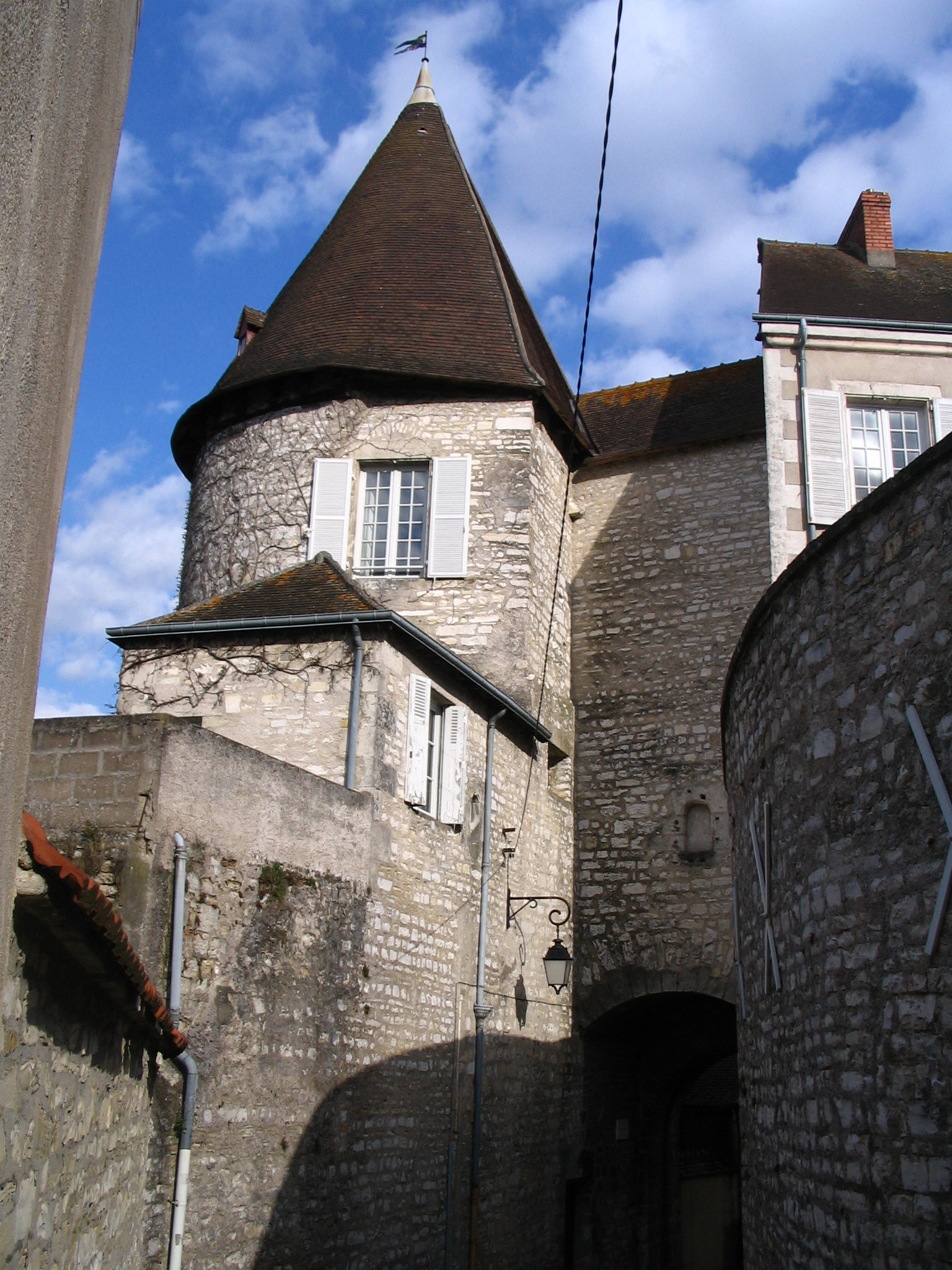
沙托鲁城门遗址

公元十世纪初，一位名叫洛纳（Laune）的人物继承了代奥勒，他的长兄埃布（Ebbes）于917年在安德尔河左岸兴建了一处修道院。彼时，布列塔尼半岛正遭遇诺曼人入侵，圣日尔达-德吕伊斯修道院的道士达奥西尤斯（Daocius）的圣镯在布尔日主教的安排下转运至贝里，并被安葬在了代奥勒修道院内。为了更好地控制这一区域，埃布又在安德尔河左岸兴建了一座军事城堡作为其家族宅邸，该城堡顶端可眺望两公里外的代奥勒修道院，城堡四周则修建了呈不规则三角形走向的城墙。该城堡的修建通常被认为是沙托鲁城市建设的开端，埃布之子拉乌尔（Raoul）于920年成为首任城堡领主并获得男爵爵位，“拉乌尔城堡”在中世纪后期逐渐被转写为“沙托鲁”。
12世纪中后期，卢瓦尔河下游及阿基坦的大片区域被金雀花王朝控制。随着1176年最后一位代奥勒领主的逝世，沙托鲁及贝里地区一度成为亨利二世和法兰西国王腓力二世争夺的焦点。1180年10月7日，双方在沙托鲁西北部的安德尔河畔沙蒂永进行会晤谈判，此后沙托鲁被腓力二世夺回。亨利二世逝世后，腓力二世将沙托鲁及贝里的多个城镇给予理查一世以支持其继承金雀花王位。1189年，代奥勒领主女儿德尼丝与绍维尼的安德烈一世继承，沙托鲁被绍维尼家族继承。

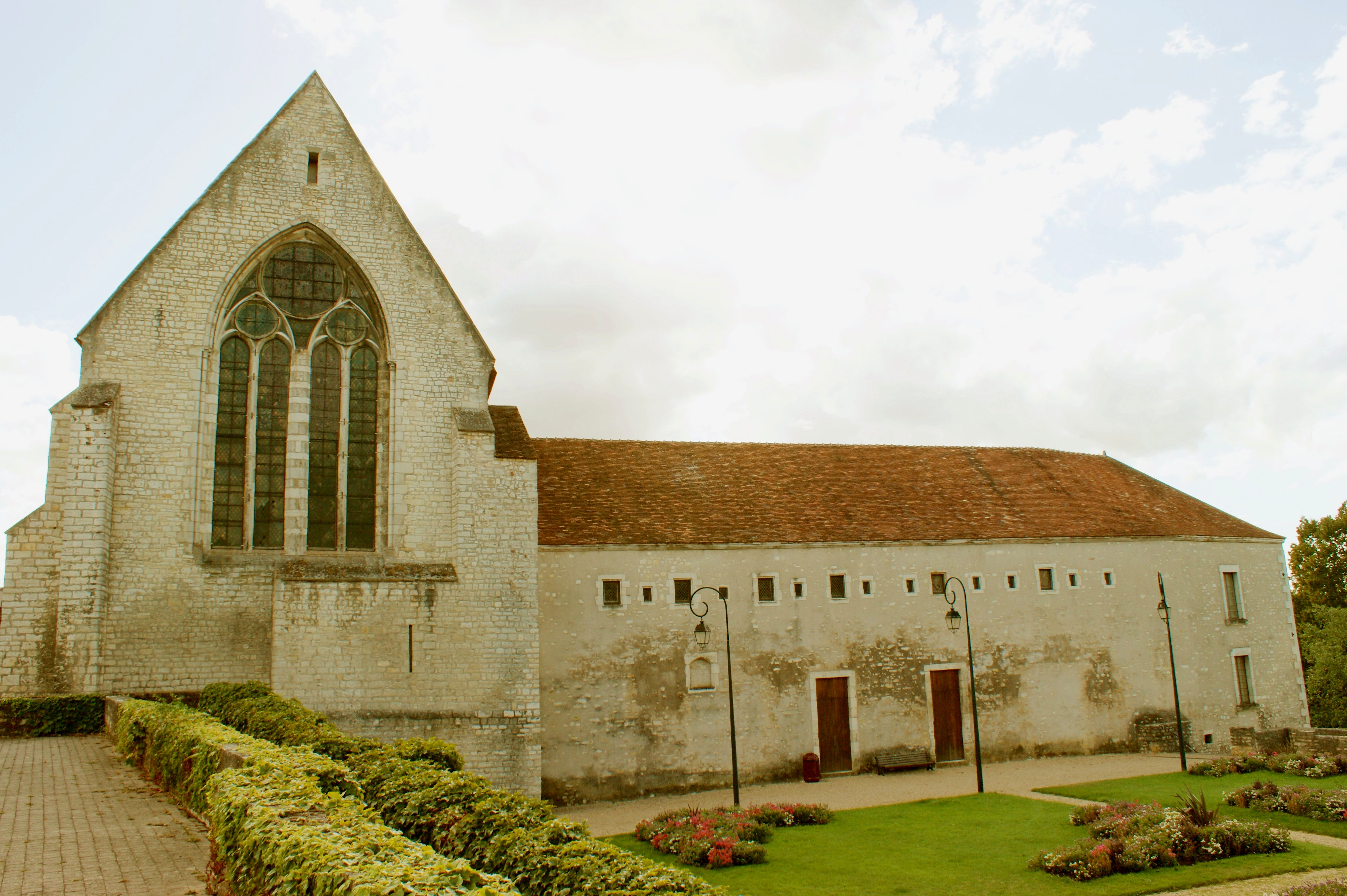
始建于13世纪的科德利埃讲堂

13世纪时，沙托鲁城市得到发展，当地出现了科德利埃教会，并兴建了圣马夏尔教堂及圣马丁监狱。
英法百年战争期间，双方多次在贝里地区交战，沙托鲁领主居伊二世（Guy II de Chauvigny）曾加入贝特朗·杜·盖克兰的军队。而沙托鲁则因其统治者绍维尼家族的战略性身世（拥有埃诺、阿图瓦和诺曼底的部分统治权）而成为争夺目标。1356年，黑太子爱德华企图攻占沙托鲁及拉乌尔城堡但未成功，他在撤离时放火将沙托鲁烧毁。1365年，拉乌尔城堡在一场周日聚会中发生火灾，其放置的关于沙托鲁居民自由贸易的文件被烧毁，数年后才得以重新制定。1360年，法兰西国王约翰二世赐予其第三个儿子约翰贝里公爵的头衔。
1497年，沙托鲁领主安德烈三世（André III de Chauvigny）曾参与法兰西军队并在福尔诺沃战役中作出突出贡献，作为感谢，法兰西国王查理八世在战后给予安德烈三世伯爵爵位。1502年，安德烈三世无嗣而亡，在路易十二的支持下，安德烈三世的第二任妻子蒙庞西耶的露易丝获得的沙托鲁的继承权，她于1508年与永河畔拉罗什亲王国国王波旁的路易联姻。然而该婚姻的合法性遭到了安德烈三世的兄弟弗朗索瓦（François de Chauvigny）及兄妹安托瓦内特（Antoinette de Chauvigny）的质疑，在1520年波旁的路易逝世后，沙托鲁伯爵爵位最终被安托瓦内特的长子欧蒙的让五世（Jean V）继承。
1612年，亨利二世·德·波旁-孔代以120万镑的价格从沙托鲁伯爵欧蒙德罗什巴龙的安托万手中购下沙托鲁，并成为首任沙托鲁公爵，他聘请克洛德·马尔斯（Claude Mars）作为行政官。1646年亨利二世逝世后，其长子路易二世·德·波旁-孔代继承了沙托鲁公爵爵位，路易二世因组织参与一系列对外战争而名声大赫，1671年，路易二世怀疑其妻克莱尔-克莱芒丝偷情而将其关押于拉乌尔城堡内，直至其1694年逝世。1735年12月26日，沙托鲁第五任伯爵路易四世·亨利·德·波旁-孔代与法兰西国王路易十五签署协议，路易四世以270万镑的价格将沙托鲁卖给了路易十五，后者由此获得沙托鲁伯爵。18世纪中期，沙托鲁城内的城堡、碉楼和多处教堂得到修复，路易十五还于1751年在沙托鲁创建了皇家手工织布厂。途径沙托鲁的两条马路：巴黎－图卢兹和图尔－克莱蒙费朗分别于1756年和1770年贯通，横跨安德尔河的桥梁则于1762年建成。

### 近现代

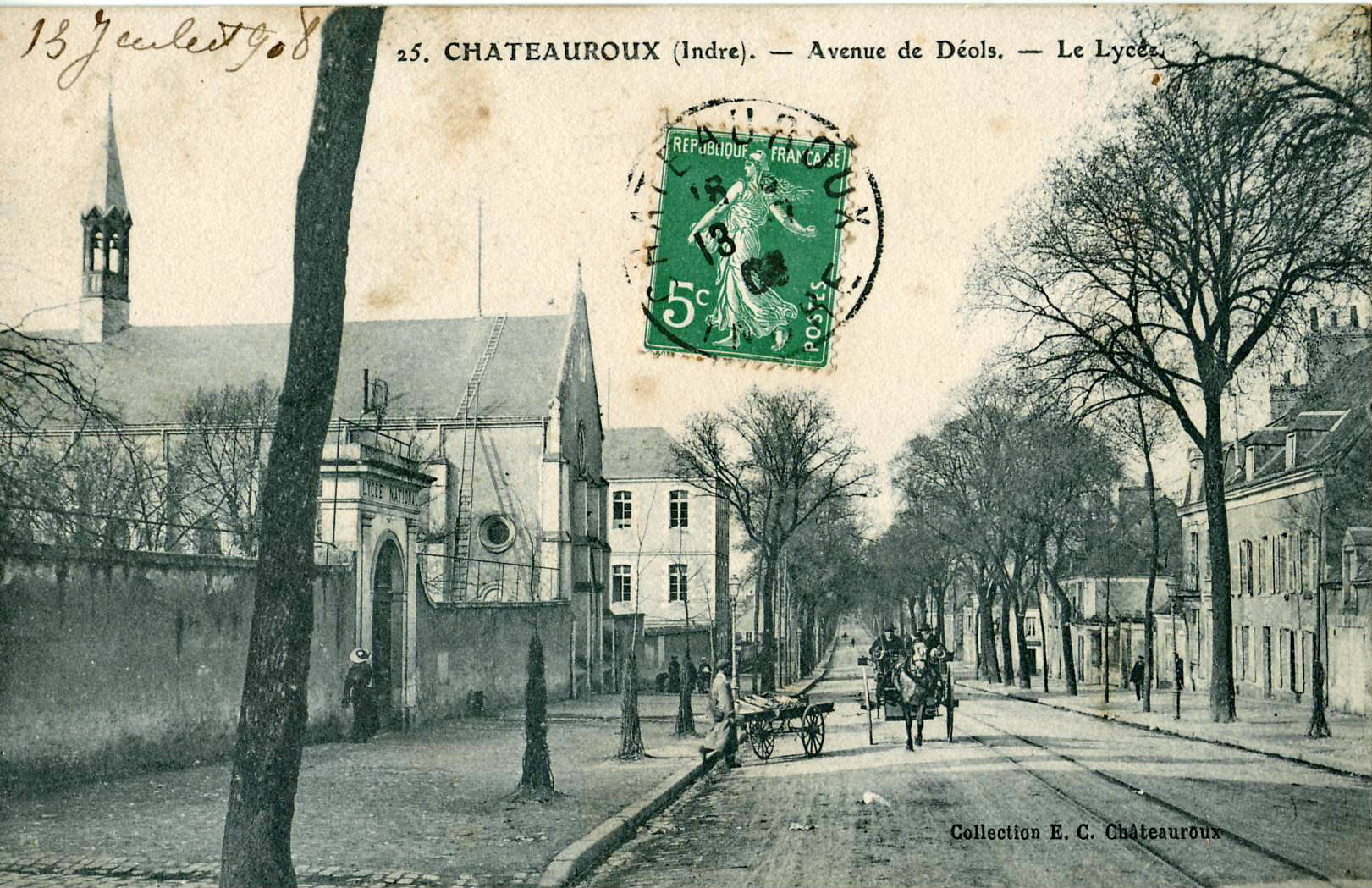
20世纪初的沙托鲁街头

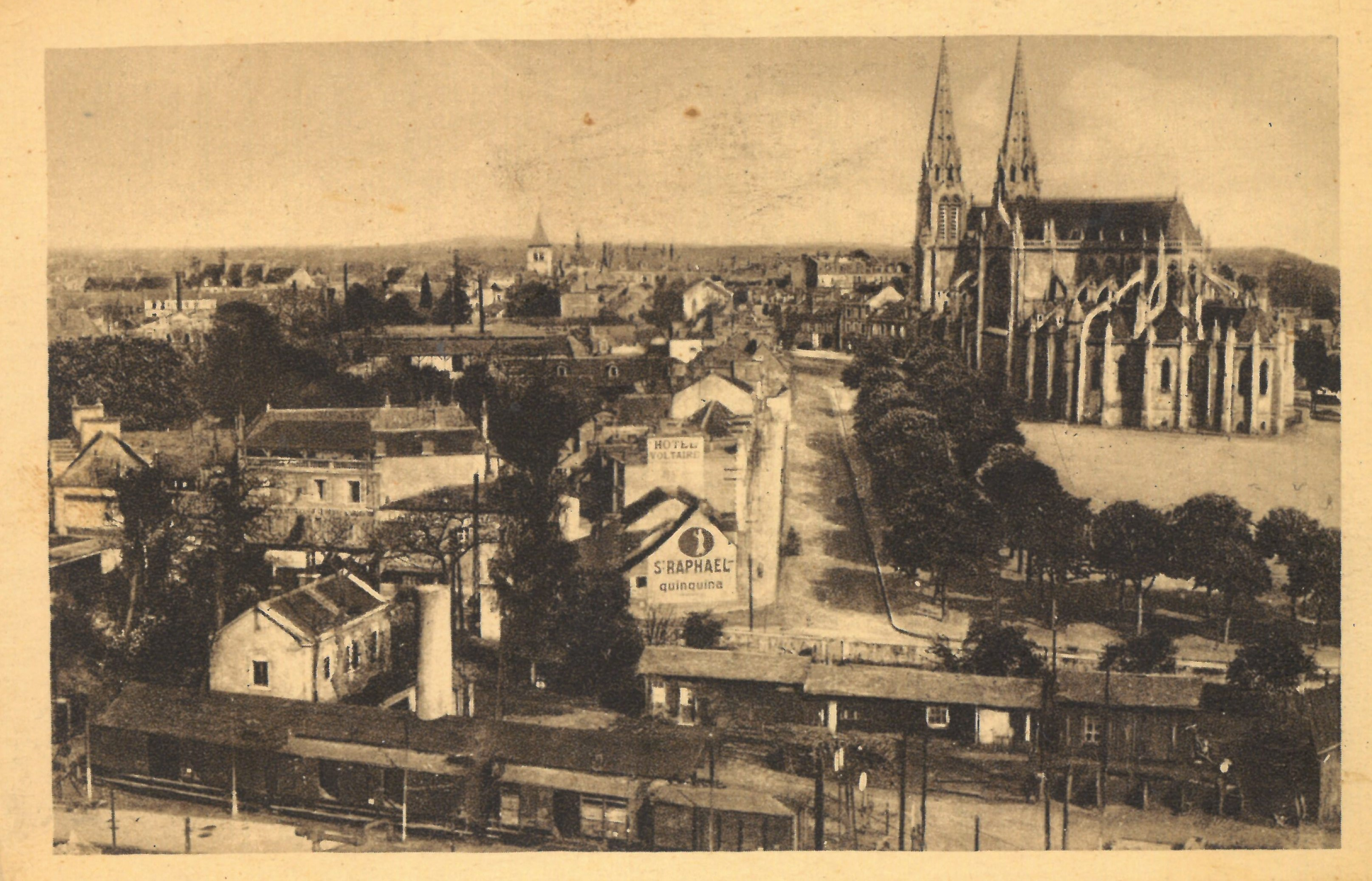
眺望近代沙托鲁市区

1778年，法兰西国王路易十六将贝里设为一个行省，时任沙托鲁市长的居蒙·德拉图什（Guymon de La Touche）被选为第三等级代表。彼时，法兰西王国境内多地出现因不满路易十六统治而引发的地方集会及游行暴乱。在沙托鲁，当地贵族于1787年2月和5月举办集会，反对征收印花、农业及徭役税并商讨对策，同时他们宣布拒绝参加次年（1788年）的三级会议，致使后者最终被迫取消。
法国大革命后，国民议会于1790年1月15日宣布废除原法兰西王国行省制度，原贝里地区被拆分为谢尔和安德尔两个省份。彼时，伊苏丹约有一万名居民，是安德尔省内人口最多的城镇，但由于其地理位置过于偏向东北方并与谢尔省边界相邻而被认为不适合作为省会，最终人口相对偏少的沙托鲁因地理位置居于安德尔省中部而被选作安德尔省省政府驻地，原拉乌尔城堡则被改建为市政府办公楼。1790年7月14日，沙托鲁举办了攻占巴士底狱一周年的纪念活动。此后，沙托鲁的原有皇室资产被没收，当地的教会被关闭，多名传教士被驱逐。1800年，原有的沙托鲁地区被改建为沙托鲁区。
自19世纪20年代起，沙托鲁兴建了大批公共设施建筑，代表性的建筑物包括1827年竣工的安德尔省政府大楼，1830年建成的沙托鲁大剧场，1853年建成的皇家高级中学（Lycée Impérial），1864年4月14日开始向公众开放的沙托鲁市政博物馆，1865年建成的沙托鲁司法宫等。法国建筑师阿尔弗雷德·多韦尔涅参与拉乌尔城堡的翻新改造工程，后者于1879年完工。原沙托鲁市政厅于1828年建成，并于1864年得到扩建，但因其规模较小无法满足沙托鲁的城市需要而于1971年拆除，新的市政厅大楼于1977年建成。位于沙托鲁市区东北部的圣安德烈教堂于1870至1876年间建成，其高达68米的主体建筑使其成为沙托鲁的城市地标。此外，位于沙托鲁市中心的小麦集市广场（place du marché au blé，1918年更名为“共和国广场”）于1822年建成，后于1868年得到大规模翻新扩建。
1847年11月15日，途径沙托鲁的奥尔良－蒙托邦铁路北段的建成通车，该铁路在19世纪中后期成为巴黎－图卢兹铁路干线（POLT）的组成部分，此外，途径沙托鲁的茹埃莱图尔－沙托鲁铁路和沙托鲁－戈泽城铁路相继通车，铁路的建成使得沙托鲁的社会经济得到极大发展，当地人口数量亦有所增加。得益于工业革命的技术推进，沙托鲁手工织布厂得到机械化生产，鼎盛时期当地约有2,500名工人。1863年，沙托鲁的烟草手工厂建成投产。

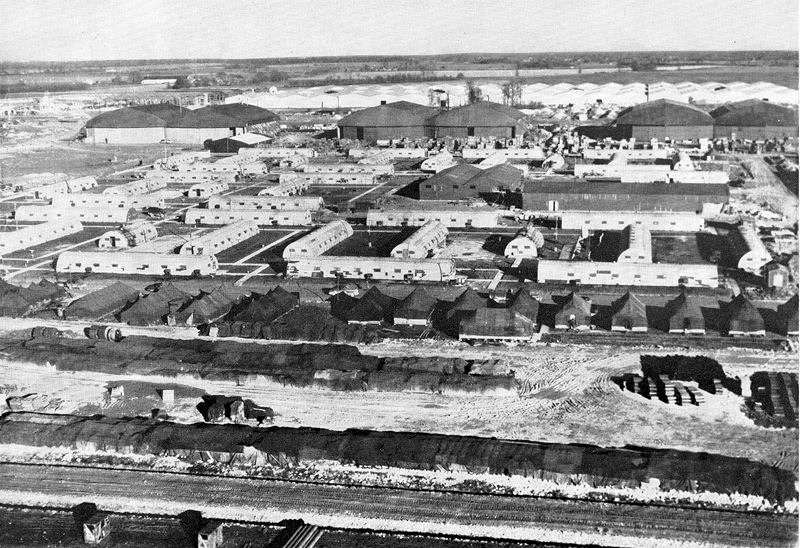
1951年，建设中的拉马尔蒂讷里街区

1909年，沙托鲁东北部的代奥勒境内兴建了沙托鲁机场，法国航空工程师路易·布莱里奥曾在此进行飞行试验。此后，随着第一次世界大战爆发，与之相邻的拉马尔蒂讷里街区（La Martinerie）被开发为空军基地，而沙托鲁则因其地处巴黎至西班牙之间的交通要道上而收纳了大批西班牙内战难民。第二次世界大战期间，沙托鲁机场成为自由区内的重要空军指挥基地。1951年，沙托鲁空军基地被赋予“Chateauwoo”的代号，约有一万名美国空军士兵驻扎于此；1967年美军撤退后，拉马尔蒂讷里仅保留了少量军用设施；2012年，该基地的军事功能被彻底废弃，部分区域被改造成为射击训练中心。首创集团曾于2016年与沙托鲁市政府签署合作协议，拉马尔蒂讷里部分区域被开辟为北京体育大学及北京第二外国语学院的海外校区，但此后受到COVID-19疫情等因素影响，该合作项目基本停滞。

改造前夕的沙托鲁火车站

除航空和军事外，沙托鲁的其它部门也经历了一系列变革。在城市建设方面，沙托鲁市区南部的圣让街区（Saint-Jean）在20世纪60年代被规划建设为集中式居民区，当地兴建了数十栋多层公寓楼，自20世纪10年代起，该街区启动翻新改造工程。在交通方面，沙托鲁火车站的主站房在第二次世界大战期间被炸毁，其新建的站房于1958年投入使用，在1975至1991年间，该站曾停靠往返于巴黎和图卢兹之间的卡比托勒号列车，途径沙托鲁的A20高速公路沙托鲁段于1988年3月建成通车。在商业方面，沙托鲁“南角”（Cap Sud）商业中心于1997年建成，位于勒潘索内境内的欧尚大型超市于2001年开门营业。在文化方面，沙托鲁皇家织布厂于1982年关闭，其主体建筑于1989年被沙托鲁市政府购买，并被改建为巴尔桑基地（site Balsan），成为一处公共教育培训中心；2017年，沙托鲁被授予“皇家城市”（Ville impériale）殊荣。2019年9月，沙托鲁火车站综合改造工程拉开序幕，根据一期规划，车站前方的停车场被步行区域及绿化带代替，该期工程已于2020年底完工；二期工程则将新增连接铁路线南侧的宽型天桥，该工程预计2023年中启动。

## 地理

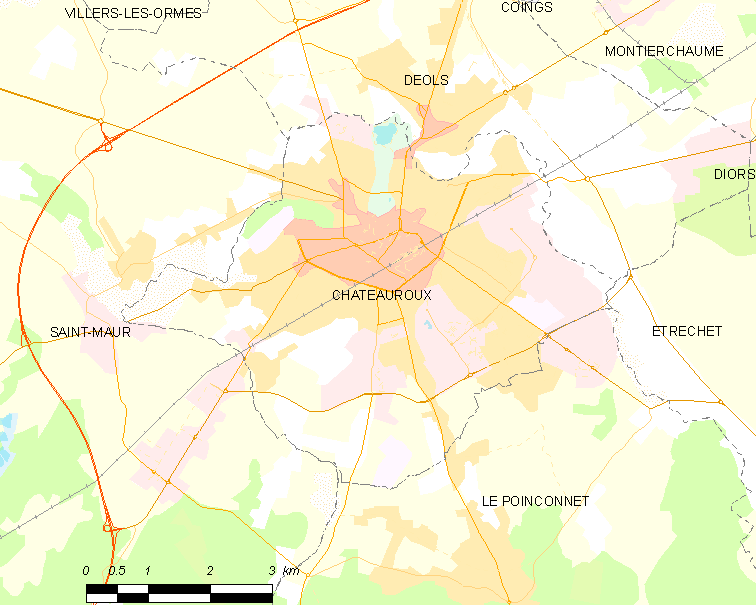
沙托鲁市镇范围地图

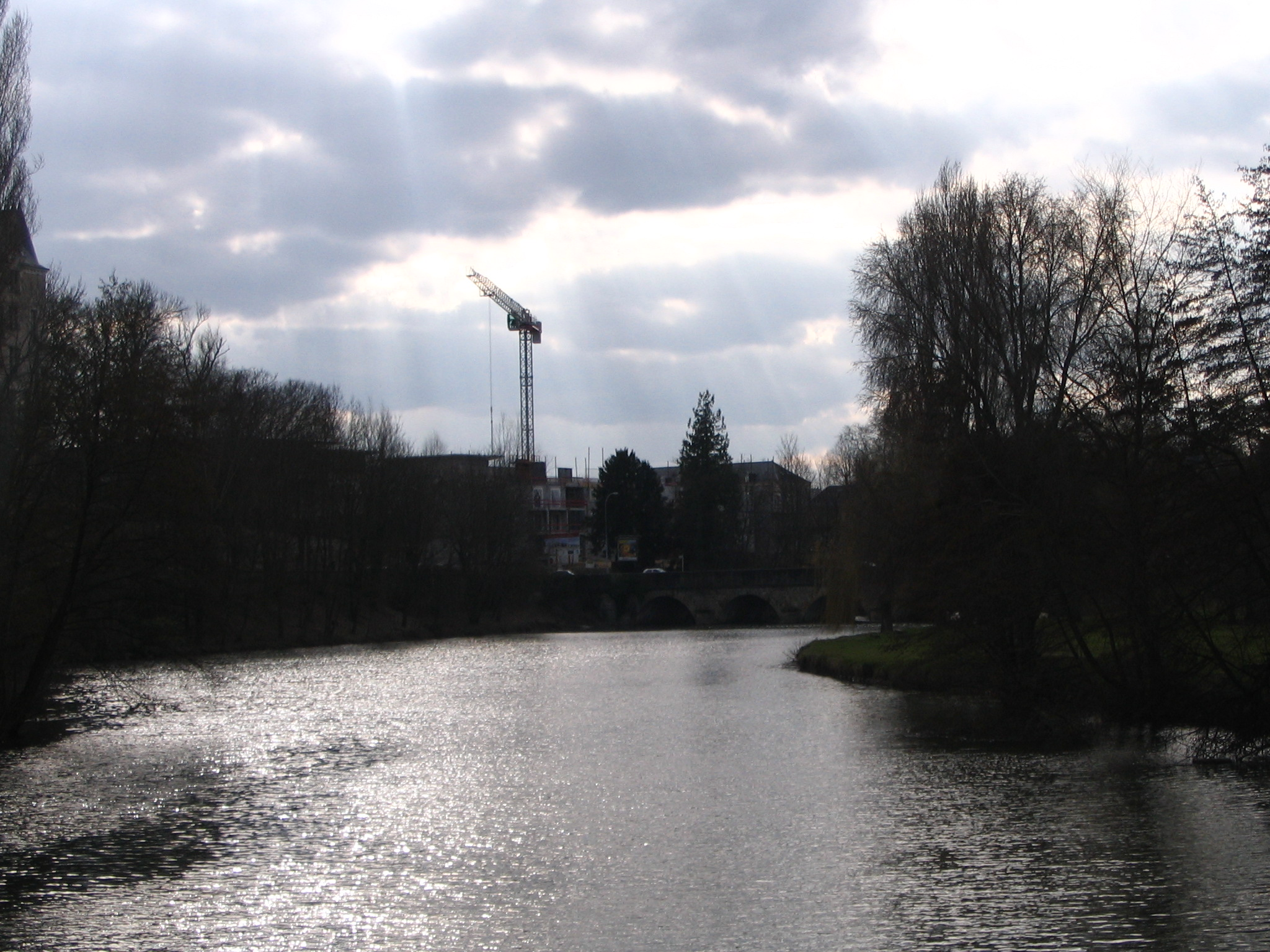
流经沙托鲁市区的安德尔河

沙托鲁位于法国中部偏西，中央-卢瓦尔河谷大区的南部和安德尔省的中部，距离大区首府奥尔良大约130公里，距离法国首都巴黎大约250公里。与沙托鲁接壤的市镇包括：代奥勒、埃特勒谢、勒潘索内和圣莫尔。在用地情况方面，2018年，沙托鲁市镇范围内75%的土地为城市建设用地（道路、广场、建筑等）、25%为农业用地，林地、湿地和自然土地总和占比不足0.1%。

### 地形
沙托鲁位于贝里平原西部，巴黎盆地南部边缘地带，由沙托鲁向南大约20公里即进入法国中央高原区域。沙托鲁境内地势平坦，市区的海拔最高点为164米，位于市区南部的图旺城堡（Château de Tout Vent）南侧的林地内；最低点137米，位于沙托鲁市区西端，与圣莫尔交界处的安德尔河河面。

### 地质
沙托鲁市镇范围内的地表土壤包括三大类型：
- 安德尔河及其支流兰瓜尔河沿岸区域多为河流搬运作用下形成的现代沉积岩，主要包括砂岩、砾岩及淤泥等，在地质图上标注为Fy-z。
- 沙托鲁市区核心地带以及市镇范围最北侧区域的地表为森诺曼期形成的砂岩及砂质黏土，其中前者地表因外力作用而使得岩层走向与年代分布略有差异，在地质图上标注为C2(3)；后者则无明显的外力作用，在地质图上标注为C2。
- 除沉积岩和砂岩外，沙托鲁市镇范围内广泛分布石灰岩，并根据其形成年代及地理位置分布而区分命名，其中北部为“勒夫鲁石灰岩”（Calcaire de Levroux）形成于启莫里期及牛津期早期；东部和南部分别为“穆捷绍姆石灰岩”（calcaire de Montierchaume）和“拉马尔蒂讷里石灰岩”（calcaire de La Martinerie）则均形成于牛津期，以上结构在地质图上均标注为j6-j7a。

在地质活动方面，沙托鲁市区远离高山及海洋，外力影响作用较小，其市区范围内无断层分布。当地的地震预防等级为“极低”。
在民间地质学研究方面，沙托鲁的地质爱好者组建有“沙托鲁地质学俱乐部”（Club de Géologie de Châteauroux）。

### 水文
沙托鲁属于法国五大流域之一的卢瓦尔河流域，其二级支流安德尔河自东南向西北呈倒“S”型流经沙托鲁市区，该河在沙托鲁市区的平均宽度不足20米，部分河段呈辫状水系，有多条河道。安德尔河阿尔当特水文站位于沙托鲁上游约10公里处，该水文站所记录的1965至2023年1月间的年均径流量为每秒5.01立方米，最高记录出现于1982年12月18日，达每秒148立方米；最低记录出现于2019年9月6日，为每秒0.006立方米。
安德尔河的右岸支流兰瓜尔河在沙托鲁与代奥勒的市镇交界处汇入安德尔河，两河交汇处附近有一处水文运动后所形成的天然湖泊，经人工改造后成为贝勒伊勒湖（Lac de Belle-Isle），附近开辟有体育公园。除此之外，沙托鲁市区南部在城市开发过程中人工开凿了“骑士湖”（Lac des Chevaliers）作为城市景观。

### 植被

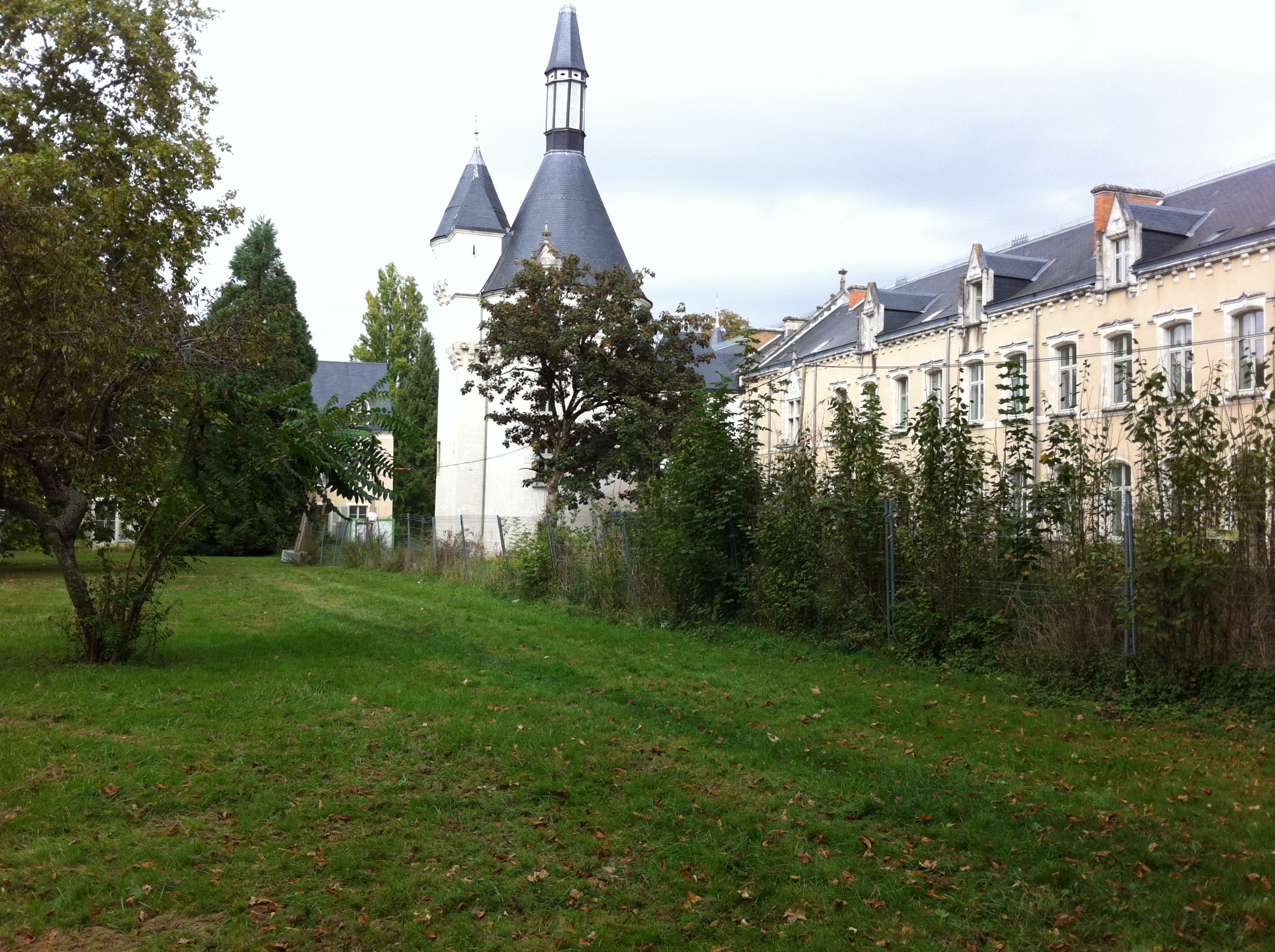
巴尔桑公园一角

沙托鲁属于温带阔叶混交林区，林地广泛分布于河流附近，常见自然植被以落叶乔木、木本植物为主。沙托鲁森林是一处天然林地，位于沙托鲁以南的勒潘索内和韦勒境内，总占地达53.54平方公里，由法国国家林业局直接负责监管。
在城市绿地方面，达尼埃尔·贝尔纳代公园（Parc Daniel-Bernardet）位于沙托鲁市区东北部，其核心区域为占地8公顷的贝勒伊勒湖，四周被安德尔河的水道环绕，总绿地面积达12公顷，是沙托鲁市区主要的城市绿地。除此之外，沙托鲁境内还有省府公园（Parc de la Préfecture）、圣日尔达草原公园（Parc de la prairie Saint Gildas）、巴尔桑公园（Parc Balsan）等城市绿地。
在鲜花城市的评比中，沙托鲁被评为三星级鲜花城市。

### 气候
沙托鲁在柯本气候分类法中属于温带海洋性气候（Cfb），因其距离海岸线相对较远，故当地气候有时又出现一定的大陆性特征，具体表现为夏季相对较热，冬季温和，全年降水分布较为均匀，偶有极端天气出现。自21世纪以来，随着全球变暖等因素影响，当地极端气候愈发频繁，主要表现为干旱和高温日数的增加。
沙托鲁境内设有气象站，截至2023年1月，该气象站测得的最高气温记录为41.4摄氏度，出现于2019年7月25日；最低气温记录为-22.8摄氏度，出现于1985年1月16日；单日降水量记录为67.6毫米，出现于2002年6月4日。以下为该气象站的详细数据：
| 沙托鲁1981年－2019年 | 沙托鲁1981年－2019年 | 沙托鲁1981年－2019年 | 沙托鲁1981年－2019年 | 沙托鲁1981年－2019年 | 沙托鲁1981年－2019年 | 沙托鲁1981年－2019年 | 沙托鲁1981年－2019年 | 沙托鲁1981年－2019年 | 沙托鲁1981年－2019年 | 沙托鲁1981年－2019年 | 沙托鲁1981年－2019年 | 沙托鲁1981年－2019年 | 沙托鲁1981年－2019年 |
| 月份                 | 1月                  | 2月                  | 3月                  | 4月                  | 5月                  | 6月                  | 7月                  | 8月                  | 9月                  | 10月                 | 11月                 | 12月                 | 全年                 |
| -------------------- | -------------------- | -------------------- | -------------------- | -------------------- | -------------------- | -------------------- | -------------------- | -------------------- | -------------------- | -------------------- | -------------------- | -------------------- | -------------------- |
| 历史最高温 °C（°F）  | 18.5 (65.3)          | 24 (75)              | 28 (82)              | 31.5 (88.7)          | 34.5 (94.1)          | 39.6 (103.3)         | 41.4 (106.5)         | 40.5 (104.9)         | 38 (100)             | 30.3 (86.5)          | 24.5 (76.1)          | 20.5 (68.9)          | 41.4 (106.5)         |
| 平均高温 °C（°F）    | 7.1 (44.8)           | 8.6 (47.5)           | 12.6 (54.7)          | 15.5 (59.9)          | 19.6 (67.3)          | 23.1 (73.6)          | 26 (79)              | 25.6 (78.1)          | 21.9 (71.4)          | 17.1 (62.8)          | 11 (52)              | 7.6 (45.7)           | 16.3 (61.3)          |
| 日均气温 °C（°F）    | 4.2 (39.6)           | 4.9 (40.8)           | 8 (46)               | 10.4 (50.7)          | 14.4 (57.9)          | 17.8 (64.0)          | 20.2 (68.4)          | 20 (68)              | 16.6 (61.9)          | 12.8 (55.0)          | 7.5 (45.5)           | 4.7 (40.5)           | 11.8 (53.2)          |
| 平均低温 °C（°F）    | 1.3 (34.3)           | 1.3 (34.3)           | 3.5 (38.3)           | 5.3 (41.5)           | 9.2 (48.6)           | 12.4 (54.3)          | 14.4 (57.9)          | 14.3 (57.7)          | 11.2 (52.2)          | 8.5 (47.3)           | 4.1 (39.4)           | 1.8 (35.2)           | 7.3 (45.1)           |
| 历史最低温 °C（°F）  | −22.8 (−9.0)         | −22.8 (−9.0)         | −10.8 (12.6)         | −4.2 (24.4)          | −1.4 (29.5)          | 1.2 (34.2)           | 4 (39)               | 4.5 (40.1)           | 0 (32)               | −5.2 (22.6)          | −8.7 (16.3)          | −17 (1)              | −22.8 (−9.0)         |
| 平均降水量 mm（）    | 59.2 (2.33)          | 48.8 (1.92)          | 52.1 (2.05)          | 65.8 (2.59)          | 73.3 (2.89)          | 54.9 (2.16)          | 56.6 (2.23)          | 56.1 (2.21)          | 64.3 (2.53)          | 73.8 (2.91)          | 64.9 (2.56)          | 67.3 (2.65)          | 737.1 (29.02)        |
| 月均日照時數         | 72.1                 | 91.9                 | 155.6                | 178.5                | 208.6                | 210.4                | 231.7                | 235.5                | 189.5                | 128.3                | 79.6                 | 59                   | 1,840.7              |
| 来源：infoclimat.fr  |                      |                      |                      |                      |                      |                      |                      |                      |                      |                      |                      |                      |                      |

## 行政区划
沙托鲁的市镇编号为36044，邮政编号为36000。
在行政管理方面，沙托鲁隶属于法国中央-卢瓦尔河谷大区安德尔省，同时也是该省的省会，下辖沙托鲁区；在地方选举方面，沙托鲁是沙托鲁第一县、沙托鲁第二县和沙托鲁第三县的中央投票站所在地，其市镇范围全境被划入安德尔省第一选区；在社会管理方面，沙托鲁是沙托鲁都会城市圈公共社区的办公驻地。
沙托鲁市政府将其市镇划分为七个“大街区”（Grand Quartier），以此实行街区自治管理。沙托鲁的博略（Beaulieu）、圣让-圣雅克（Saint Jean - Saint Jacques）和沃日拉尔-圣克里斯托夫（Vaugirard - Saint Christophe）三个街区为城市政策优先街区。
| 北市中心 南市中心 洛姆隆-美丽星 莱法多- 勒比克塞里尤 南圣但尼 北圣但尼 市中心莱马兰 西博略 东博略 东北圣让 南圣让一区 南圣让二区 拉潘特里-拉布里 比特赖-勒丰舒瓦尔 圣雅克-大梨园 圣克里斯托夫- 莱罗什福尔 西大田 东大田 图旺一区 图旺二区 沃日拉尔-贝勒伊勒 |                                   |             |                    |                        |
| 街区名称* | 街区原名                          | 面积（km²） | 人口数量（2012年） | 青壮年失业率（2012年） |
| 南市中心 | Centre Ville Sud                  | 0.753       | 2,974              | 14.0%                  |
| 北市中心 | Centre Ville Nord                 | 0.68        | 2,158              | 15.3%                  |
| 市中心莱马兰 | Centre Ville Les Marins           | 0.653       | 2,790              | 12.5%                  |
| 南圣但尼 | Saint-Denis Sud                   | 0.394       | 1,935              | 9.9%                   |
| 北圣但尼 | Saint-Denis Nord                  | 0.579       | 2,477              | 14.3%                  |
| 比特赖-勒丰舒瓦尔 | Bitray - Le Fontchoir             | 1.25        | 1,680              | 13.1%                  |
| 莱法多-勒比克塞里尤 | Les Fadeaux - Le Buxerioux        | 1.504       | 127                | 15.1%                  |
| 洛姆隆-美丽星 | L'Omelon - Belle Étoile           | 2.07        | 3,181              | 13.3%                  |
| 东北圣让 | Saint-Jean Est et Nord            | 0.447       | 3,003              | 29.5%                  |
| 南圣让一区 | Saint-Jean Sud 1                  | 0.132       | 1,379              | 46%                    |
| 南圣让二区 | Saint-Jean Sud 2                  | 0.487       | 2,783              | 29.4%                  |
| 圣雅克-大梨园 | Saint-Jacques - Le Grand Poirier  | 0.132       | 2,515              | 22.2%                  |
| 东大田 | Les Grands Champs Est             | 1.861       | 2,068              | 13.8%                  |
| 西大田 | Les Grands Champs Ouest           | 0.547       | 2,063              | 13.8%                  |
| 图旺一区 | Touvent 1                         | 0.922       | 1,801              | 6.9%                   |
| 图旺二区 | Touvent 2                         | 5.184       | 2,070              | 11.5%                  |
| 西博略 | Beaulieu Ouest                    | 0.983       | 2,063              | 13.5%                  |
| 东博略 | Beaulieu Est                      | 0.387       | 1,553              | 36.5%                  |
| 拉潘特里-拉布里 | La Pointerie - La Bourie          | 2.643       | 1,701              | 9.7%                   |
| 沃日拉尔-贝勒伊勒 | Vaugirard - Belle Isle            | 1.77        | 2,183              | 25.6%                  |
| 圣克里斯托夫-莱罗什福尔 | Saint-Christophe - Les Rocheforts | 1.055       | 2,484              | 16.9%                  |

法国国家统计与经济研究所（简称）在进行数据统计时，将沙托鲁及代奥勒、圣莫尔和勒潘索内共四个市镇设为沙托鲁城市核心区，并将包括核心区在内的周边共44个市镇划为沙托鲁城市区。自2020年起，沙托鲁城市区被包含71个市镇的沙托鲁城市辐射区代替。同时，还将沙托鲁市镇分为了21个“块区”，以便于统计人口分布情况。

## 交通

### 公路

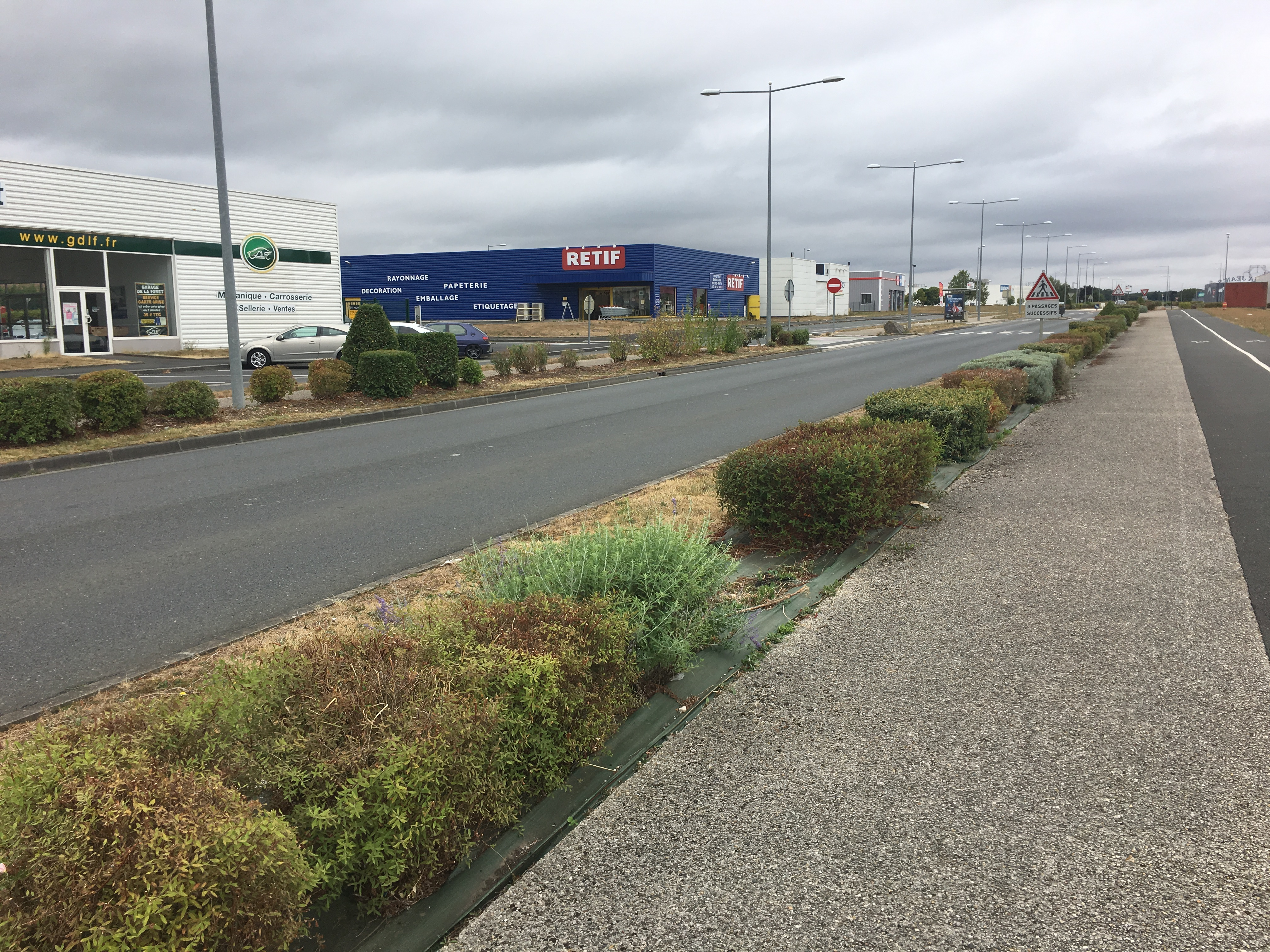
省道D920线圣莫尔段

A20高速公路是法国中西部的一条重要南北干线高速公路，其北起维耶尔宗，连接A71高速公路，直通巴黎；南至蒙托邦，与A62高速公路互通，该公路全线双向四车道，其中布里夫拉盖亚尔德以北的路段免费向公众开放。A20高速公路的沙托鲁段从沙托鲁市区的北部和西部过境，通过12、13、14三个互通式出入口和13.1半互通出入口连接市区，于1988年3月建成通车。法国国道151线是法国中部的一条干线公路，自沙托鲁出发向东北方向延伸，经伊苏丹、布尔日、卢瓦尔河畔拉沙里泰等城市，最终到达约讷省省会欧塞尔。除此之外，沙托鲁亦是安德尔省的公路枢纽，安德尔省省道D40线、D920线、D925线、D943线、D956线、D990线等在沙托鲁境内交汇。沙托鲁环城公路（Rocade）从A20高速公路的12号出入口向东南方向延伸，呈反“C”字形环绕沙托鲁市区东部和南部，最终连接圣莫尔商业区，该公路承担了大量过境车流，其位于代奥勒境内的路段于2014年完成扩宽改造，成为双向四车道的快速公路。
| 12 | 6 |

| 13 | 5.7 |

| 14 | 6.8 |

| 26 | 100 |

| 8 | 64 |

| 13 | 64 |

| 巴黎 奥尔良门 | 265 |

| 奥尔良 | 148 |

| 利摩日 | 123 |

| 维耶尔宗 | 60 |

| 瓦唐 | 33 |

| 克勒兹河畔阿让通 | 30 |

| 普瓦捷 | 120 |

| 图尔 | 112 |

| 布卢瓦 | 101 |

| 沙泰勒罗 | 97 |

| 勒布朗 | 60 |

| 比藏赛 | 24 |

| 布尔日 | 66 |

| 利涅尔 | 41 |

| 伊苏丹 | 29 |

| 勒夫鲁 | 20 |

| 武永 | 19 |

| 代奥勒 | 2 |

| 蒙吕松 | 99 |

| 盖雷 | 85 |

| 拉苏泰赖讷 | 77 |

| 布萨克 | 71 |

| 拉沙特尔 | 37 |

| 勒潘索内 | 7 |

沙托鲁汽车站（Gare routière de Châteauroux）位于沙托鲁火车站西南侧，建成于1958年，其主站房原计划在2019年的车站改造工程中拆除，后因遭到法国建筑协会的反对而得以保留。中央-卢瓦尔河谷大区公共交通开通由沙托鲁前往图尔、普瓦捷和布尔日三个方向的城际巴士线路，同时也开行前往安德尔省内主要市镇的校车及定制线路。BlaBlaCar Bus负责运营的巴黎－巴塞罗那长途巴士线路经停沙托鲁，其停靠点位于代奥勒境内的A20高速公路12号出入口附近。
沙托鲁的道路施工及车辆停放等相关事务由沙托鲁市政府负责管理，民众可直接向其反映各类道路破损及异常情况。2019年，65.6%的沙托鲁家庭拥有至少一辆的私人汽车；同年，沙托鲁境内共发生各类交通事故41起，造成48人受伤，其中15人重伤。自2021年1月1日起，沙托鲁都会城市圈公共社区提供其管辖范围内的公共电动自行车租赁服务。

### 铁路

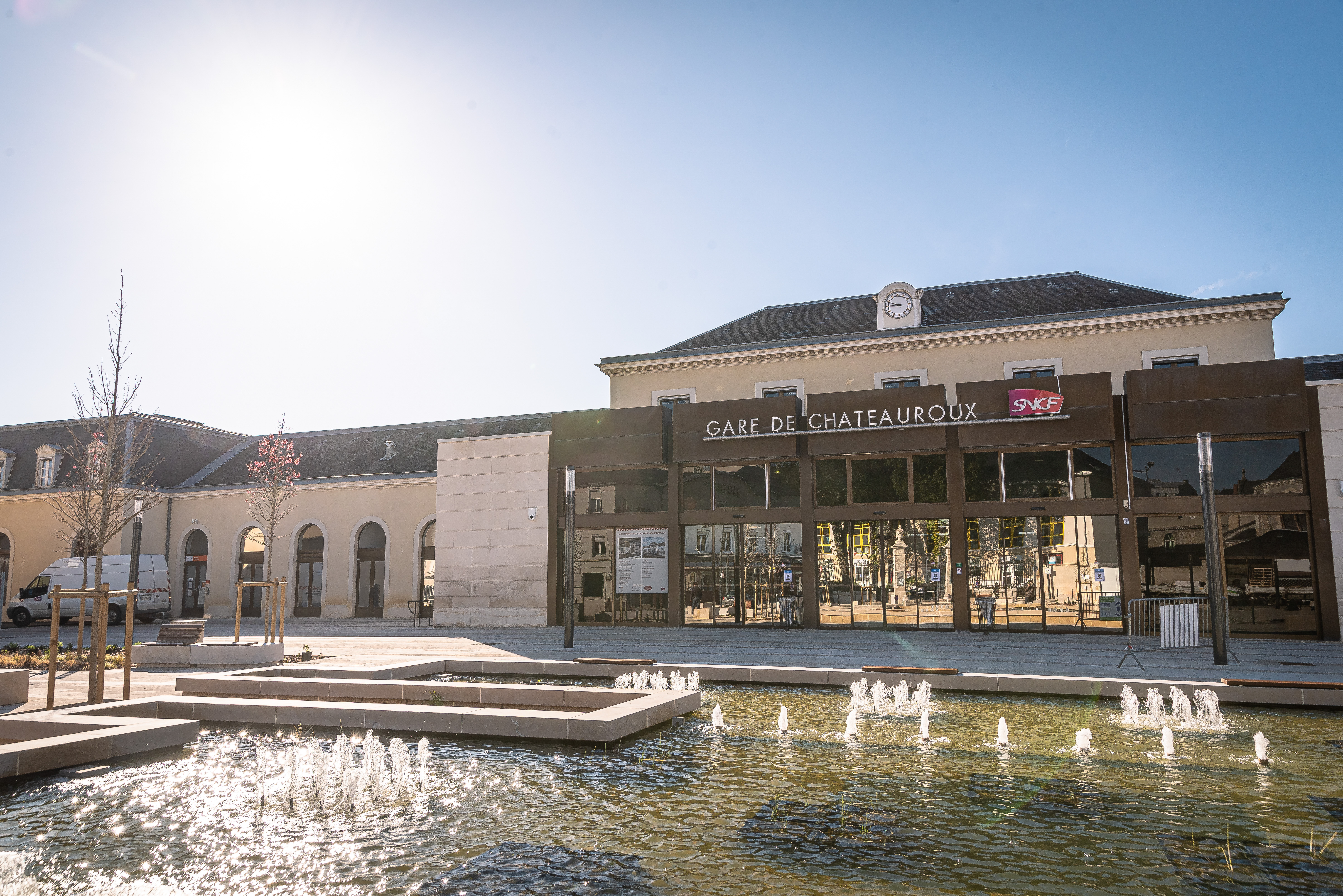
沙托鲁火车站（2021年）

沙托鲁位于莱索布赖－蒙托邦铁路线上，该铁路是法国南北干线POLT的组成部分。除此之外，茹埃莱图尔－沙托鲁铁路和沙托鲁－戈泽城铁路两条铁路亦在沙托鲁交汇，这两条铁路分别于1971年和1969年停止客运服务，其中茹埃莱图尔－沙托鲁铁路在沙托鲁至洛什之间保留货运服务，普通货运列车最远可前往比藏赛；沙托鲁－戈泽城铁路则完全废弃，部分区域的铁道设施已被拆除。此外，1905至1937年间，沙托鲁还有一条连接瓦朗赛的地方铁路，现已被公路代替。
沙托鲁火车站位于沙托鲁市中心，是沙托鲁境内唯一的铁路客运车站，该站每天停靠连接巴黎和布里夫、卡奥尔、图卢兹的城际列车，同时还开行前往奥尔良和利摩日方向的区域列车。在2010至2016年5月间，沙托鲁还停靠往返于里尔和布里夫之间的高速列车，后因亏损严重而停运。2021年，沙托鲁站累计发送旅客数量为617,397人次，是法国铁路系统的A级车站。
| 途径沙托鲁的列车路线 | 途径沙托鲁的列车路线 | 途径沙托鲁的列车路线 | 途径沙托鲁的列车路线 |
| 类型 | 编号                 | 路线 | 日往返次数           |
| --- | -------------------- | --- | -------------------- |
| 城际列车 |                      | 巴黎 ↔ 莱索布赖 ↔ 维耶尔宗 ↔ 伊苏丹 ↔ 沙托鲁 ↔ 克勒兹河畔阿让通 ↔ 拉苏泰赖讷 ↔ 利摩日 ↔ 于泽什 ↔ 布里夫 ↔ 苏亚克 ↔ 古尔东 ↔ 卡奥尔 ↔ 科萨德 ↔ 蒙托邦 ↔ 图卢兹                                                                            | 9                    |
| 区域列车 | 21                   | 维耶尔宗 ↔ 勒伊 ↔ 伊苏丹 ↔ 沙托鲁 ↔ 克勒兹河畔阿让通 ↔ （沿途所有车站） ↔ 拉苏泰赖讷 ↔ （沿途所有车站） ↔ 利摩日 | 9                    |
| 区域列车 | 1.3                  | 奥尔良 ↔ （沿途所有车站） ↔ 萨尔布里 ↔ 泰耶 ↔ 维耶尔宗 ↔ 勒伊 ↔ 圣利宰涅 ↔ 伊苏丹 ↔ 讷维帕尤 ↔ 沙托鲁 ↔ 吕昂 ↔ 洛蒂耶 ↔ 沙伯内 ↔ 克勒兹河畔阿让通 ↔ （沿途所有车站） ↔ 拉苏泰赖讷 ↔ 弗罗芒塔勒 ↔ 圣叙尔皮斯-洛里耶尔 ↔ 昂巴扎克 ↔ 利摩日 | 8                    |
| 注：部分线路之间的班次可能分段或与其它线路贯通运行，日均班次数量以工作日为标准。灰色字体站点仅部分班次停靠。资料截至2023年1月。 |                      | |                      |

### 航空
沙托鲁中央机场（代码：LFLX），又名“沙托鲁马塞尔·达索机场”（Aéroport Marcel-Dassault de Châteauroux），位于沙托鲁市区东北的代奥勒和库万境内，距离沙托鲁市中心大约5.5公里。该机场是一个区域性的航空枢纽，开行常规货运航线及季节性的民用航班。2016年，该机场曾开行昂热—沙托鲁—里昂客运航线，而往返于沙托鲁和阿雅克肖的夏季航班则一直开行到了2019年。2022年，沙托鲁机场飞机库建成，后者占地8,520平方米，高度达36米，可停靠空中客车A380或同时停靠五架A320客机。

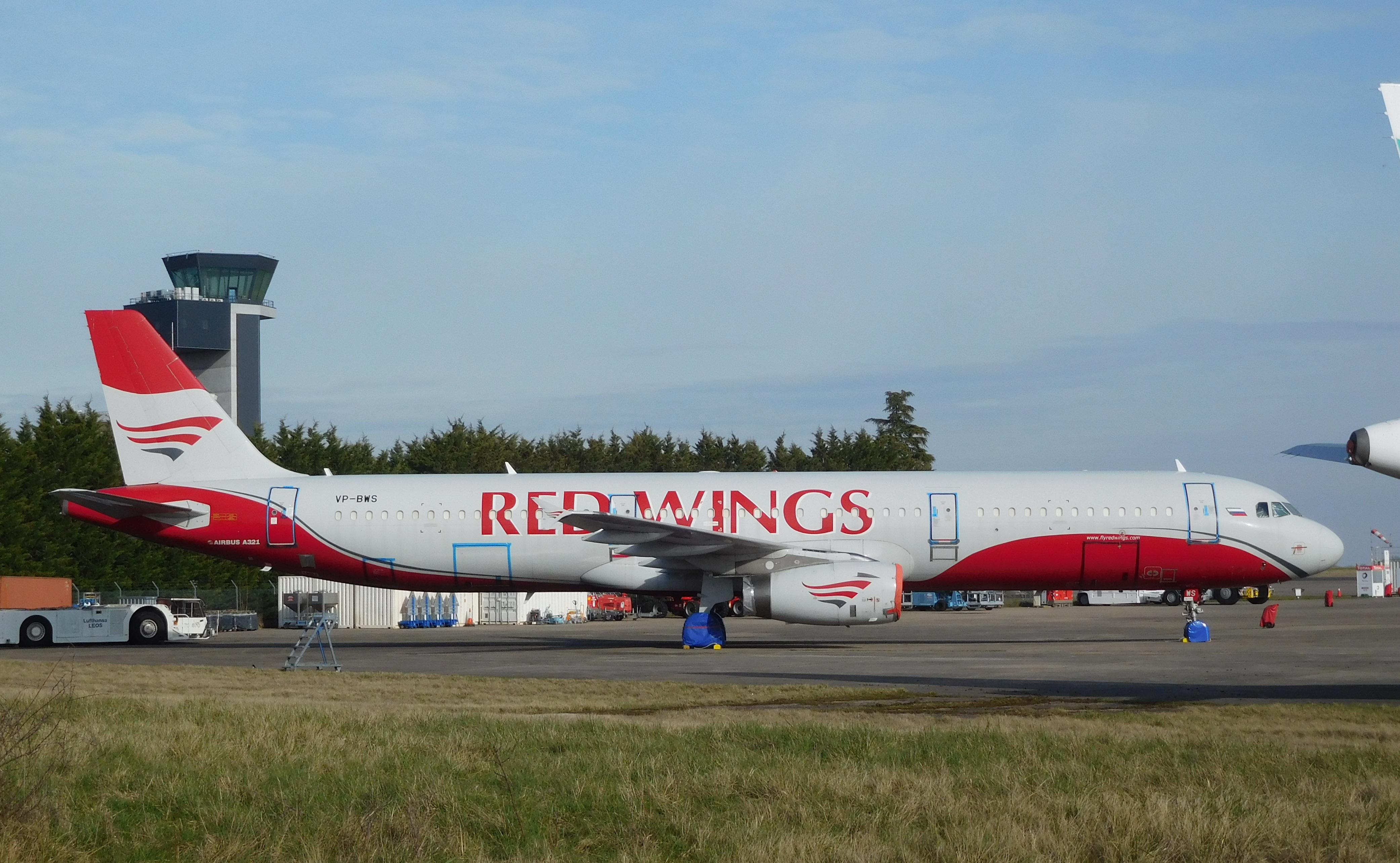
沙托鲁机场停放的一架空客A321

除此之外，沙托鲁附近还有沙托鲁-维莱飞行场（代码：LFEG），后者位于圣莫尔境内，建于1925年，拥有一条长800米，宽80米的跑道，现主要供当地航天爱好者俱乐部使用。

### 城市公共交通

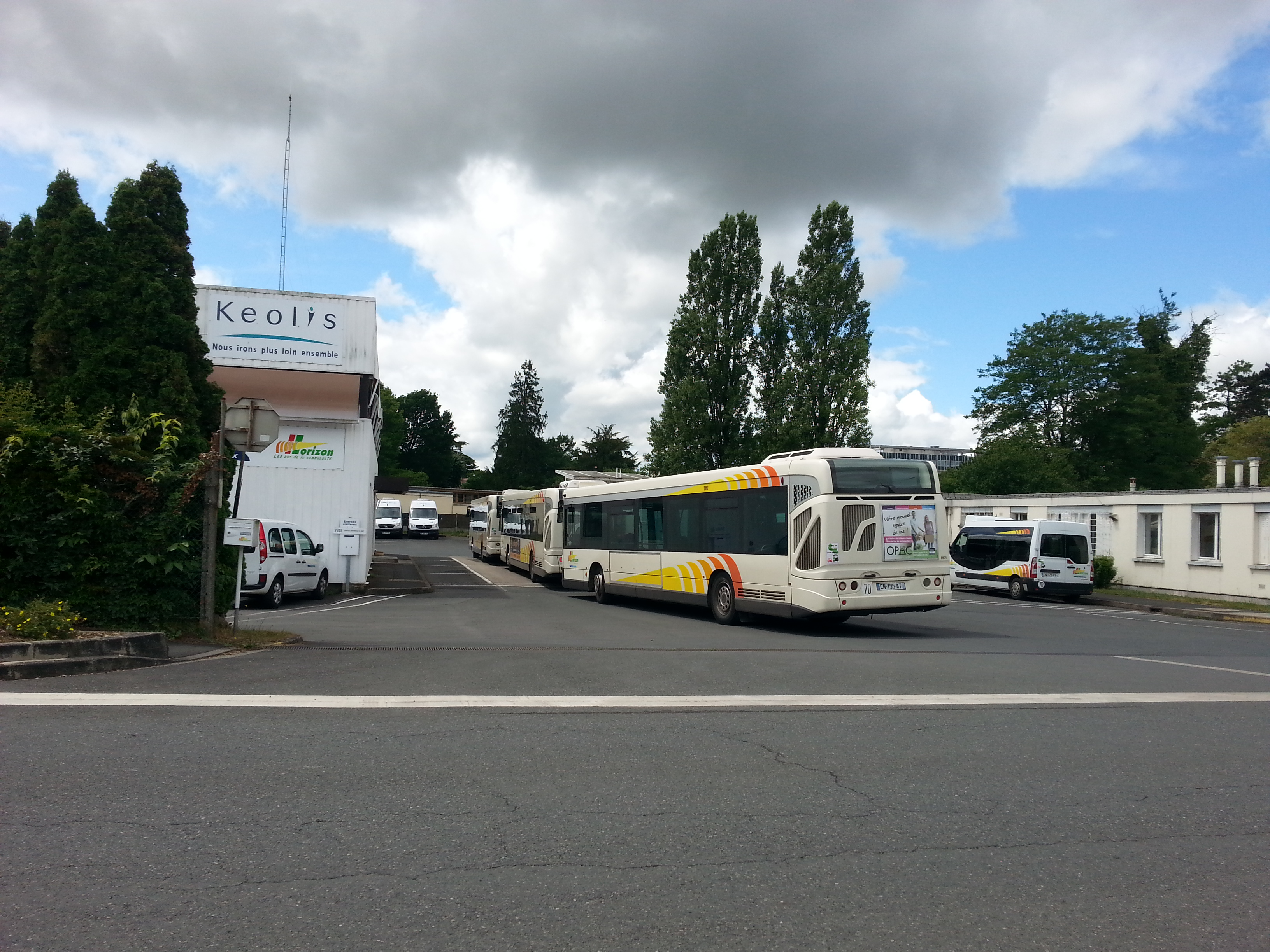
沙托鲁公交车场

沙托鲁城市公共交通（商业名称为“Bus-Horizon”，意为“巴士地平线”）是当地的城市公共交通系统。2001年12月22日，时任沙托鲁市长的让-弗朗索瓦·马耶先生宣布沙托鲁的所有公交线路免费向乘客开放，沙托鲁由此成为法国第一个推行免费公交的省会城市。截至2023年1月，该系统包括12条常规公交线路和2条节假日专线，其线路网覆盖了沙托鲁市内的主要街区及沙托鲁都会城市圈公共社区内的所有市镇，此外该系统还包含夜间定制出行服务，乘客可自沙托鲁市中心的伏尔泰公交枢纽乘坐定制交通前往沙托鲁市镇范围内的四个区域。

## 政治

### 市政内阁

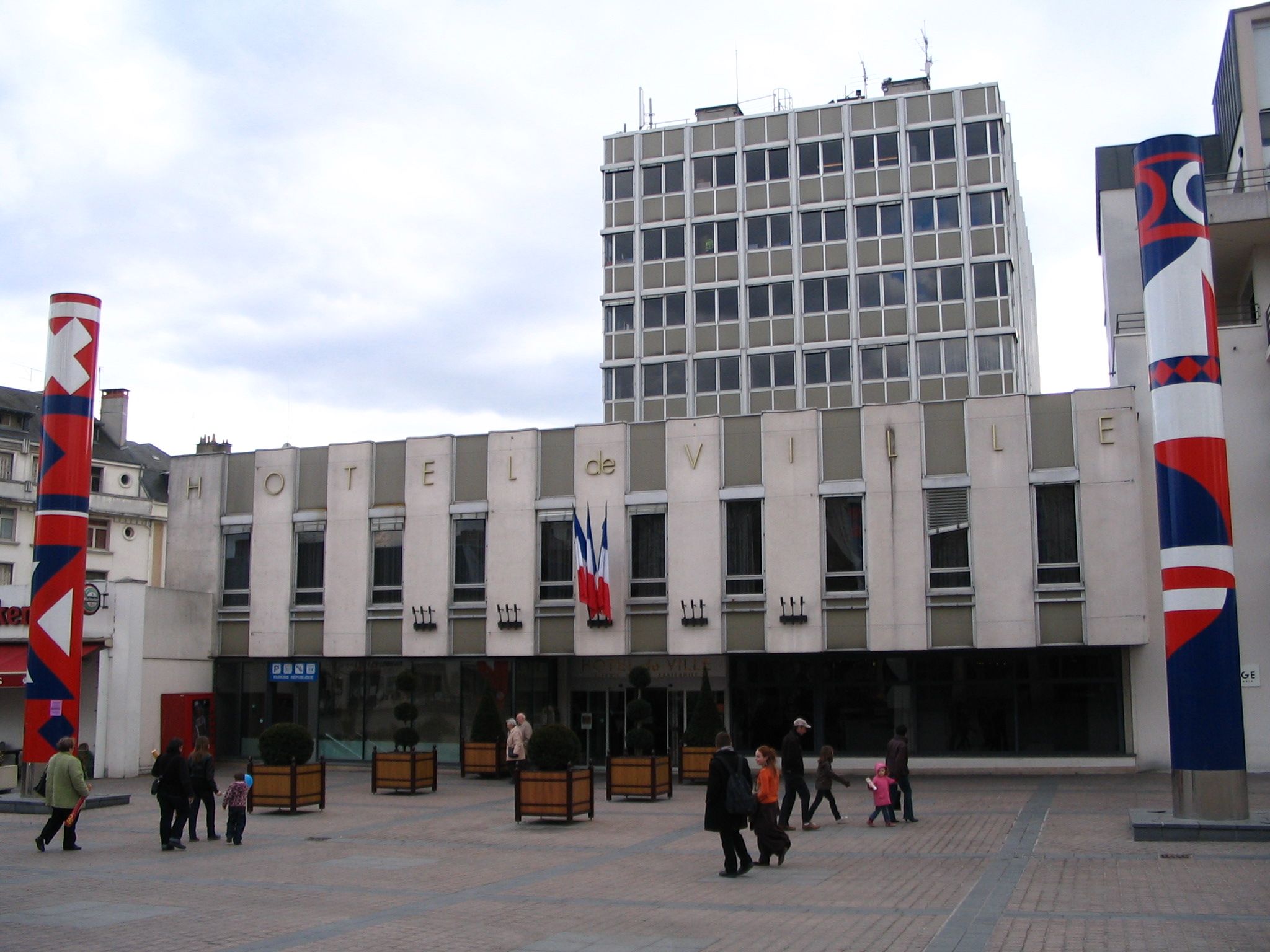
沙托鲁市政厅

沙托鲁的现任市长为吉尔·阿韦鲁先生（Gil AVÉROUS），他是共和党的一名成员，于2014年上任，在2020年的市政选举中获得了70.06%的支持率，首轮即胜出，实现连任。
| 2020年沙托鲁市政内阁组成                                                                                  |                                      |                                                                                   |          |          |      |          |  |  |  |  |
| |                                      |                                                                                   |          |          |      |          |  |  |  |  |
| 代表 | 代表                                 | 党派                                                                              | 首轮选举 | 首轮选举 | 席位 | 席位     |  |  |  |  |
| 代表 | 代表                                 | 党派                                                                              | 票数     | %        | 市镇 | 公共社区 |  |  |  |  |
| | 吉尔·阿韦鲁 Gil AVÉROUS              | - LR共和黨                                                                        | 7,995    | 70.6     | 39   | 25       |  |  |  |  |
| 口号：永远沙托鲁（Châteauroux toujours）                                                                  |                                      |                                                                                   | 7,995    | 70.6     | 39   | 25       |  |  |  |  |
| | 马克西姆·古吕 Maxime GOURRU          | - EÉLV欧洲生态-绿党 - PCF法国共产党                                               | 1,165    | 10.2     | 2    | 1        |  |  |  |  |
| 口号：生态、社会、公民、互助的明日沙托鲁 （Châteauroux Demain écologique, sociale, citoyenne, solidaire） |                                      |                                                                                   | 1,165    | 10.2     | 2    | 1        |  |  |  |  |
| | 代尔菲娜·尚博诺 Delphine CHAMBONNEAU | - PS社会党                                                                        | 619      | 5.42     | 1    |          |  |  |  |  |
| 口号：生态和社会的沙托鲁（Châteauroux écologique et sociale）                                             |                                      |                                                                                   | 619      | 5.42     | 1    |          |  |  |  |  |
| | 米莱娜·温施 Mylène Wunsch            | - RN国民联盟                                                                      | 580      | 5.08     | 1    |          |  |  |  |  |
| 口号：为沙托鲁聚集（Rassemblement pour Châteauroux）                                                      |                                      |                                                                                   | 580      | 5.08     | 1    |          |  |  |  |  |
| | 安托万·博纳维尔 Antoine BONNEVILLE   | - LREM复兴 - UDI民主人士和独立人士联盟 - MoDem民主运动 - MRD改革者运动 - Agir行动 | 526      | 4.6      |      |          |  |  |  |  |
| 口号：你们是沙托鲁（Châteauroux c'est vous）                                                              |                                      |                                                                                   | 526      | 4.6      |      |          |  |  |  |  |
| | 安托万·莱奥蒙 Antoine LÉAUMENT       | - FI不屈法国                                                                      | 410      | 3.59     |      |          |  |  |  |  |
| 口号：公民沙托鲁-人民市镇（Châteauroux citoyen - commune du peuple）                                      |                                      |                                                                                   | 410      | 3.59     |      |          |  |  |  |  |
| | 韦萝妮克·热利诺 Véronique GÉLINAUD   | - LO工人斗争                                                                      | 116      | 1.01     |      |          |  |  |  |  |
| 口号：工人斗争，倾听劳动者的声音 （Lutte ouvrière - Faire entendre le camp des travailleurs）             |                                      |                                                                                   | 116      | 1.01     |      |          |  |  |  |  |

### 历届市长
| 沙托鲁历届市长 | 沙托鲁历届市长                       | 沙托鲁历届市长       |
| 任期           | 市长                                 | 党派                 |
| -------------- | ------------------------------------ | -------------------- |
| 1944年－1945年 | Pierre CHAUMEIL 皮埃尔·绍梅伊        | 不详                 |
| 1945年－1947年 | Pierre GAUTIER 皮埃尔·戈捷           | PCF法国共产党        |
| 1947年－1959年 | Édouard RAMONET 爱德华·拉莫内        | RI独立激进党         |
| 1959年－1967年 | Louis DESCHIZEAUX 路易·德希佐        | DVG左翼无党派人士    |
| 1967年－1971年 | Gaston PETIT 加斯通·珀蒂             | SFIO工人国际法国支部 |
| 1971年－1989年 | Daniel BERNADET 达尼埃尔·贝尔纳代    | UDF法国民主联盟      |
| 1989年－2001年 | Jean-Yves GATEAUD 让-伊夫·加托       | PS社会党             |
| 2001年－2014年 | Jean-François MAYET 让-弗朗索瓦·马耶 | UMP人民运动联盟      |
| 2014年－       | Gil AVÉROUS 吉尔·阿韦鲁              | LR共和黨             |

### 各级选举
| 沙托鲁历届投票选举结果 | 沙托鲁历届投票选举结果 | 沙托鲁历届投票选举结果          | 沙托鲁历届投票选举结果 | 沙托鲁历届投票选举结果            | 沙托鲁历届投票选举结果 | 沙托鲁历届投票选举结果 | 沙托鲁历届投票选举结果            | 沙托鲁历届投票选举结果 | 沙托鲁历届投票选举结果 |
| 选举项目               | 选举范围               | 选区单位                        | 选区单位内的选举结果   | 选区单位内的选举结果              | 选区单位内的选举结果   | 选区单位内的选举结果   | 选区单位内的选举结果              | 选区单位内的选举结果   | 参考资料               |
| 选举项目               | 选举范围               | 选区单位                        | 第一轮胜出者           | 第一轮胜出者                      | 支持率                 | 第二轮胜出者           | 第二轮胜出者                      | 支持率                 | 参考资料               |
| ---------------------- | ---------------------- | ------------------------------- | ---------------------- | --------------------------------- | ---------------------- | ---------------------- | --------------------------------- | ---------------------- | ---------------------- |
| 2017年法國總統選舉     | 法國                   | 市镇                            |                        | 埃马纽埃尔·马克龙                 | 24.56%                 |                        | 埃马纽埃尔·马克龙                 | 71.05%                 | [ 20 ]                 |
| 2017年法国立法选举     | 安德尔省第一选区       | 市镇                            |                        | 弗朗索瓦·若利韦                   | 40.24%                 |                        | 弗朗索瓦·若利韦                   | 75.08%                 | [ 20 ]                 |
| 2019年欧洲议会选举     | 法國                   | 市镇                            |                        | 若尔当·巴尔代拉                   | 22.81%                 | （不适用）             | （不适用）                        | （不适用）             | [ 社 7 ]               |
| 2021年法国省级选举     | 安德尔省               | 沙托鲁第一县                    |                        | 马克·弗勒雷 弗洛朗克·珀蒂佩兹     | 59.13%                 |                        | 马克·弗勒雷 弗洛朗克·珀蒂佩兹     | 71.35%                 | [ 社 8 ]               |
| 2021年法国省级选举     | 安德尔省               | 市镇（第一县部分）              |                        | 马克·弗勒雷 弗洛朗克·珀蒂佩兹     | 62.87%                 |                        | 马克·弗勒雷 弗洛朗克·珀蒂佩兹     | 73.48%                 | [ 社 8 ]               |
| 2021年法国省级选举     | 安德尔省               | 沙托鲁第二县 市镇（第二县部分） |                        | 让-伊夫·于贡 伊马娜·吉巴拉-苏恩尼 | 49.38%                 |                        | 让-伊夫·于贡 伊马娜·吉巴拉-苏恩尼 | 63.93%                 | [ 社 8 ]               |
| 2021年法国省级选举     | 安德尔省               | 沙托鲁第三县 市镇（第三县部分） |                        | 吉尔·阿韦鲁 尚塔尔·蒙茹万         | 64.12%                 |                        | 吉尔·阿韦鲁 尚塔尔·蒙茹万         | 74.26%                 | [ 社 8 ]               |
| 2021年法国大区选举     |                        | 市镇                            |                        | 弗朗索瓦·博诺                     | 26.85%                 |                        | 弗朗索瓦·博诺                     | 42.65%                 | [ 社 9 ]               |
| 2022年法国总统选举     | 法國                   | 市镇                            |                        | 埃马纽埃尔·马克龙                 | 28.77%                 |                        | 埃马纽埃尔·马克龙                 | 62.4%                  | [ 20 ]                 |
| 2022年法国立法选举     | 安德尔省第一选区       | 市镇                            |                        | 爱洛依丝·贡扎莱兹                 | 27.55%                 |                        | 弗朗索瓦·若利韦                   | 53.44%                 | [ 20 ]                 |

## 经济

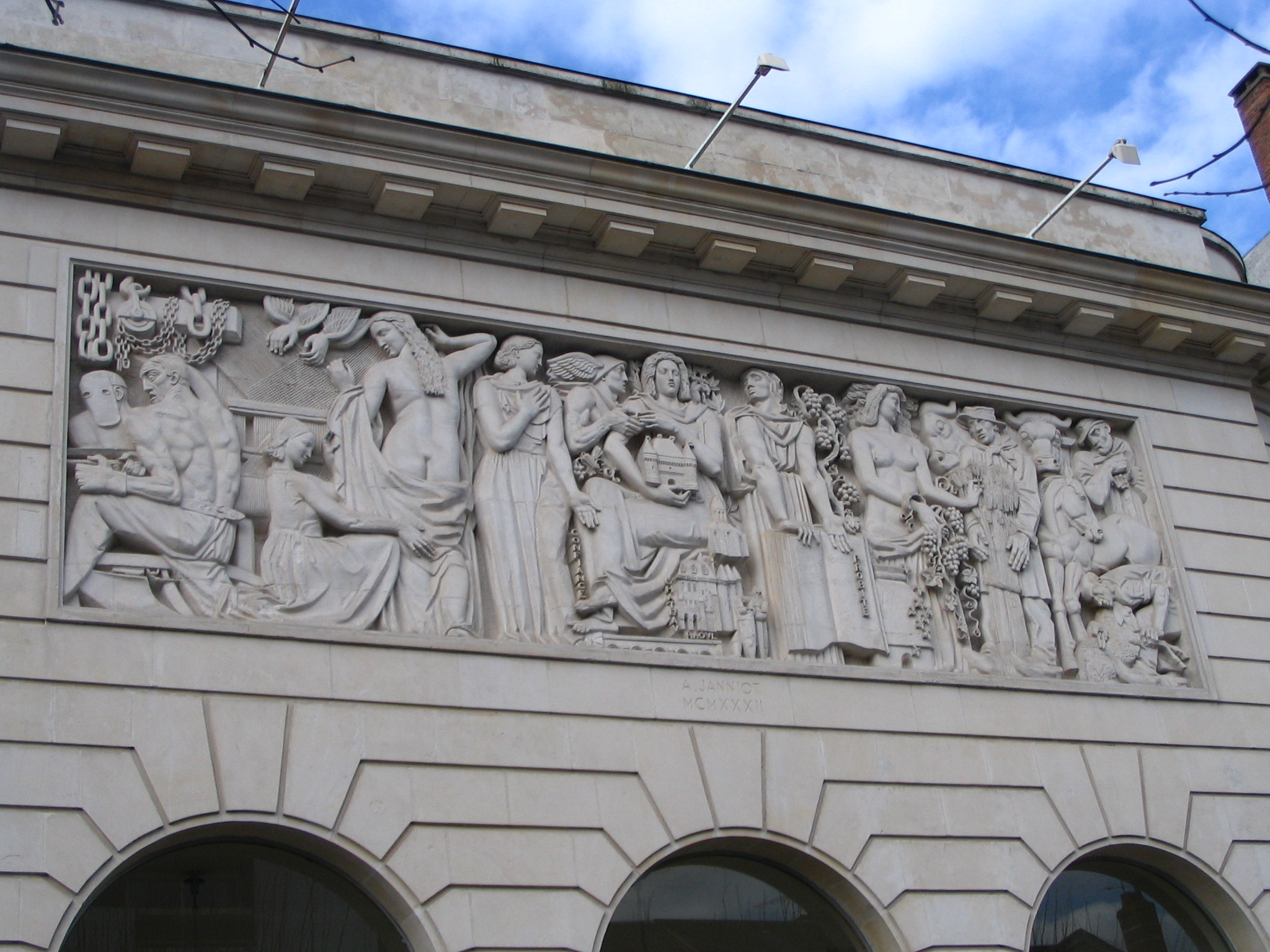
安德尔省工商会大楼雕塑

沙托鲁是法国中部的一座区域性的中心城市，是安德尔省的工商业中心以及安德尔省工商会的驻地。当地的经济发展事务由多个部门协调负责，其中法国就业局在沙托鲁设有劳务办公室，为当地居民提供创业及就业帮助。

### 产业分布
在第一产业方面，沙托鲁所在的安德尔省地形平坦，人口稀疏，是一个较为典型的农业省份，沙托鲁则为该省的农产品商贸中心。自19世纪工业革命起，这一地区快速完成工业和城市化发展，沙托鲁市镇范围内的农业生产活动大幅减少。截至2020年底，沙托鲁境内有13家农业类企业，占总企业数量的0.9%；相关就业总人数为46人，占总数的0.2%。
在第二产业方面，沙托鲁在工业革命期间为一个区域性的工业中心，织布和烟草加工是彼时当地主要的经济支柱。20世纪中后期，受到经济危机及人口外流影响，当地大量工业生产部门关闭或外迁，工业规模逐年萎缩。2020年，沙托鲁的工业及建筑业用人单位数量为172家，占总数的11.4%；相关就业总人数为2,470，占总人数的12.1%。
在第三产业方面，沙托鲁是安德尔省的省会，也是一个区域性的经济、文化、科教、通讯、医疗中心，数十家大型企业的在沙托鲁设有分支，相关就业单位和从业人数分别达到了总量的87.8%和87.7%。

### 重要企业
截至2023年1月，沙托鲁境内共有各类用人单位5,956家，平均历史为18年，其中97.88%为中小型企业（PME），2022年11月至2023年1月间，当地的经济活力指数为0.87%。
| 沙托鲁境内的主要大型企业          |          |                                   |          |                             |                   |           |
| 企业                              | 类型     | 法语原名                          | 领域     | 员工数量 （2021年12月31日） | 营业额 （2021年） | 数据来源  |
| 法兰西玻璃屋                      | 总部     | International Cookware            | 玻璃制品 | 447                         | 120,239,071 €     | [ 社 14 ] |
| 安德里茨公司                      | 区域分部 | Andritz                           | 机械     | 168                         | 59,049,380 €      | [ 社 15 ] |
| Montaigne Automobiles             | 总部     | Montaigne Automobiles             | 汽车销售 | 48                          | 27,365,672 €      | [ 社 16 ] |
| Savib 36                          | 总部     | Savib 36                          | 汽车销售 | 35                          | 26,713,715 €      | [ 社 17 ] |
| Soc Renaudat Centre Constructions | 总部     | Soc Renaudat Centre Constructions | 金属构件 | 44                          | 23,532,122 €      | [ 社 18 ] |

### 财政

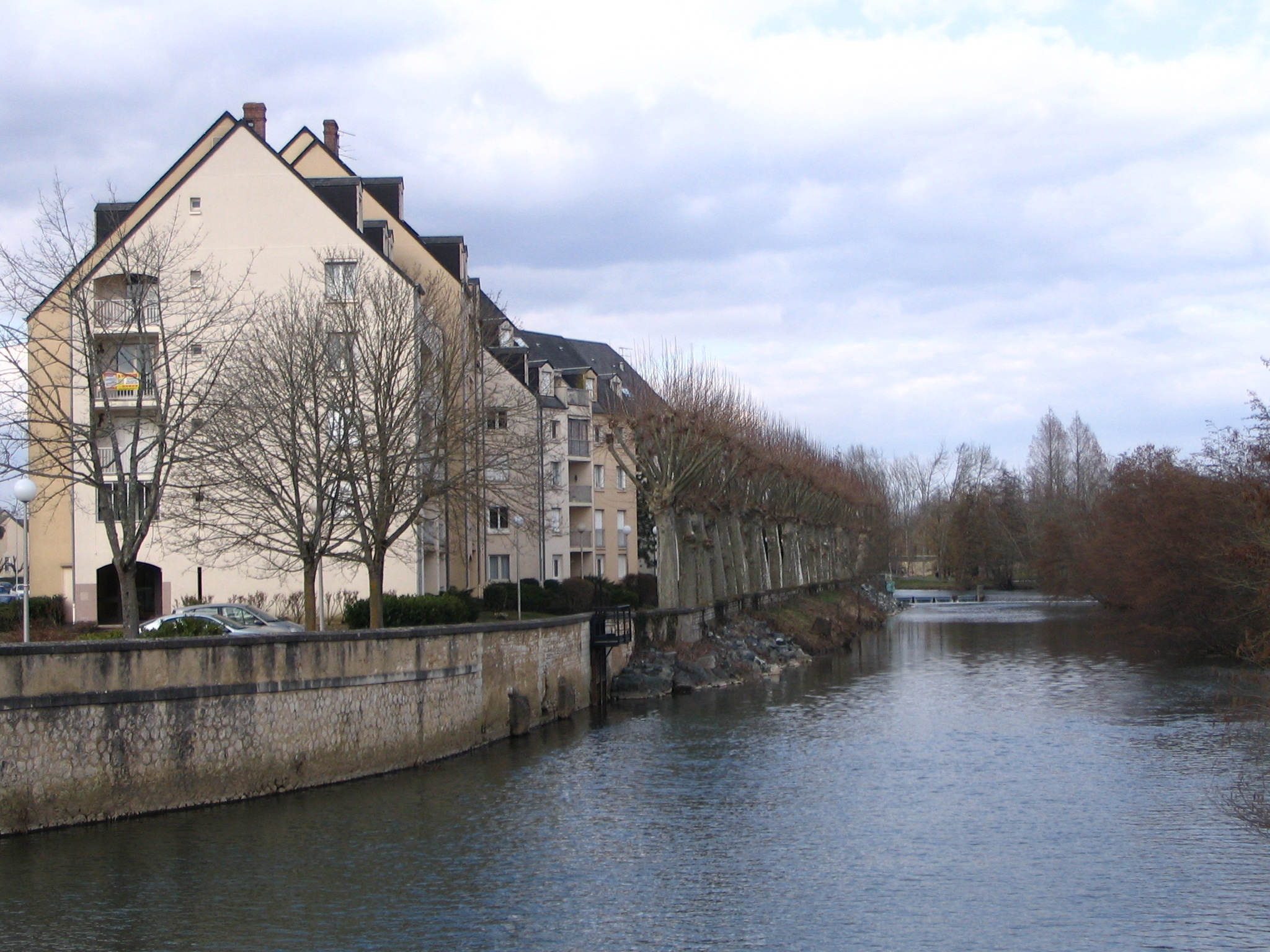
安德尔河畔的一处现代居民区

2021年，沙托鲁的财政收入总额为68,926,700欧元，财政支出总额为59,138,900欧元，当年的债务总额为35,006,000欧元。2021年，沙托鲁市镇通过增值税获得1,610,110欧元的收入，此外当地还共获得了2,530,450欧元的国家直接财政补助。

### 居民收入
2019年，沙托鲁的人均月收入总额为2,022欧元，其中高级职员为3,468欧元，低于法国平均水平（4,230欧元）；中级职员为2,305欧元，低于法国平均水平（2,411欧元）；普通职员为1,647欧元，亦低于法国平均水平（1,740欧元）。
2019年，沙托鲁境内的青壮年（15至64岁）失业率为18%，贫困率为21%，当地44.6%的家庭拥有纳税资格，平均纳税2,634欧元，低于法国平均水平（3,910欧元）。

## 人口
2019年，沙托鲁市镇人口数量为43,122，在法国排名第171位。其中男性20,050人，女性23,072人，75岁及以上人口占10.1%，外籍人口数量为3,024人，人口密度为1,688人/平方公里，当地居民被称为（男性）或（女性）。2020年，沙托鲁境内出生479人，死亡人口541人。
| 沙托鲁1901年－2020年人口变化情况 |
|                                  |
| 数据来源：Cassini、INSEE         |

## 社会事务

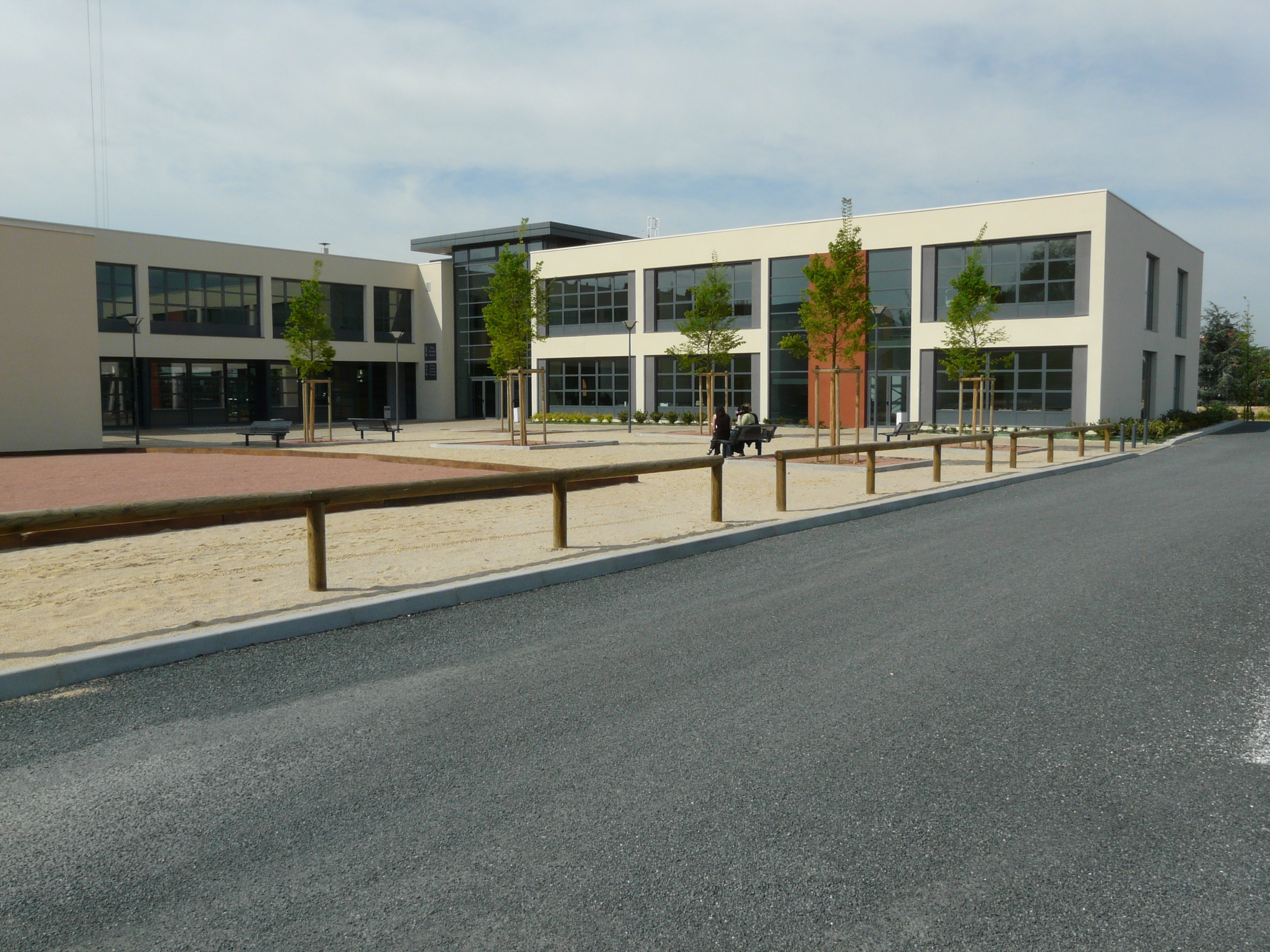
沙托鲁巴尔桑科教园区

### 教育
沙托鲁属于奥尔良-图尔学区。截止2021年1月1日，沙托鲁境内共有16所幼儿园、18所小学、7所初级中学、4所普通高中、1所农业高中和3所职业高中。2018至2019学年度，沙托鲁境内共有在校中等教育阶段学生6,260名。
在高等教育方面，巴尔桑科教园（Campus Balsan）位于沙托鲁市区西北部，该园区内有多所高等教育机构。
| 沙托鲁的主要高等教育机构      | 沙托鲁的主要高等教育机构                     | 沙托鲁的主要高等教育机构 | 沙托鲁的主要高等教育机构                                       | 沙托鲁的主要高等教育机构 |
| 中文名称                      | 法语名称或缩写                               | 类别                     | 开设主要专业                                                   | 参考资料                 |
| ----------------------------- | -------------------------------------------- | ------------------------ | -------------------------------------------------------------- | ------------------------ |
| 奥尔良大学 （沙托鲁校区）     | Université d'Orléans (Campus de Châteauroux) | 公立大学                 | - 经济管理 - 应用外语 - 法学 - 历史学 - 环境科学（水环境方向） | [ 文 10 ]                |
| 安德尔技术学院 （沙托鲁校区） | IUT de l'Indre (Site de Châteauroux)         | 大学技术学院             | - 企业行政管理 - 电子信息工程 - 社会经济管理（学徒制）         | [ 文 11 ]                |

在职业培训方面，奥尔良大学下属的国立高等教育学院在沙托鲁设有一个校区，后者提供法国中小学各学科的教职工培训。沙托鲁卫生学校则是一个由法国卫生部负责监管的培训机构，其校址位于沙托鲁中心医院东侧。
除此之外，北京体育大学在沙托鲁设有校区，北京第二外国语学院亦设有“夏斗湖学院”。

### 医疗

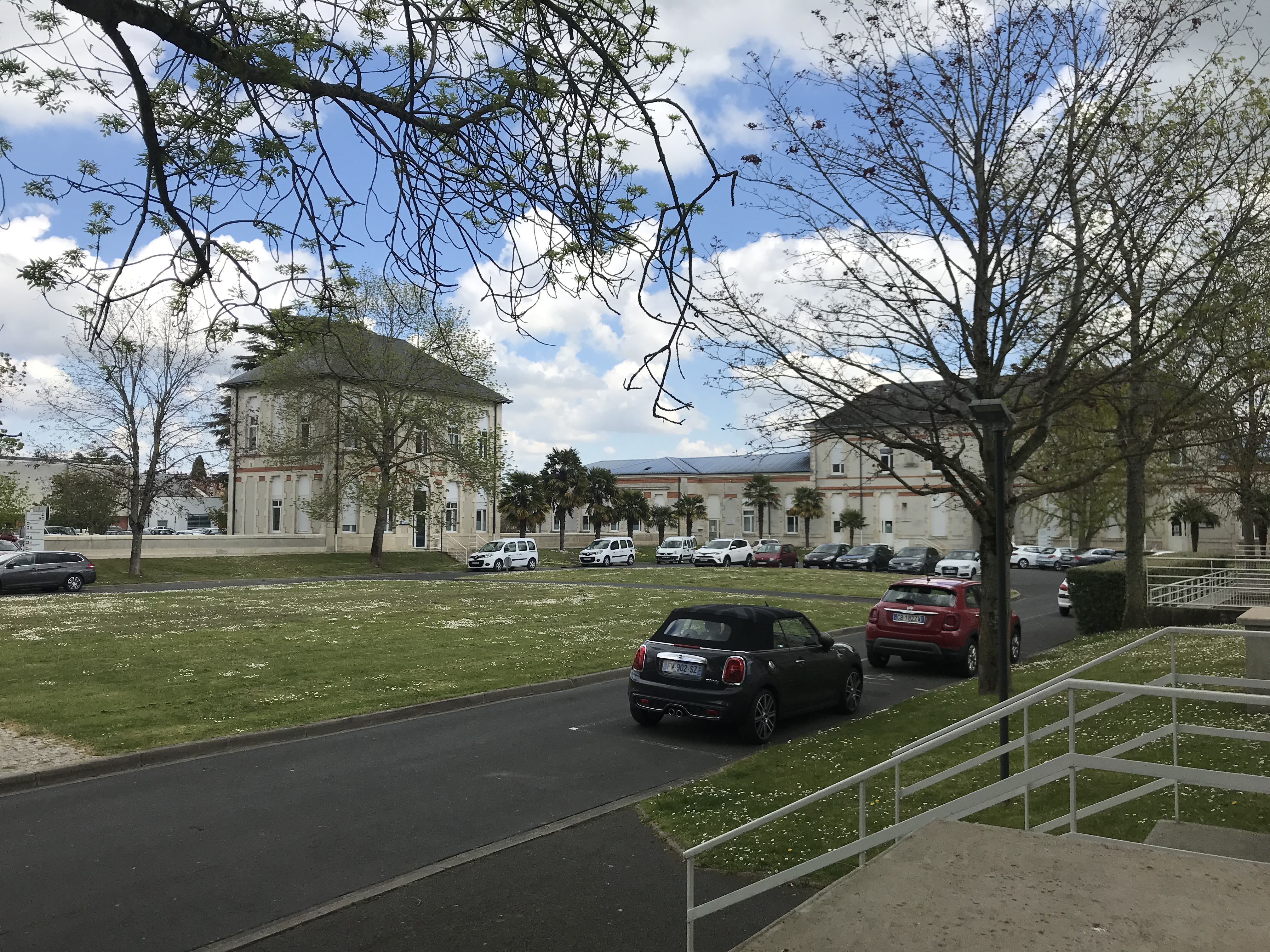
沙托鲁中心医院

截止2021年1月1日，沙托鲁境内共有全科医生38名、保健师22名、牙医23名、护士71名、耳科医生2名、眼科医生8名、皮肤科医生2名、助产士4名和妇科医生7名。境内共有药房16家、养老院1家、残疾人帮扶中心5家。
沙托鲁中心医院，全名为“沙托鲁-勒布朗中心医院”（Center Hôpital de Châteauroux - Le Blanc），是法国的一个区域性医疗机构，其主病区位于沙托鲁市区南部，设有床位755个，其中普通床位287个，外科床位119个，是当地规模最大的公立综合性医院。圣弗朗索瓦诊疗中心（Clinique Saint-François）是一家私立医疗机构，由Elsan医疗集团负责管理，该院设有104个床位、40名医生和150名医务人员，并配有急救设施。除此之外，沙托鲁境内还有7家兽医医院。

### 住房

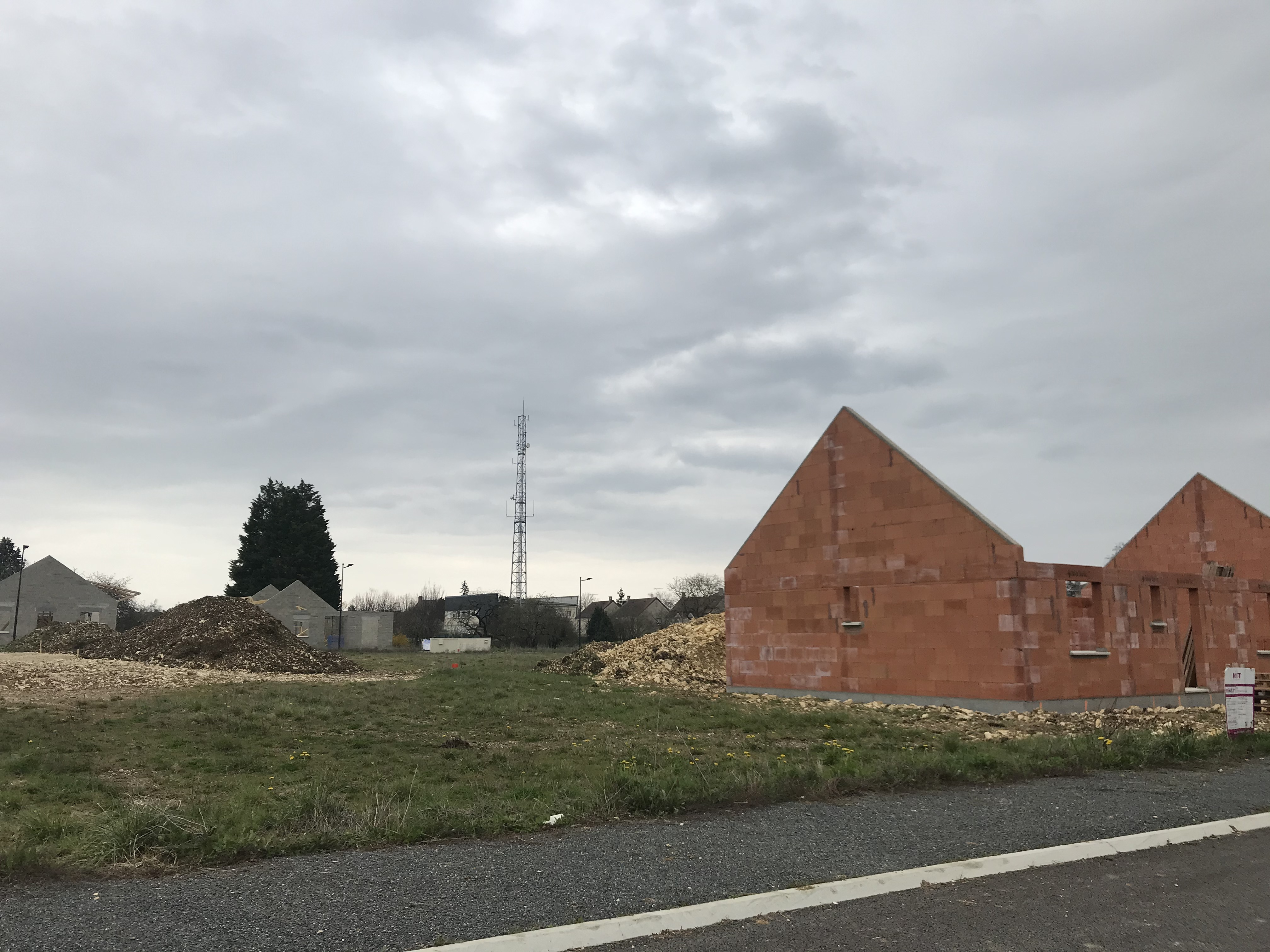
沙托鲁郊区一处建设中的民宅

2019年，沙托鲁境内共有各类住房26,347套，比上一年新增11套。按照房屋类型分类，沙托鲁境内50.9%为集中式居民区，主要分布于老城区、南部的圣让街区和西北部的师范学校街附近；48.5%为独立式居民区，广泛分布于市区及周边地带；按照住户类型分类，沙托鲁境内的房屋所有者和租房客占比分别为46.2%和51.9%，常住房屋占沙托鲁市镇范围内居民建筑总量的82.7%；按照房屋大小分类，当地391户住房的居住面积小于30平方米，2,078户住房的居住面积超过120平方米；按照住房年限分类，沙托鲁境内1919年以前和2005年以后修建的房屋总数分别为1,862户和1,294户。2019年，沙托鲁市镇范围内的房价中位数为每平方米1,090欧元，高于安德尔省的房价中位数（880欧元）。
在住房保障政策方面，2021年，沙托鲁境内共有7,310户家庭获得了住房经济补助，受益人数占总人口数量的17.0%，其中7,119份为房租补助。沙托鲁都会城市圈公共社区于2021年颁布了区域性住房纲领，为当地2026年以前的住房建设提供了指导性意见。此外，该公共社区还提供其管辖范围内的社会保障性住房租赁服务。

### 商业

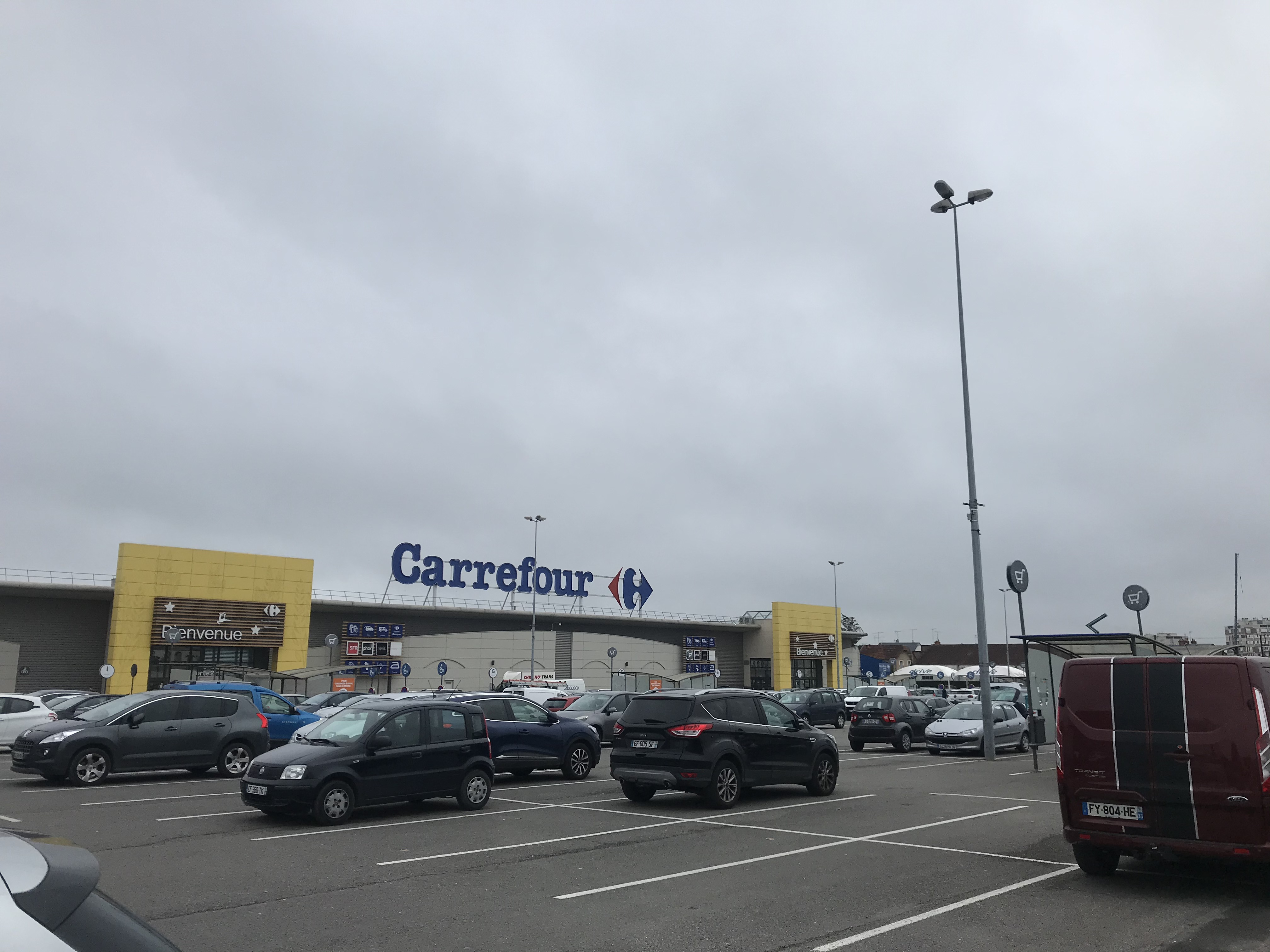
沙托鲁火车站南侧的家乐福超市

2021年，沙托鲁境内共有各类实体商铺766家，其中餐厅122家、大型超市8家、杂货店22家、面包房25家、肉铺9家、书店13家、装饰品店2家、银行门店42家、美容美发店69家、汽车维修店45家。
沙托鲁的个体性的商铺多分布于老城区，其中镇中心的邮政街（rue de la Poste）和勒穆瓦纳·勒努瓦尔街（rue Lemoine Lenoir）为两条混合商业步行街，该区域有里昂信用银行、Fnac、Armand Thiery等商业机构，其管网改造及路面修复工程已于2022年4月完工。在现代商业方面，位于沙托鲁火车站南侧的家乐福超市是一个大型的商业购物中心，自2021年4月起，该商场推出“一小时安静”（une heure silencieuse）服务，旨在接纳当地的高敏感人群及社交恐惧症患者。沙托鲁市区东南部的勒潘索内建有欧尚大型超市；西南部的圣莫尔境内则建有“南角”（Cap Sud）商业街区，该区域分布有E.Leclerc、Intersport、迪卡侬、Boulanger、BUT、Cultura、Jardiland等商业机构。

### 媒体

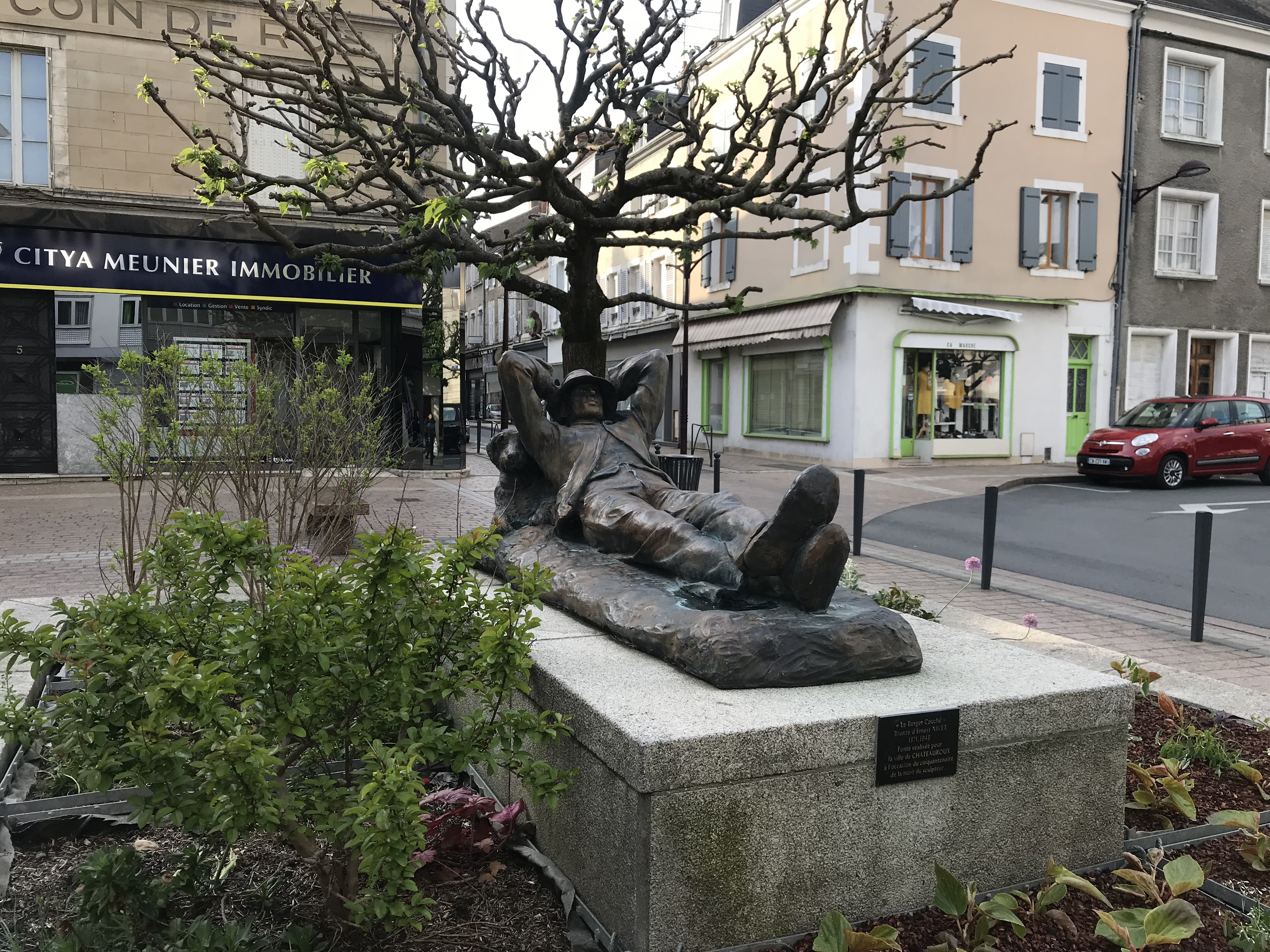
沙托鲁街头雕塑

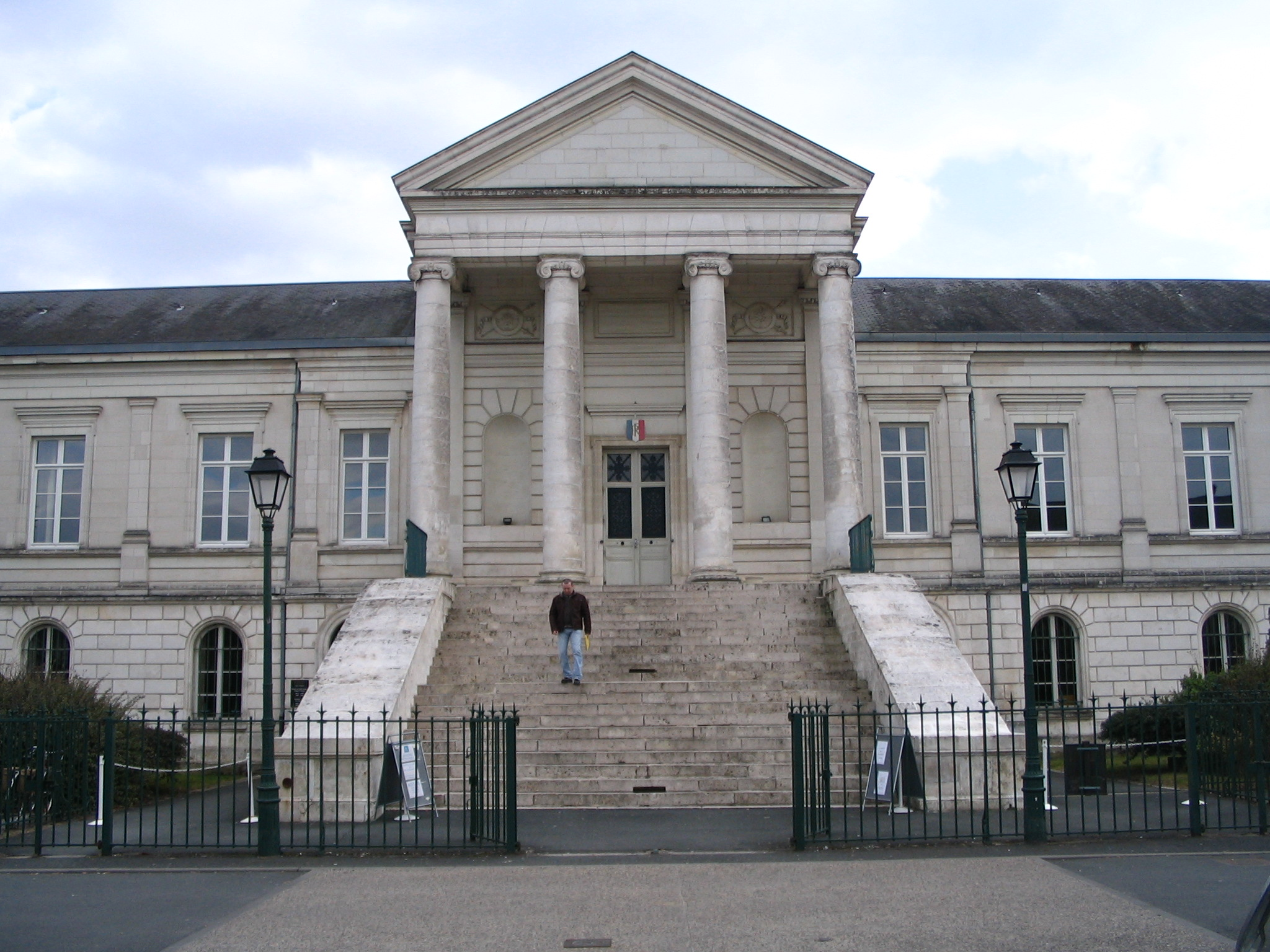
沙托鲁司法宫

沙托鲁是法国的一个区域性媒体中心，法国主要的媒体均可在沙托鲁接收，其中法国电视三台下属的中央-卢瓦尔河谷大区频道在部分时段播出沙托鲁所属区域的地方新闻，NRJ、RTL、Skyrock、法国天主教广播、法国全国广播、维珍广播、震动广播等广播在沙托鲁设有分支。
在地方传媒方面，贝里-伊苏丹第一电视（商业名称为“BIP TV”）是法国的一个地方性电视台，总部位于该省第二大城市伊苏丹，节目覆盖范围包括沙托鲁在内的整个安德尔省以及相邻的谢尔省；《中西部新共和报》是法国一个重要的地方性报社，在法国中西部6个省份发行，其总部位于图尔，在沙托鲁设有分支，负责整个安德尔省的发行；蓝色法兰西贝里广播则是当地主要的地方性讯息广播；《贝里精神》（Esprit Berry）创刊于2016年，是一份区域性的杂志，编辑总部位于沙托鲁，发行范围覆盖了整个贝里地区。在现代网络方面，沙托鲁市政府在Facebook、Twitter、Youtube、Snapchat等社交网站上开通有官方账号。

### 环境
沙托鲁的环境事务由其所属的沙托鲁都会城市圈公共社区联合各级政府协调负责。沙托鲁市镇范围内的供水服务由Saur集团提供，污水处理则由苏伊士环境集团负责。截至2023年1月，沙托鲁都会城市圈公共社区内共有8处取水点、19个存水站、680公里的输水管网、18座净水站、130处污水处理设施和540公里的污水管网，当地的年城市用水消耗量约400万立方米。此外，在生活垃圾处理方面，沙托鲁都会城市圈公共社区境内共有五处垃圾回收站，除法定节假日外全年向当地居民开放。
2021年，沙托鲁境内共有六家污染企业，铅和烃是当地主要的污染源。沙托鲁境内设有一处大气环境监测点，2015年测得的二氧化氮浓度平均值为12µg/m³、二氧化硫浓度平均值为0、可吸入颗粒物浓度平均值为15µg/m³，均低于法国平均水平；臭氧浓度平均值为56µg/m³，略高于法国平均水平（53.8µg/m³）。沙托鲁境内另设有一处水环境监测点，该地2015年测得的水体坤化物浓度为2µg/L，低于法国平均水平（4.8µg/L）。

### 治安
截至2023年1月，沙托鲁市镇范围内共有一处派出所和一处国家宪兵队。安德尔省消防总站（SDIS de l'Indre）指挥中心位于沙托鲁市区东北部的蒙捷绍姆境内，后者配合安监、医疗等部门负责整个安德尔省以及周边地区的消防救援任务。
沙托鲁及其附近的共四个市镇（沙托鲁、勒潘索内、圣莫尔和代奥勒）是沙托鲁警区（zone police de Chateauroux）的管辖范围。2020年，该警区累计记录各类案件2,541起，其中盗窃类案件1,170起，经济类案件356起，毒品交易类案件173起。

## 文化
2019年，沙托鲁境内共有1家剧场、2家电影院、1家博物馆和1家音乐厅。沙托鲁市中心建有“分点”多媒体中心（Médiathèque Équinoxe），除法定节假日外全年向公众全年开放；此外当地还有“博略”（Beaulieu）和“圣让”（Saint-Jean）两个市政图书馆，供当地居民就近前往阅览。

### 城市形态及人文环境

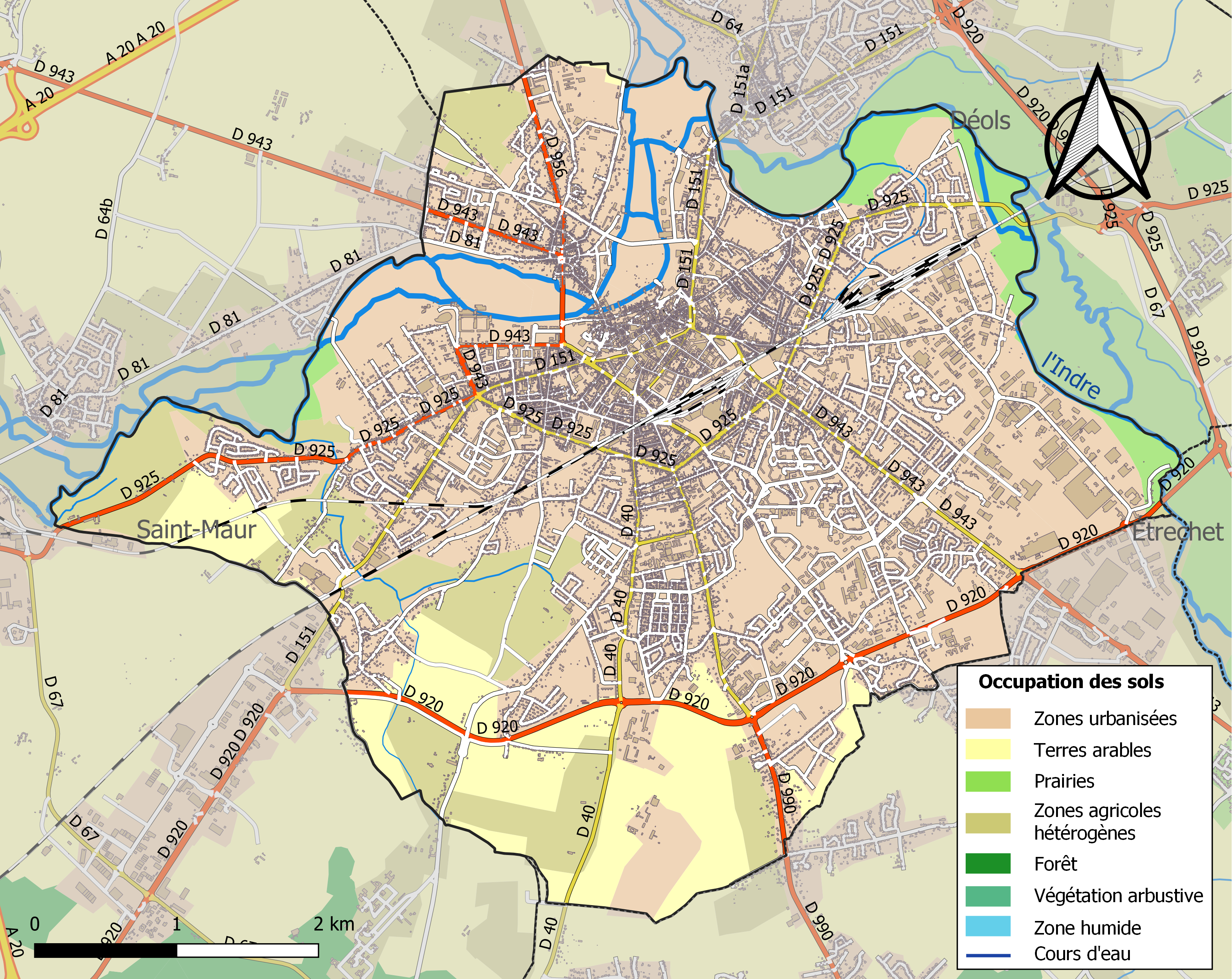
沙托鲁土地利用情况地图
城市用地
耕地
草地
农业用地
林地
绿地
湿地
水域

根据1784年出版的《克罗谢地图》（Plan Crochet），沙托鲁的城市被安德尔河一分为二，其中核心区域位于河流左岸，这一形态在此后的城市发展中得到延续。尽管有安德尔河流经，但该河水量较小且沿途人口稀疏，故该河无大规模开辟航运的历史，沙托鲁的城市主干街道及建筑亦未沿安德尔河分布。铁路线开通后，沙托鲁城市开始向南扩张，其中圣让街区在20世纪50年代被开发为集中式居民区以接纳大批来自原法国海外殖民地的居民。
与同等规模和等级的法国城市比较，沙托鲁远离边境及海岸线，缺乏名声大噪的自然景观及历史古迹，在城市发展史上亦无重大事件发生，这使得沙托鲁常因“平庸”而遭到揶揄。法国文学家让·季洛杜在其1918年出版的小说《黑暗中的阅读》中将沙托鲁描述为“法国最丑陋的城市”（la ville la plus laide de France），而法国现代作家卡里尔·费雷则将沙托鲁称为“美国第二大无聊的城市”（la deuxième ville la plus naze des États-Unis），以隐喻当地在二战后十余年间被美国空军驻扎的历史。2016年5月，H&M时装店在沙托鲁市中心开业，其开业首日举办了盛大的街头表演，引发当地大批居民驻足围观，此举在Facebook、Twitter等社交网站上遭到法国网友的冷嘲热讽。

### 建筑
沙托鲁境内的传统历史建筑多建于近代及以前，其中拉乌尔城堡始建于中世纪中期，通常被认为是沙托鲁城市发展的起源地，该建筑自1927年起被列入法国国家文物保护单位。拥有这一殊荣的建筑还有沙托鲁圣母教堂、圣马夏尔教堂、公园城堡等，贝特朗博物馆是一处为纪念拿破仑帝国将军亨利·加蒂安·贝特朗而建的博物馆，高68米的圣安德烈教堂建成于19世纪中期，是沙托鲁的地标性建筑物。
沙托鲁的现代建筑多建于20世纪以后，其中高54米的圣西朗塔楼（Tour Saint-Cyran）建成于1958年，是沙托鲁市中心的代表性现代化建筑物，该建筑因与周边街区景观不协调而受到争议，有当地居民认为该塔楼应尽早拆除；沙托鲁火车站的主站房及沙托鲁游客接待中心亦于1958年完成大规模的翻新改造，新建的沙托鲁市政厅大楼则于1977年1月20日向公众开放。

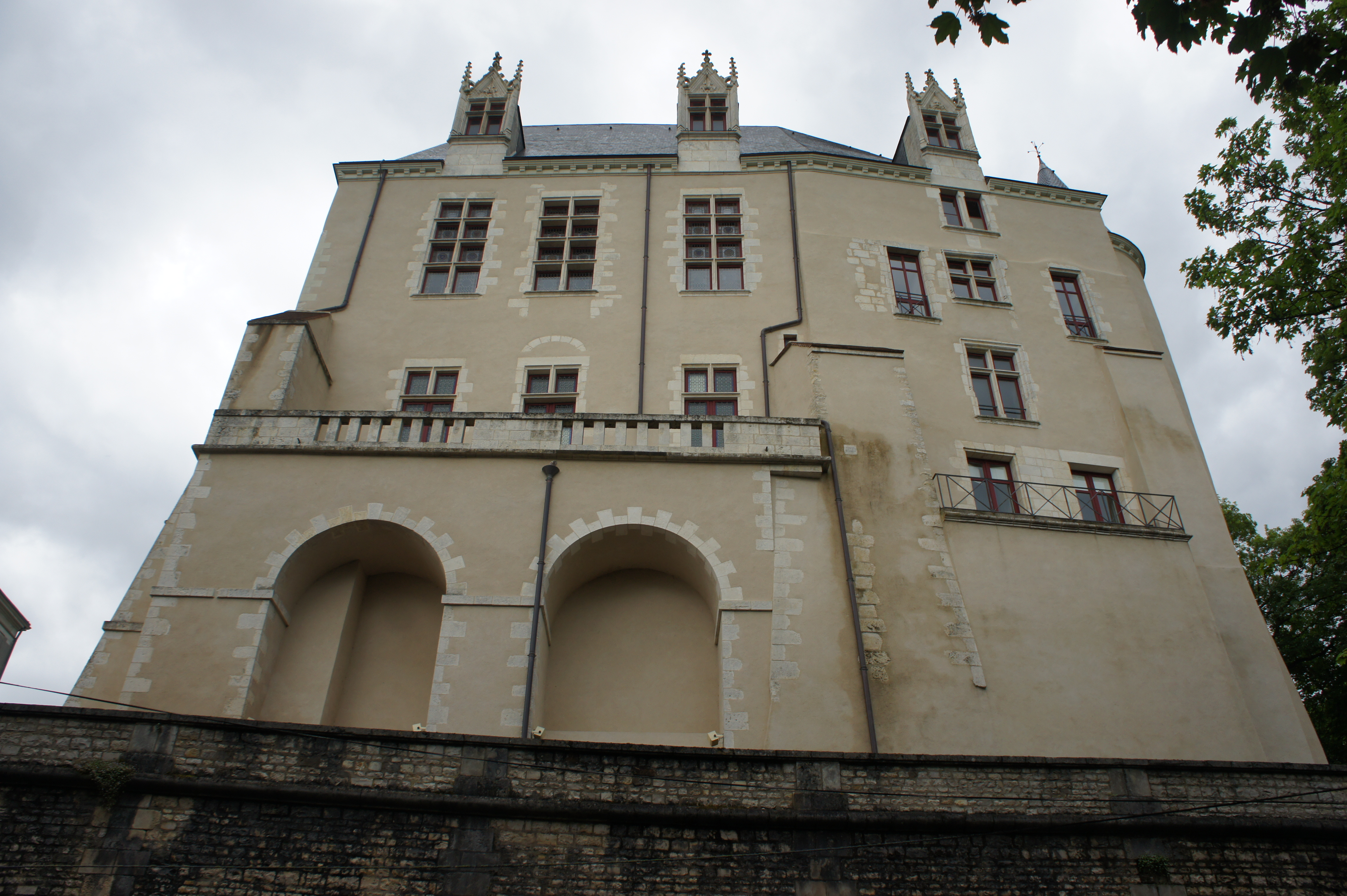
拉乌尔城堡（法语：Château Raoul）
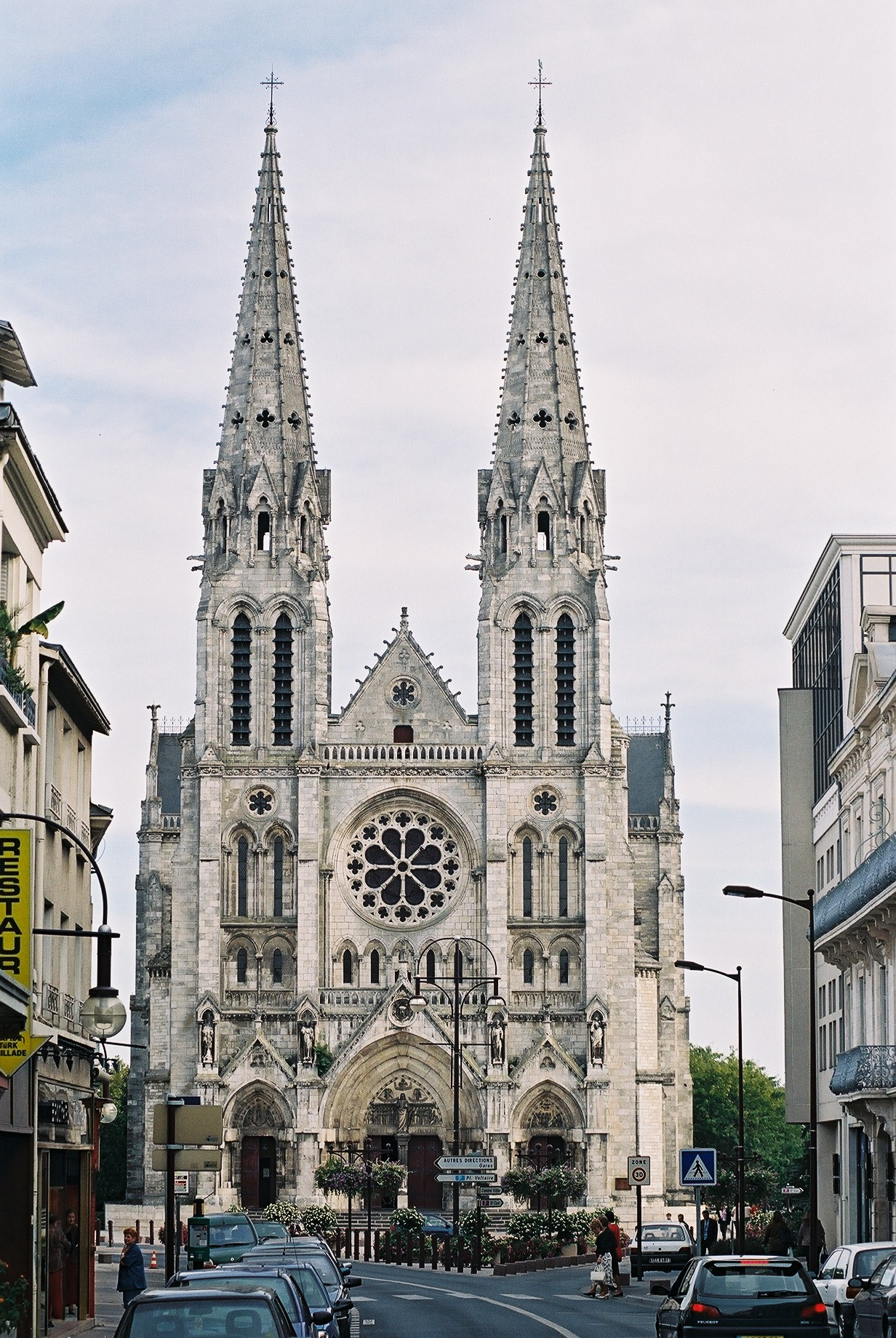
圣安德烈教堂（法语：Église Saint-André de Châteauroux）
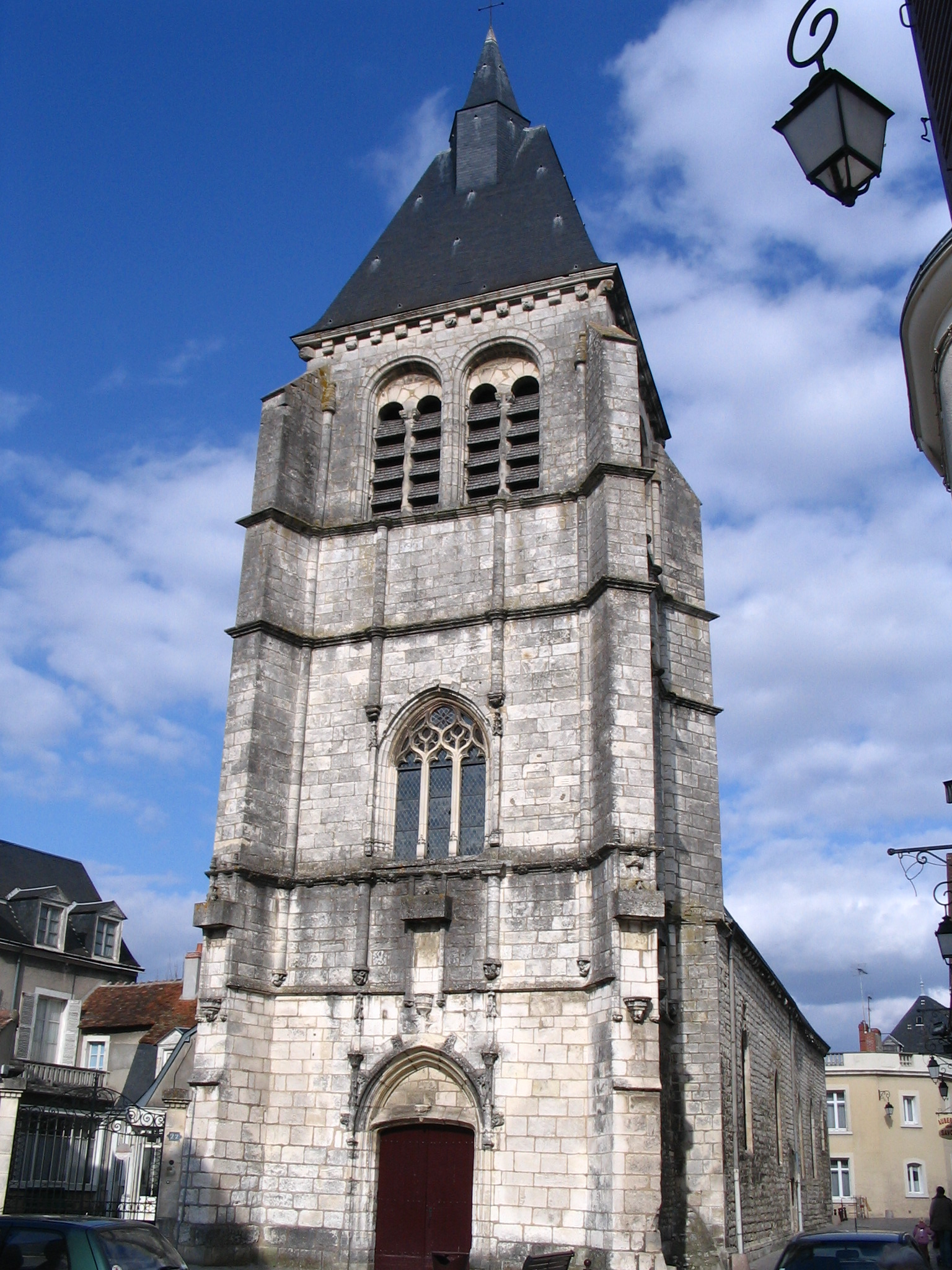
圣马夏尔教堂（法语：Église Saint-Martial de Châteauroux）
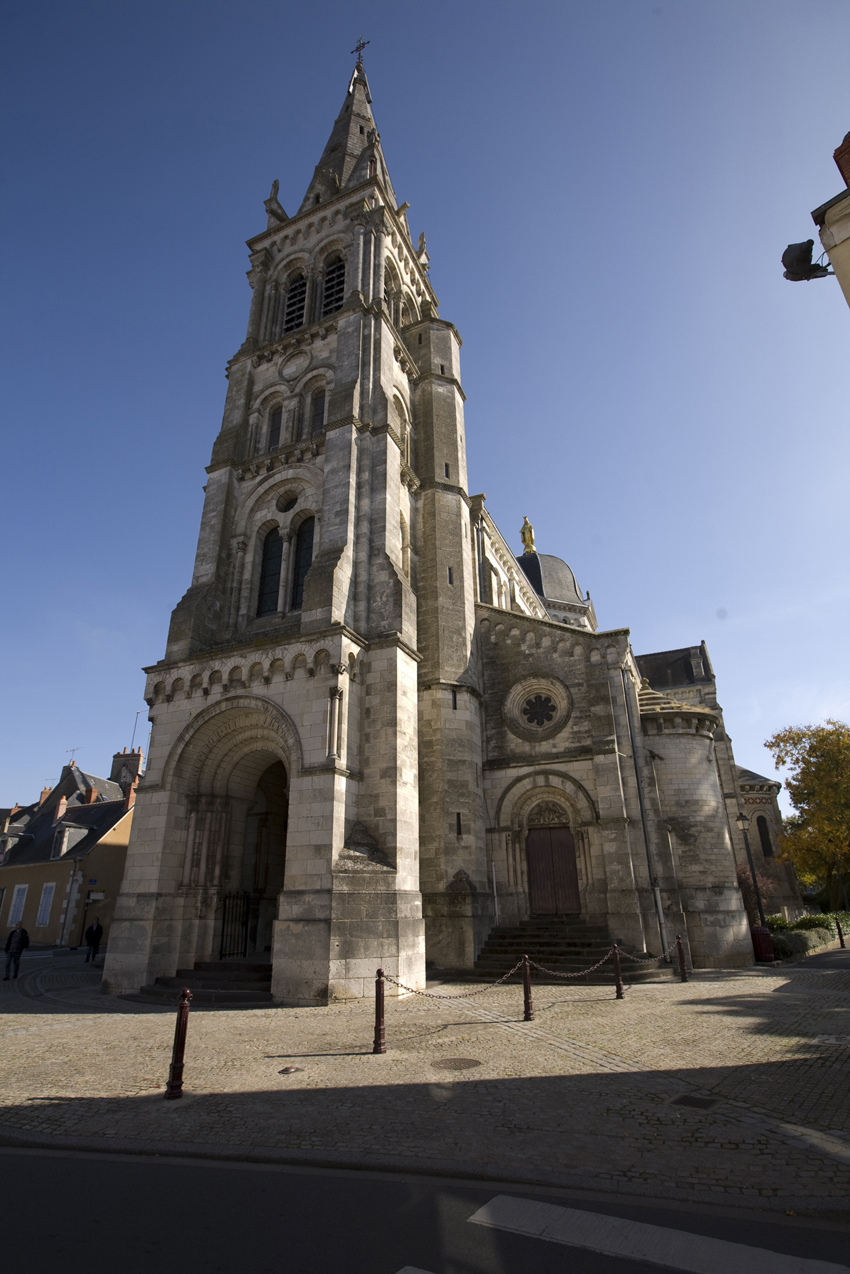
圣母教堂（法语：Église Notre-Dame de Châteauroux）
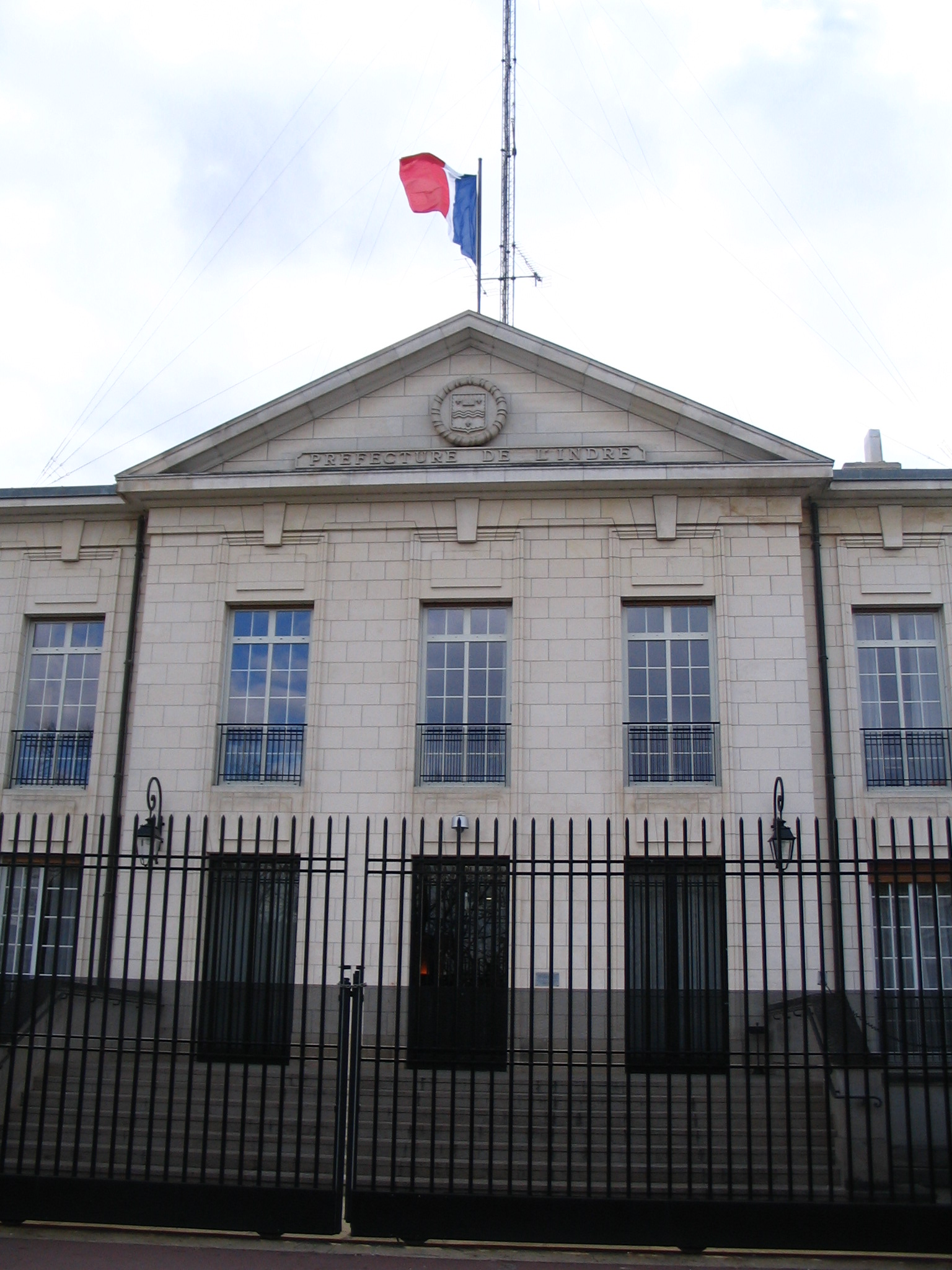
省府大楼（法语：Hôtel de préfecture de l'Indre）
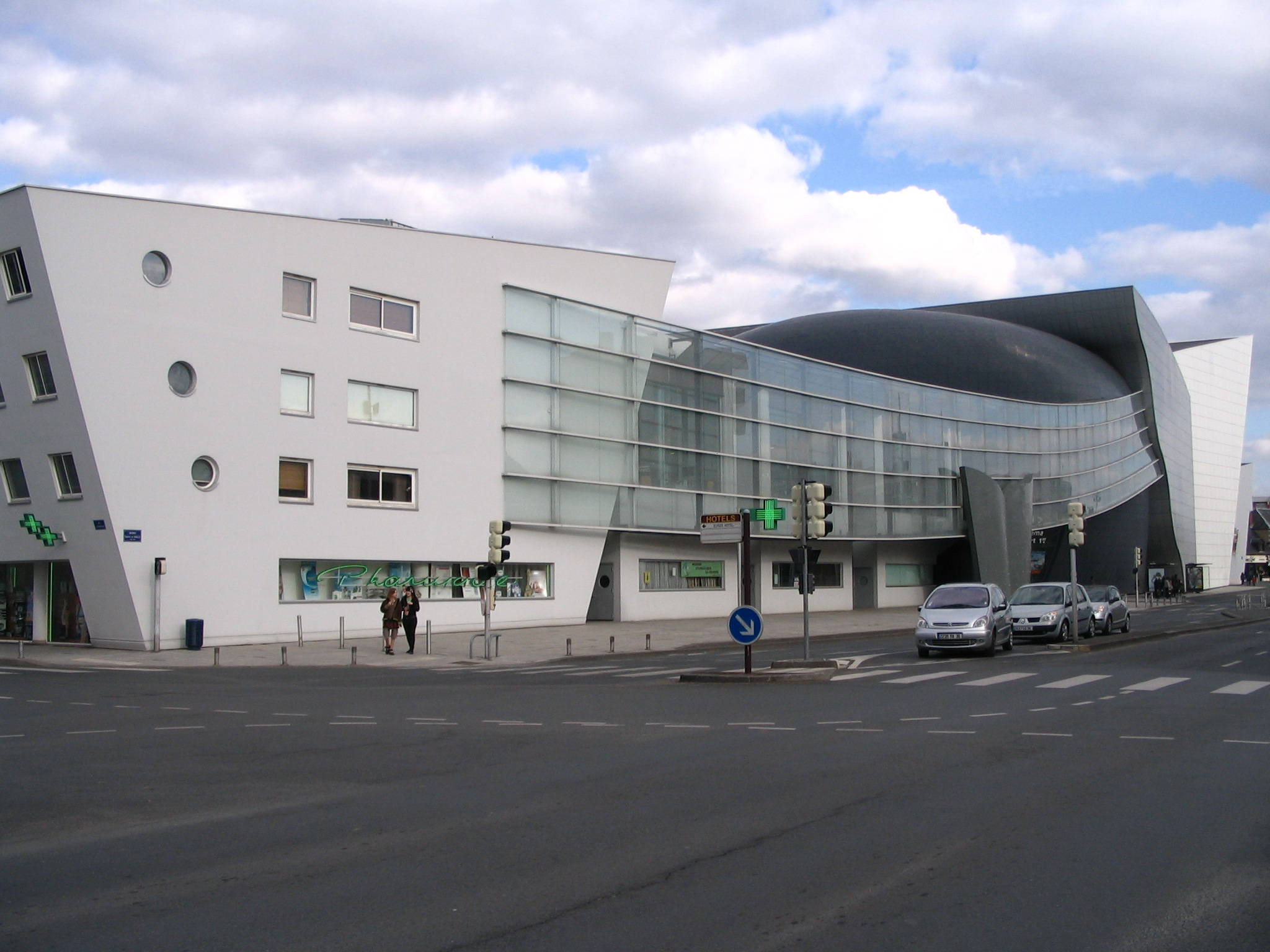
“分点”多媒体中心
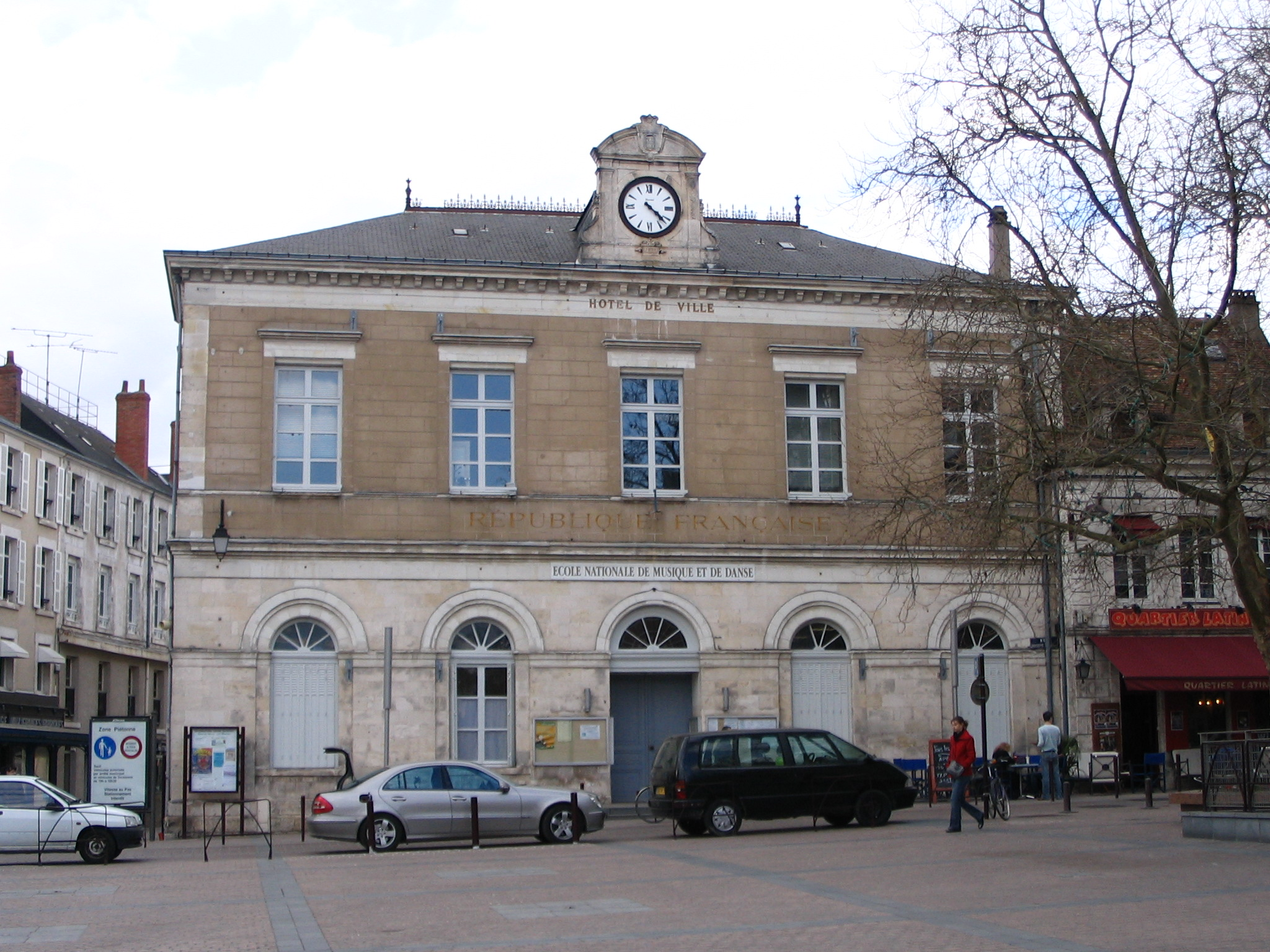
音乐厅
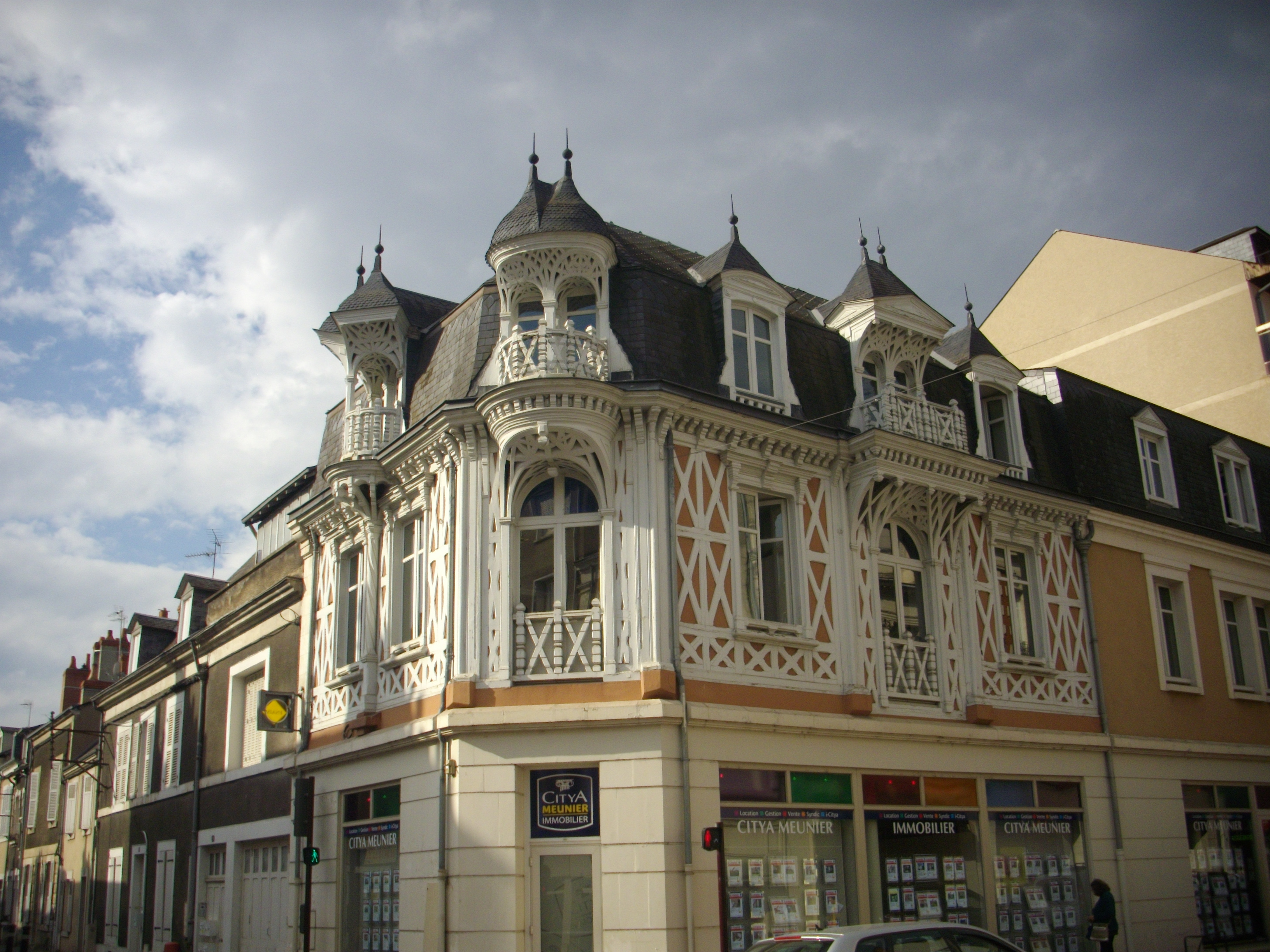
市中心传统民居

### 宗教

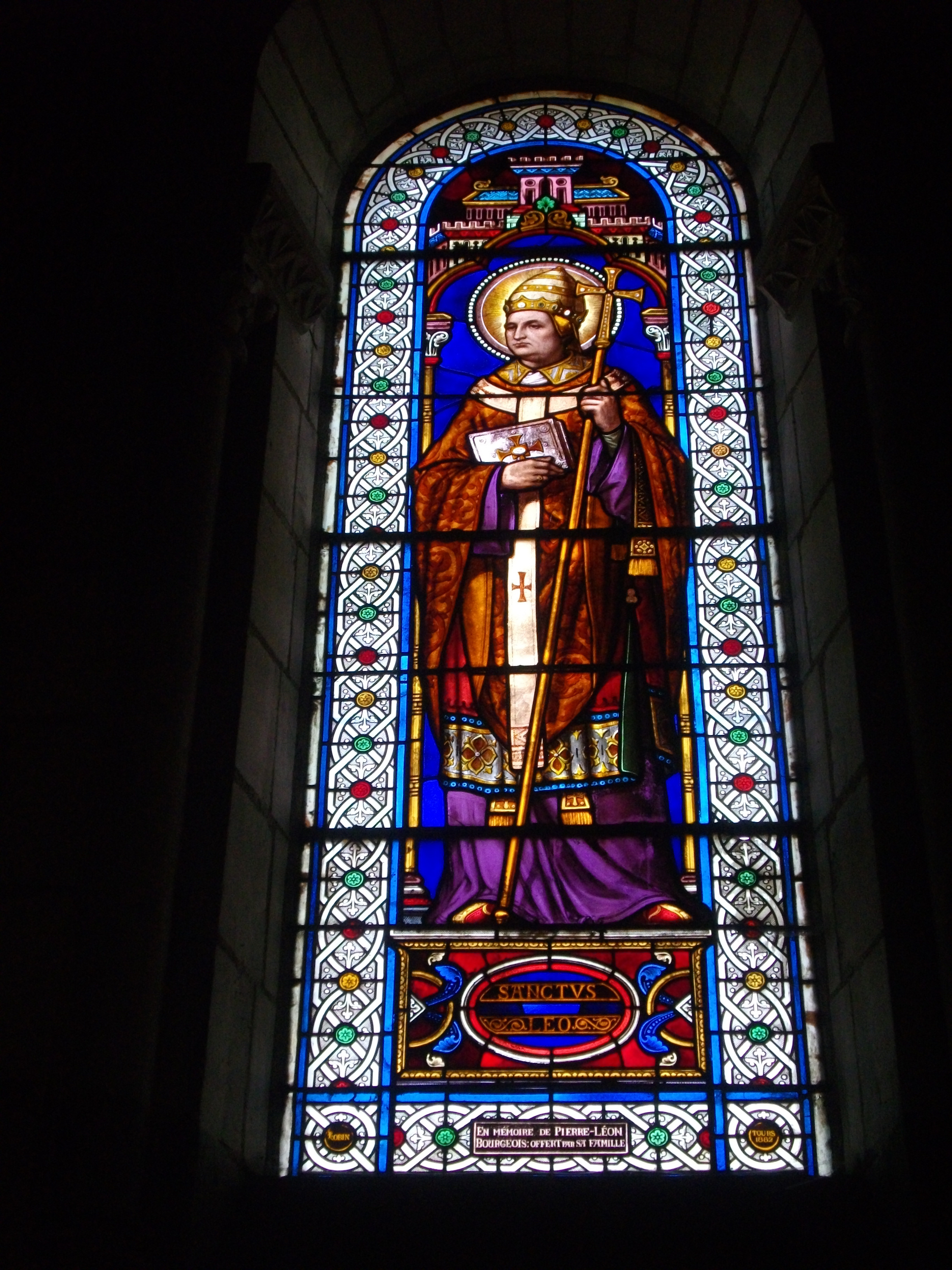
圣母教堂内的窗画

沙托鲁隶属于天主教布尔日总教区，是沙托鲁总铎区（Doyenné de Châteauroux）是首府，该总铎区下设五个堂区，其中沙托鲁市镇范围分属于“圣日尔达”（Saint-Gildas）和“圣徒与复活”（Saints-Apôtres et Résurrection）两个堂区。除正统天主教外，沙托鲁境内还有一处新教教堂。
在伊斯兰教方面，沙托鲁境内建有伊本阿巴斯清真寺（阿拉伯語：مسجد ابن عباس），现任伊玛目为萨贝·达乌德（Saber Daoud）；位于市区南部的恩人（阿拉伯語：المحسنين）清真寺则由当地的穆斯林团体捐资修建，预计建成后可同时容纳超过450名穆斯林。在其它宗教方面，沙托鲁境内有一处佛教文化中心。2020年，沙托鲁的莱马兰街区曾发现一处大型中世纪犹太人墓穴。

### 旅游
沙托鲁的旅游事务由其所属的沙托鲁都会城市圈公共社区联合各级政府协调负责。沙托鲁市中心建有一处旅游接待中心（Office de Tourisme），为当地游客提供旅游资讯服务。每年夏季，沙托鲁旅游局举办当地的马车牵引游览项目。
在旅游接待设施方面，2022年，沙托鲁境内共有8家酒店共计311间房间，其中一家四星级酒店、三家三星级酒店和四家二星级酒店；此外，沙托鲁境内还有一处露营地，可容纳共142辆露营车。

### 体育
2021年，沙托鲁境内共有2家游泳池、15间体育馆、4座综合体育场、36处网球场、21处足球或橄榄球场、9处篮球或排球场以及1处高尔夫球场。
沙托鲁因同名足球俱乐部（编号500098）而闻名，后者成立于1883年，其主队自1991年起参加职业联赛，并曾于1997至1998赛季升入法国足球甲级联赛，在2004年的法国杯中，沙托鲁队一路破关斩将，仅在决赛中不敌巴黎，屈居亚军。2022至2023赛季，沙托鲁足球俱乐部的主队参加法国全国联赛。弗洛朗·马卢达、罗德·法尼、艾哈迈德·卡希、耶齐德·曼苏里、塞巴斯蒂安·卡罗勒、苏坦·高华斯、巴卡里·萨科等足球运动员曾效力于该俱乐部，安杰伊·沙尔马赫、让-皮埃尔·帕潘、贝诺伊特·科埃等则曾担任过该队教练。沙托鲁主场加斯东·珀蒂球场位于市区东南部，建于1964年，后于1997年进行扩建改造，现可同时容纳1.7万观众，是中央-卢瓦尔河谷大区境内规模最大的体育场。

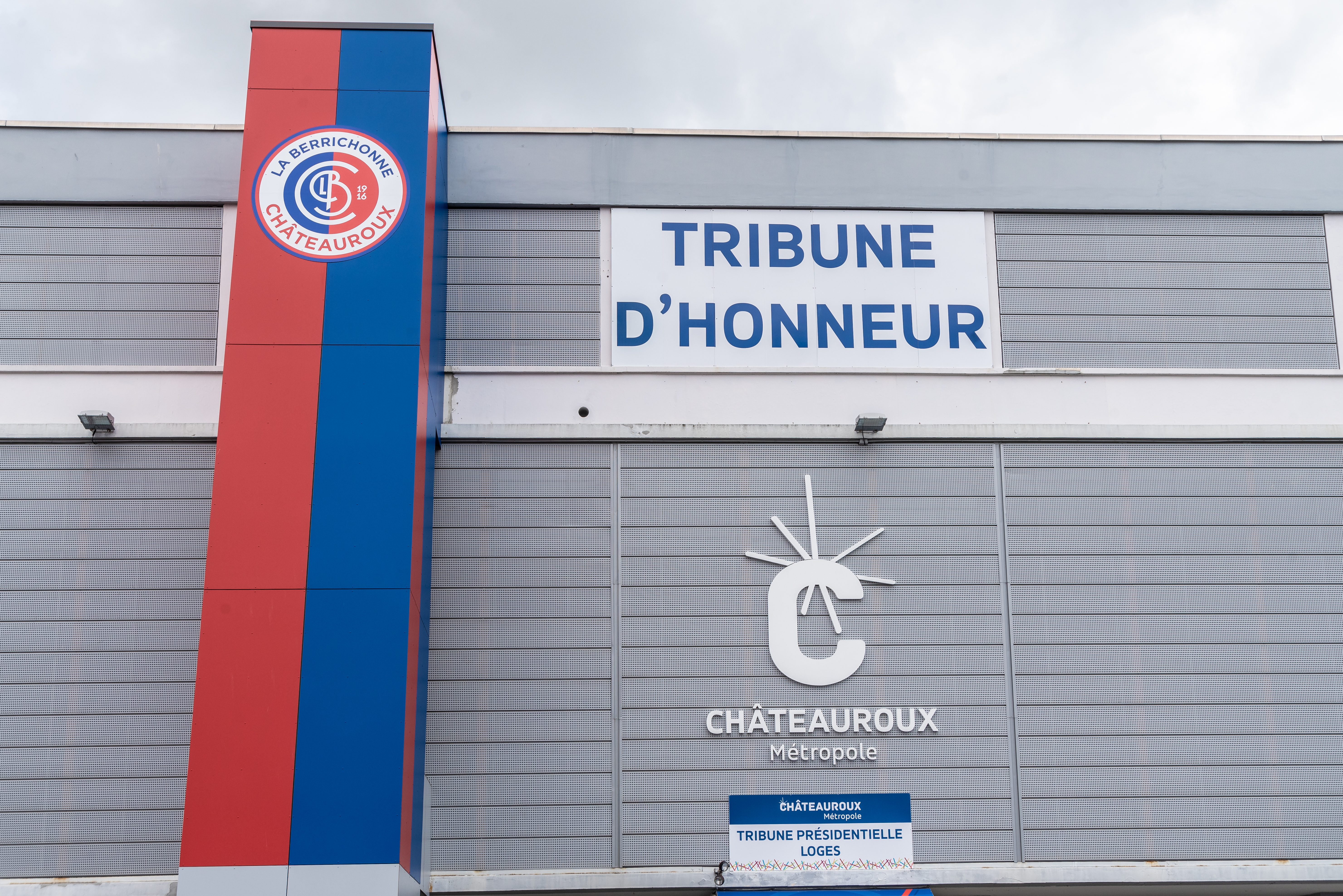
球场外墙上的队徽
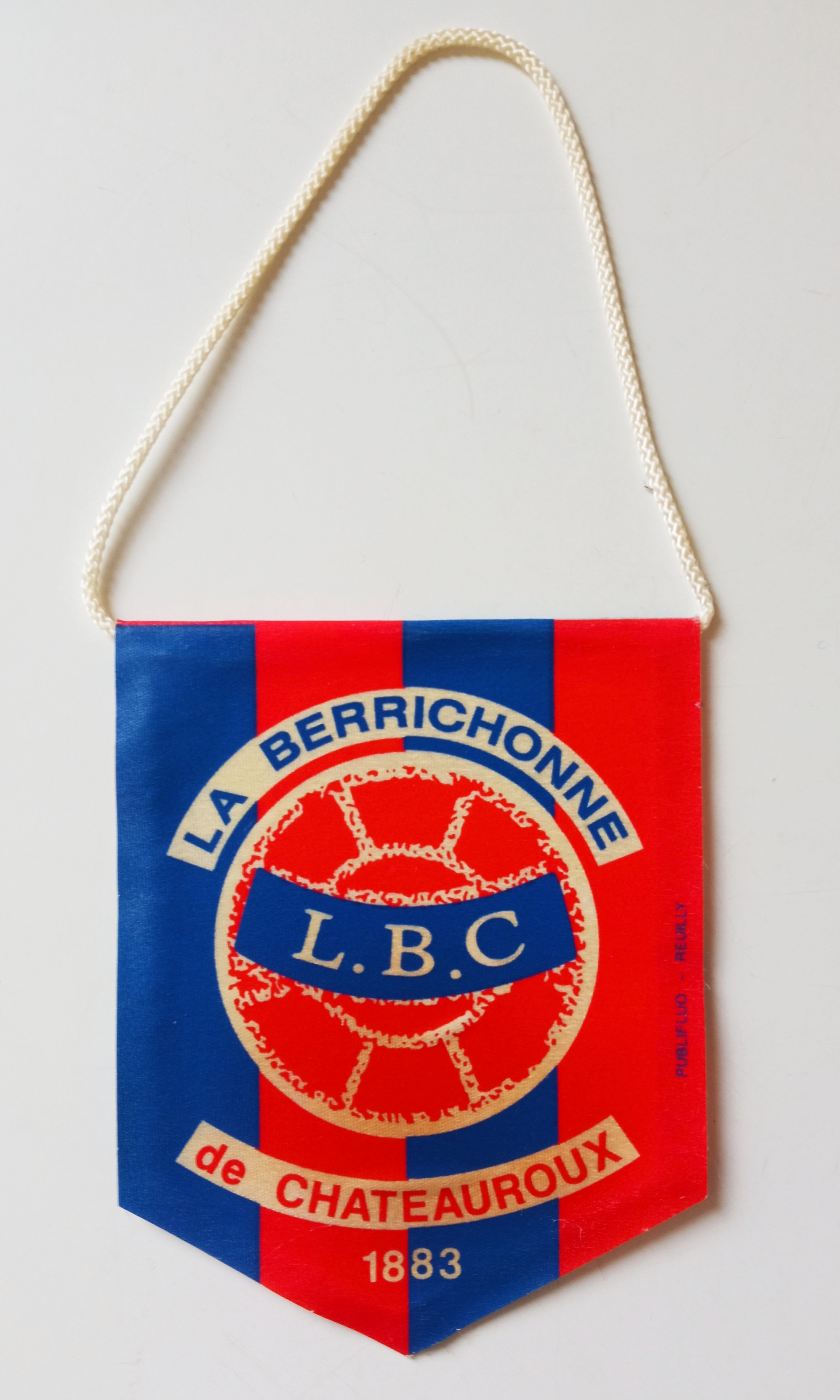
球队队徽 2005－2017年
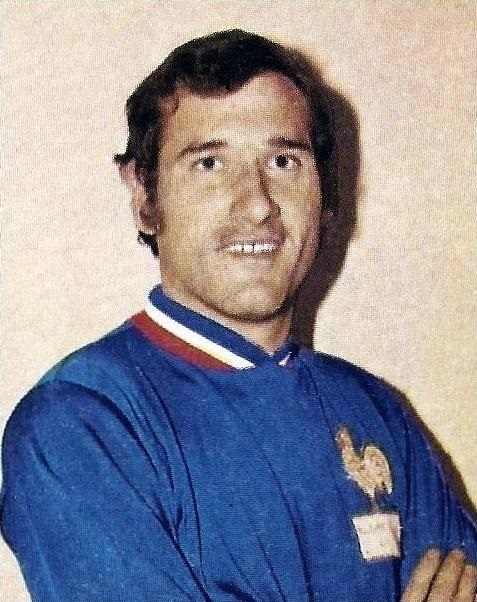
埃尔韦·雷韦利（法语：Hervé Revelli） （球员及主教练）
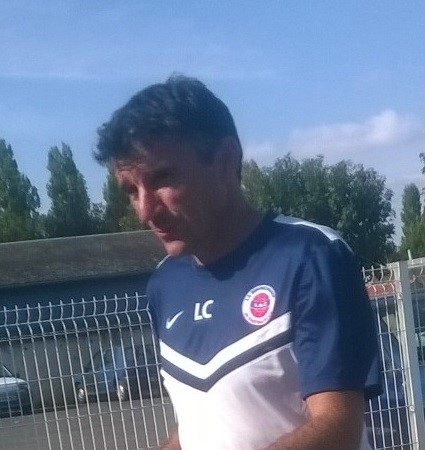
洛朗·卡迪（法语：Laurent Cadu） （主教练）
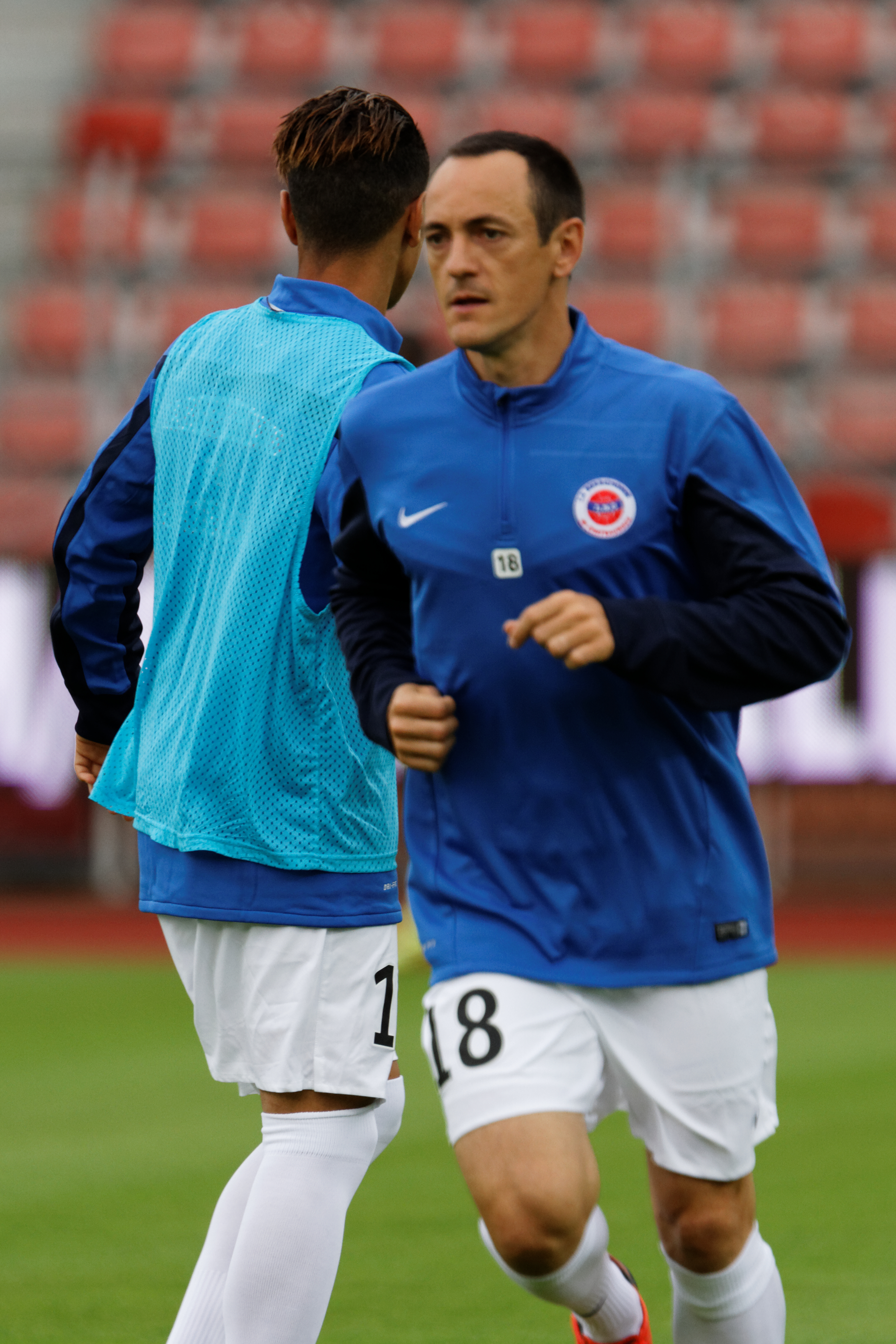
塞巴斯蒂安·鲁代（法语：Sébastien Roudet） （球员）
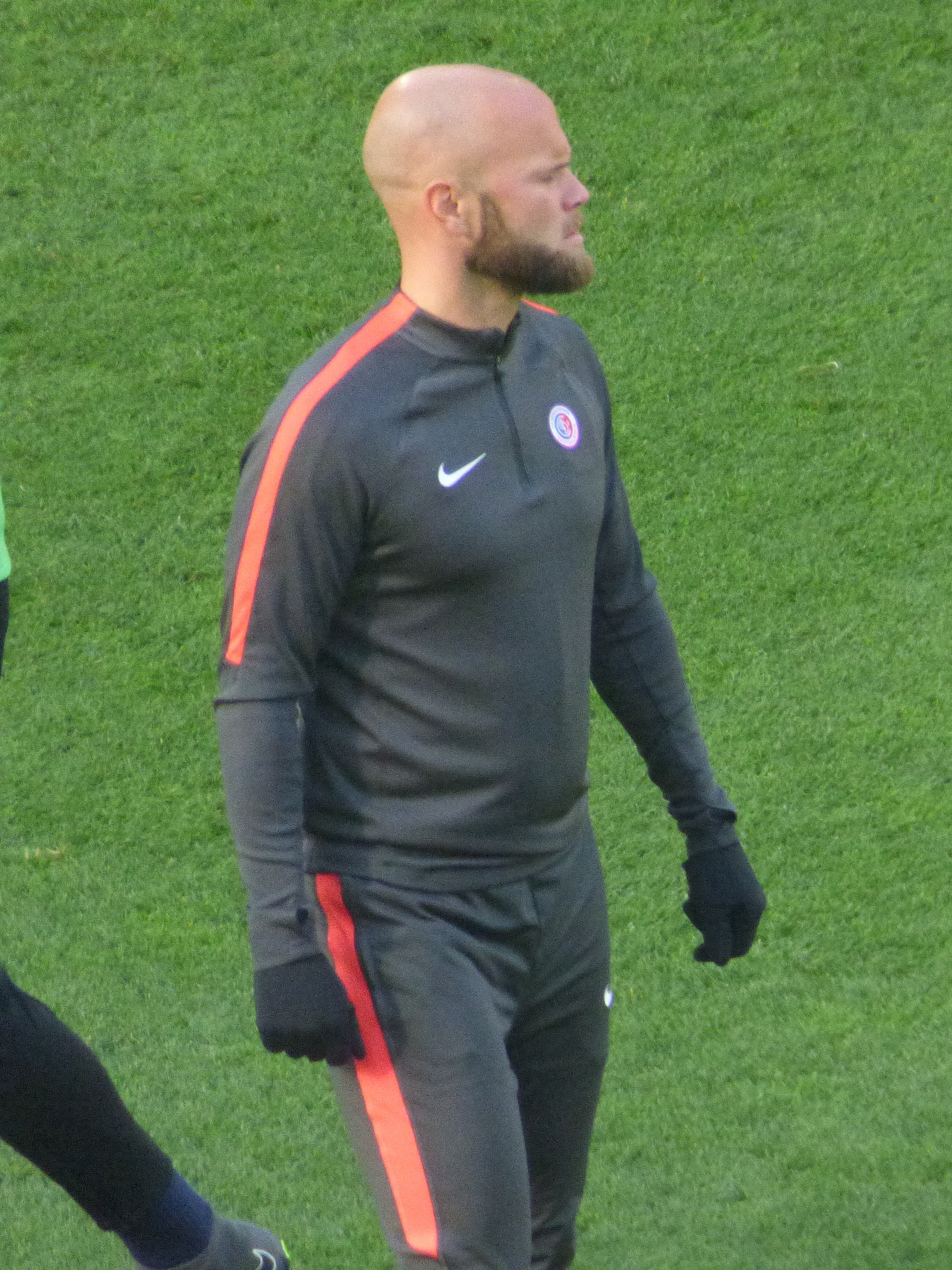
亚历山大·赖诺（法语：Alexandre Raineau） （球员）
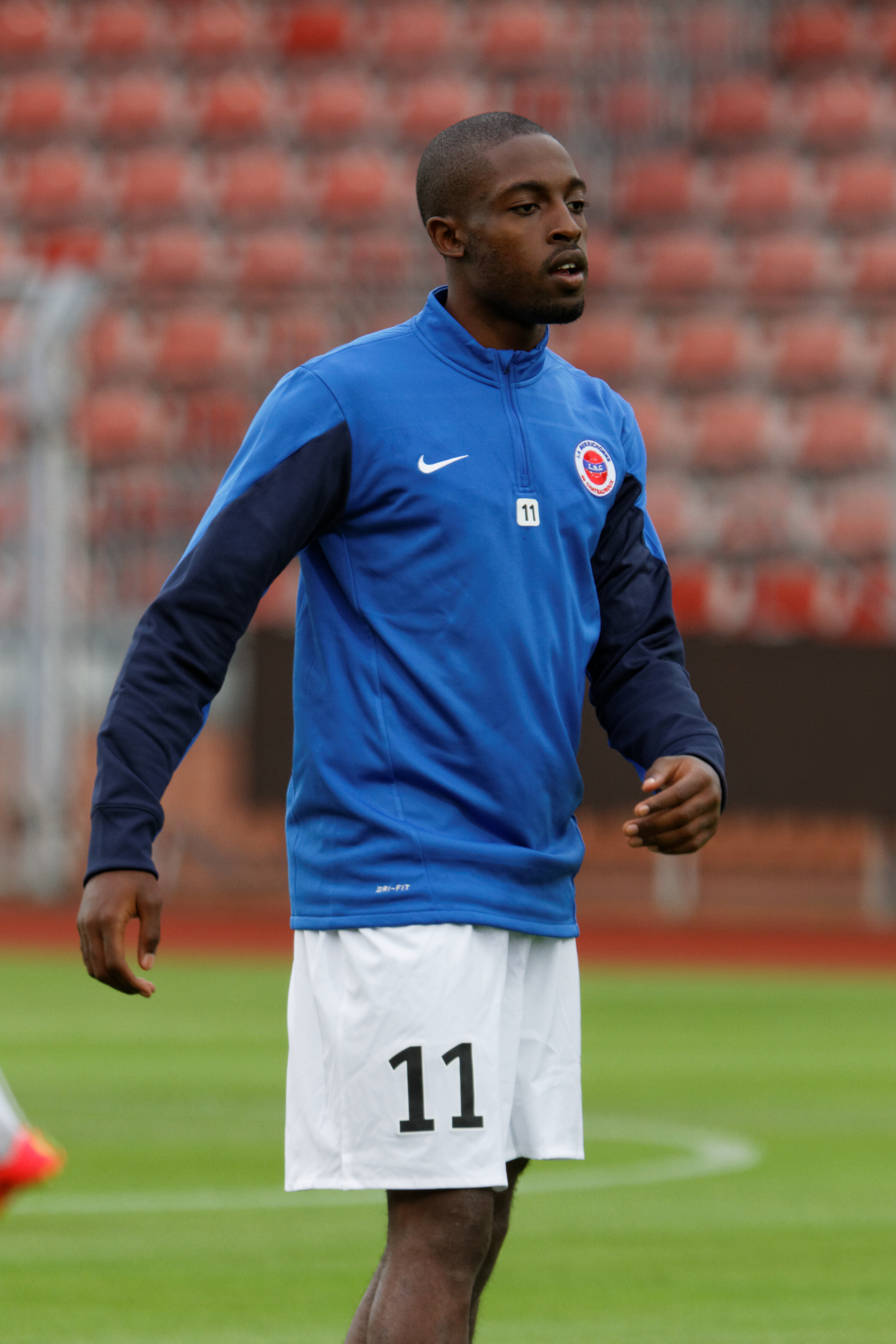
泰朗斯·马康戈（法语：Terence Makengo） （球员）
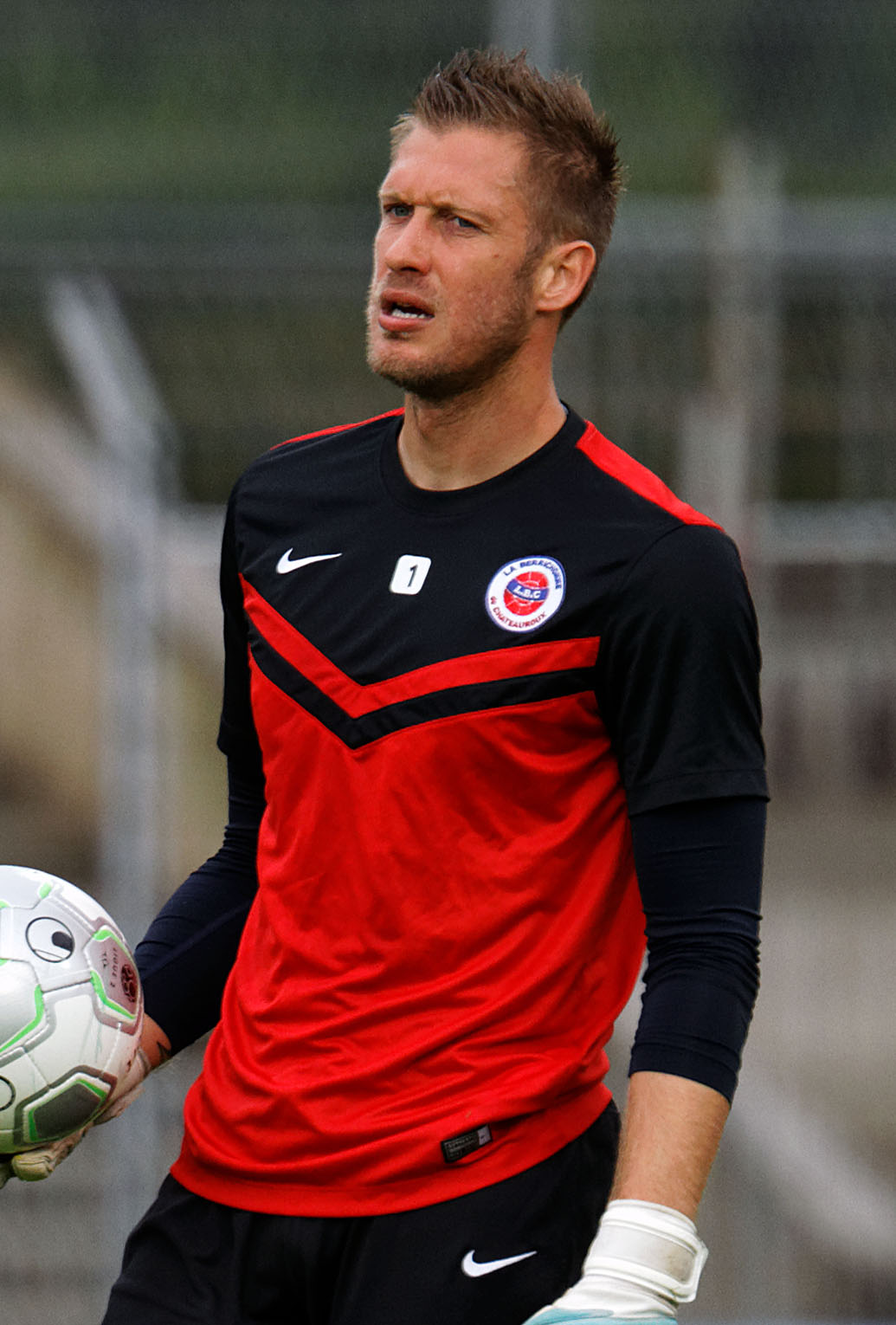
朗德里·博纳福瓦（法语：Landry Bonnefoi） （球员）
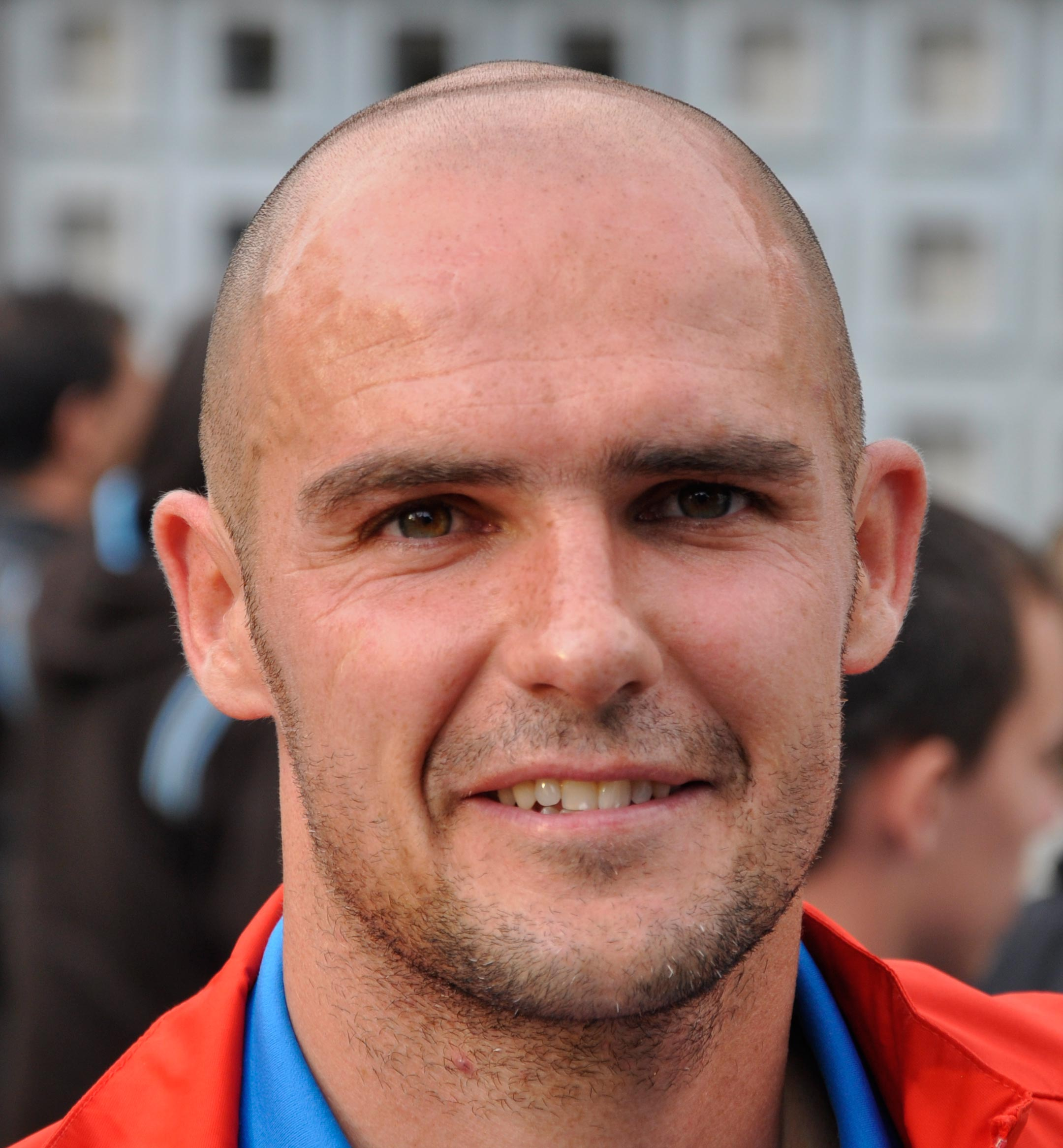
本杰明·尼韦 （球员）

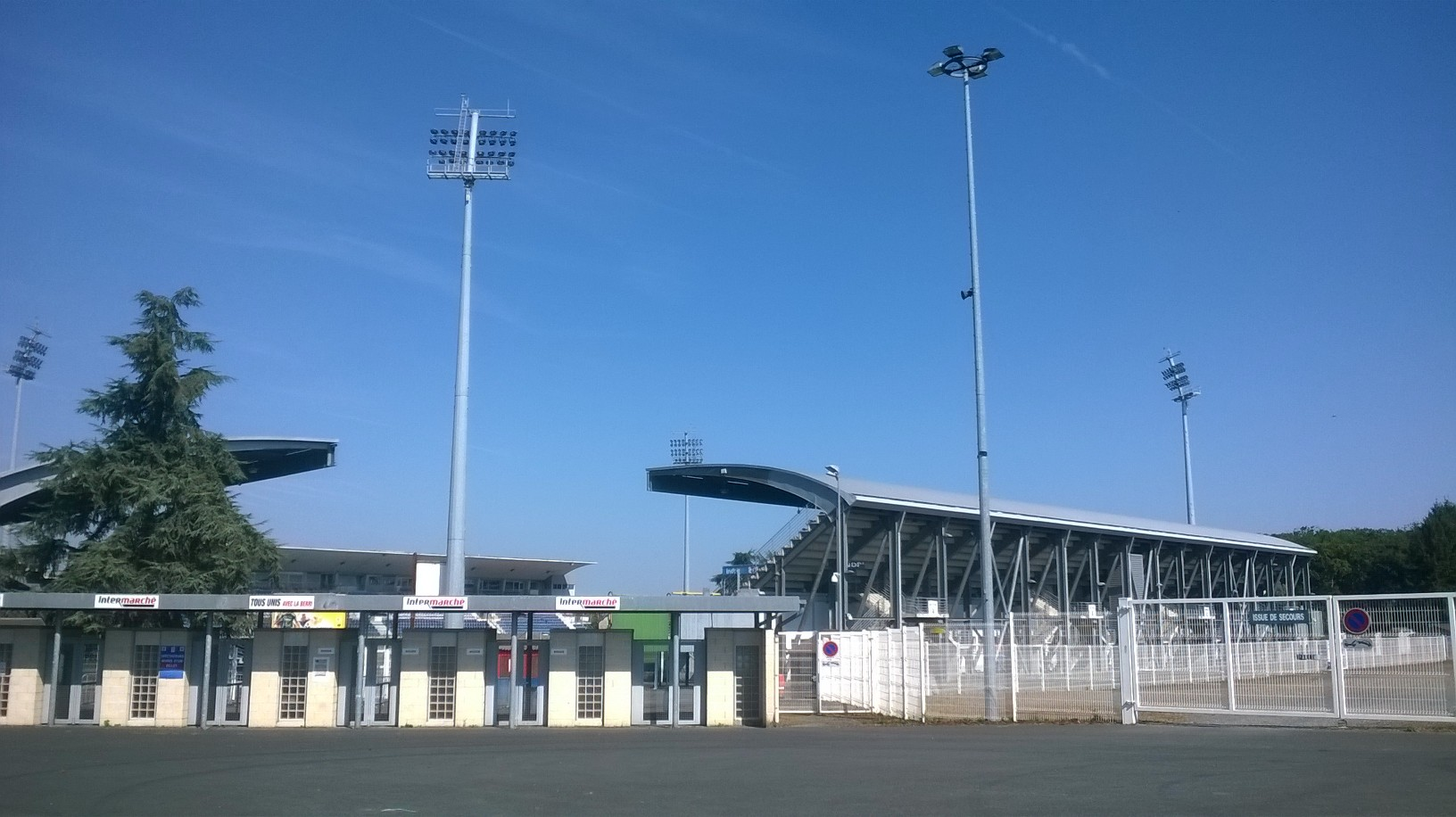
加斯东·珀蒂球场

除沙托鲁足球俱乐部外，截至2023年1月，沙托鲁境内还有16家注册足球俱乐部，其中包括三家五人制足球队。2022年7月，沙托鲁承办了2022法国沙滩足球锦标赛。
沙托鲁人橄榄球运动员俱乐部（Rugby Athlétique Club Castelroussin）是当地的一支橄榄球俱乐部，其主队2022至2023赛季参加法国全国橄榄球丙组联赛（法国第七级别），其主场为骑士球场（Stade des Chevaliers）。
1998年、2008年、2011年和2021年的环法自行车赛曾经过沙托鲁。

### 美食
沙托鲁地区的传统饮食习惯与法国大部分区域接近，当地的地方性特色食品包括贝里土豆烧饼、驴蛋烧、贝里大杂烩、普瓦拉点心（Poirat）等。沙托鲁以北40公里外为瓦朗赛和勒伊两个葡萄酒种植区，是法国卢瓦尔河谷葡萄酒产区的组成部分。截至2023年1月，沙托鲁境内共有一家餐厅被《米其林指南》推荐，当地的传统餐厅多分布于市中心，其所在的公共社区每年11月在当地举办“美食与葡萄酒沙龙”（Le Salon de la gastronomie et des vins）。在外来食品方面，肯德基沙托鲁店于2018年11月27日在沙托鲁西南部的圣莫尔开业，而当地首家东南亚快餐店则于2022年在沙托鲁市中心开业。

### 活动集市

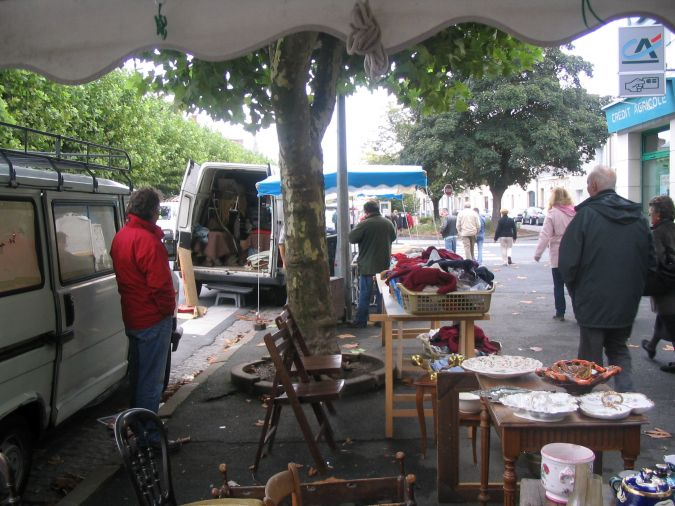
沙托鲁的一处集市

沙托鲁境内的多个街区每周都会举办各类型的商业集会，并在每年11至12月间举办圣诞集市。自1975年起，沙托鲁市中心每年夏季举办“沙托鲁国际达尔克狂欢节”（Festival International Darc de Châteauroux），沙托鲁市区北郊代奥勒境内的MACH 36则是当地主要的活动及会展场所。2018年6月9日，沙托鲁曾举办当地首个同志骄傲游行。
| 沙托鲁商业集市（部分） |              |                                             |                                         |
| 集市规模               | 交易商品类型 | 地点或集市名称                              | 举办时间                                |
| 综合性                 | 综合         | 伏尔泰广场集市（Marché place Voltaire）     | 每周六：7至13点                         |
| 综合性                 | 土特产       | 伏尔泰广场集市（Marché place Voltaire）     | 每周五：15至19点                        |
| 综合性                 | 食品         | 大堂集市（Les Halles）                      | 每周二至四：7至13点 每周五、六：7至19点 |
| 综合性                 | 食品         | 莱马兰集市（Marché Les Marins）             | 每周五：7至13点                         |
| 土特产                 | 食品         | 莱马兰集市（Marché Les Marins）             | 每月首个周日：7至13点                   |
| 区域性                 | 综合         | 圣让集市（Marché Saint-Jean）               | 每周一至六：8至13点                     |
| 区域性                 | 综合         | 莫内斯捷广场集市（Marché place Monestier）  | 每周二至六：7至13点                     |
| 区域性                 | 食品         | 大田集市（Grands Champs）                   | 每周三：7至13点                         |
| 区域性                 | 食品         | 拿破仑广场集市（Marché place Napoléon）     | 每周三：16至19点                        |
| 区域性                 | 食品         | 圣克里斯托夫集市（Marché Saint-Christophe） | 每周四：7至13点                         |

### 影视文化作品
法国电影《沙托鲁地带》是一部关于一名沙托鲁少女寻找其美国空军父亲故事的电影，于1987年上映。除此之外，电影《捕手》和《不可能的爱情》亦曾取景于沙托鲁。2015年，沙托鲁及其公共社区曾拍摄短片《小大城》（Little big ville）作为其城市形象宣传片。
自21世纪起，沙托鲁亦开始盛行饶舌音乐文化，2lak、NiVK、VACKX、YASKOO等为当地的代表性饶舌歌手。

## 相关人物

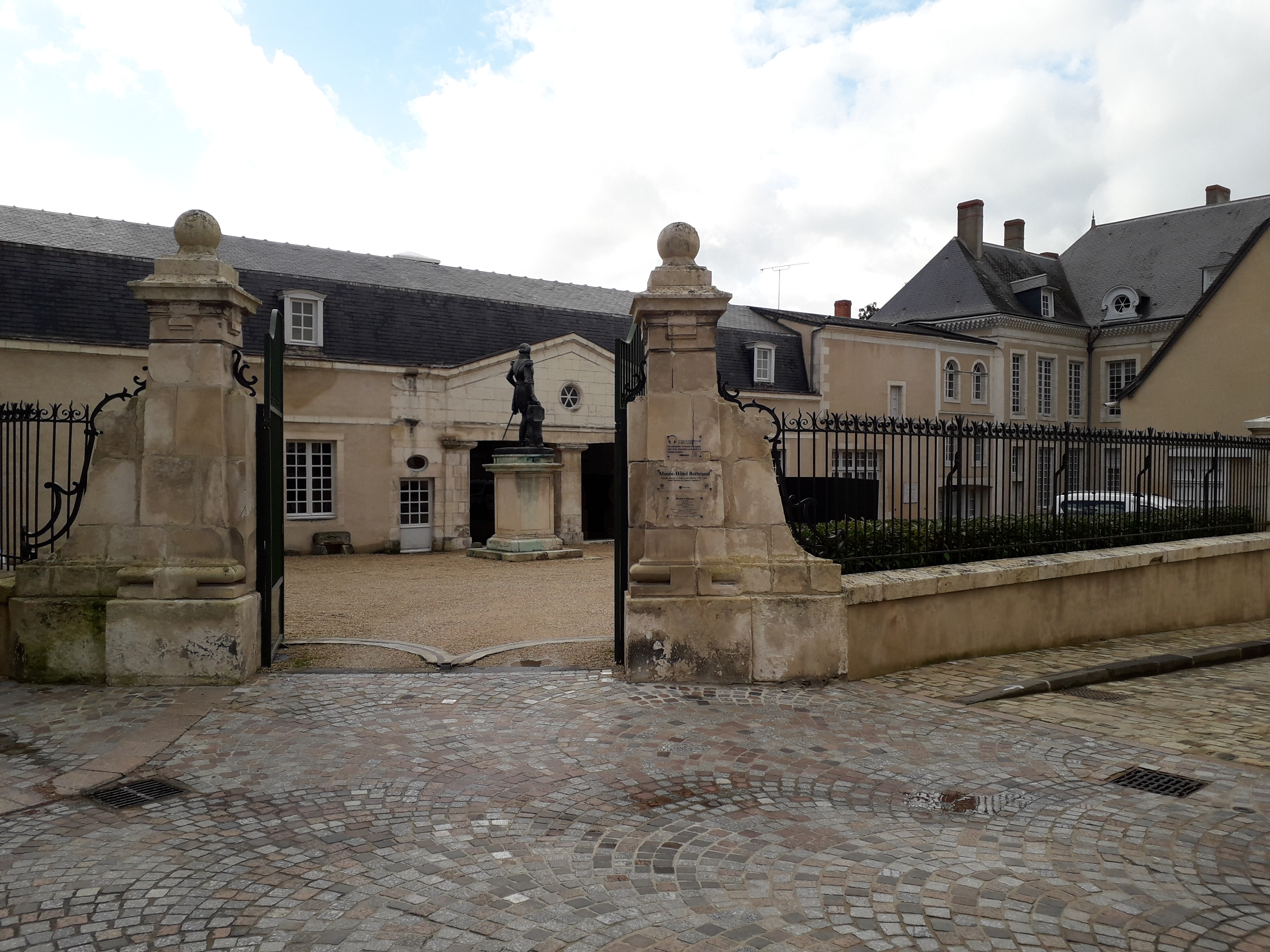
贝特朗博物馆

拿破仑帝国将军亨利·加蒂安·贝特朗出生于沙托鲁，其故居被开辟为贝特朗博物馆，后者现为法国国家文物保护单位。法国电影演员亦出生于沙托鲁。除此之外，出生于沙托鲁的重要人物还有企业家马塞尔·布萨克、音乐家莫里斯·罗利纳、作家加布里埃尔-阿尔贝·奥里耶、心理学家雅克-阿兰·米勒、女诗人克里斯蒂娜·安戈、自行车运动员凯万·西罗、足球运动员欧力德·埃尔·哈吉莫、饶舌歌手Gazo等。

## 友好城市
截至2023年1月，沙托鲁与以下五座城市建立了友好城市关系：
- 德国 居特斯洛
- 布吉納法索 比图县
- 波蘭 奥尔什丁
- 美国 弗雷斯诺
- 中华人民共和国 金华市[文 69]
- 中华人民共和国 蒙自市[文 70]

### 专题书籍
- Dr Fauconneau-Dufresne. . . Châteauroux: A. Nuret et Fils. 1873: 622 （法语）.
- Dr Fauconneau-Dufresne. . . Châteauroux: A. Nuret et Fils. 1873: 622 （法语）.
- Francesca Latour. . Geste édition. 2012: 168. ISBN 978-2-36746-010-9 （法语）.

### 文献网站
- INSEE. .   [2023-01-13]. （原始内容存档于2023-01-14） （法语）.

### 分类资料
历史类
1. ↑  Eugène Hubert. . Châteauroux. 1890 （法语）.
2. ↑  Dr Fauconneau-Dufresne, Histoire de Déols et de Chateauroux, Tome I page 14: Légende de Denis Gaulois （法文）
3. ↑  Dr Fauconneau-Dufresne, Histoire de Déols et de Chateauroux, Tome I page 20: Léocade et ses descendances （法文）
4. ↑  Dr Fauconneau-Dufresne, Histoire de Déols et de Chateauroux, Tome I page 38: Siècle de Barbaries （法文）
5. ↑  André de Mandach. . 1 et 69. Librairie Droz. 1961: 57 （法语）.
6. ↑  Jean Chaumeau. . Ant. Gryphe. 1566: 365 （法语）.
7. ↑  Dr Fauconneau-Dufresne, Histoire de Déols et de Chateauroux, Tome I page 40: Au milieu de ces bouleversements et des incendies... de sûreté chronologique. （法文）
8. ↑  Dr Fauconneau-Dufresne, Histoire de Déols et de Chateauroux, Tome I page 42: Maison de Déols （法文）
9. ↑  Dr Fauconneau-Dufresne, Histoire de Déols et de Chateauroux, Tome I page 43: Vers cette même année... fuyait les dévastations des Normands. （法文）
10. ↑  Dr Fauconneau-Dufresne, Histoire de Déols et de Chateauroux, Tome I page 170: Fondation de Châteauroux et Suite de la maison de Déols （法文）
11. ↑  Châteauroux Tourisme. . chateauroux-tourisme.com.   [2023-01-08]. （原始内容存档于2023-02-03） （法语）. À la fin du XIIIe siècle, le château est l'un des enjeux de la lutte entre le roi de France Philippe-Auguste et le roi d'Angleterre Richard Coeur-de-Lion
12. ↑  Dr Fauconneau-Dufresne, Histoire de Déols et de Chateauroux, Tome I page 220: Le roi de France demanda... puis il vint à Châteauroux. （法文）
13. ↑  Dr Fauconneau-Dufresne, Histoire de Déols et de Chateauroux, Tome I page 222: Richard Coeur-de-Lion, après la mort de son père... à toute prétention sur le fief de Châteauroux. （法文）
14. ↑  Dr Fauconneau-Dufresne, Histoire de Déols et de Chateauroux, Tome I page 225: Maison de Chauvigny （法文）
15. ↑  . lanouvellerepublique.fr. La Nouvelle République. 2015-04-19  [2023-01-09] （法语）.
16. ↑  Dr Fauconneau-Dufresne, Histoire de Déols et de Chateauroux, Tome I page 309: Guy II pris parti dans les troupes du roi Charles V... les Anglais de la Guyenne （法文）
17. ↑  Dr Fauconneau-Dufresne, Histoire de Déols et de Chateauroux, Tome I page 281: En 1365, il y eut un incendie considérable dans le Château-Raoul （法文）
18. ↑  Guy Devailly. . Pays et villes de France. Toulouse: Privat. 1987: 334. ISBN 2-7089-8206-0 （法语）.
19. ↑  Dr Fauconneau-Dufresne, Histoire de Déols et de Chateauroux, Tome I page 353: Réflexion sur la maison de Maillé de La Tour-Landry et d'Aumont （法文）
20. ↑  Johann Hübner. . Theodore le Gras. 1738: 545 （法语）.
21. ↑  Dr Fauconneau-Dufresne, Histoire de Déols et de Chateauroux, Tome I page 357: Henri II de Condé, premier duc de Châteauroux （法文）
22. ↑  Dr Fauconneau-Dufresne, Histoire de Déols et de Chateauroux, Tome I page 415: Réflexion sur la maison de Condé （法文）
23. ↑  La Nouvelle République. . lanouvellerepublique.fr. 2020-07-12  [2023-01-10] （法语）.
24. ↑  Dr Fauconneau-Dufresne, Histoire de Déols et de Chateauroux, Tome I page 415: Le comte de Clermont... deux millions sept cent mille livres. （法文）
25. ↑  Dr Fauconneau-Dufresne, Histoire de Déols et de Chateauroux, Tome I page 419-420: On s'occupa, de 1737 à 1770... que Louis XV fonda la manufacture de draps. （法文）
26. ↑  Dr Fauconneau-Dufresne, Histoire de Déols et de Chateauroux, Tome I page 420: En 1756, on construisit la route... qui conduit au pont de bois. （法文）
27. ↑  Dr Fauconneau-Dufresne, Histoire de Déols et de Chateauroux, Tome I page 456: Assemblé provincial du Berry （法文）
28. ↑  Dr Fauconneau-Dufresne, Histoire de Déols et de Chateauroux, Tome I page 490: Assemblé de la Révolution （法文）
29. ↑  Dr Fauconneau-Dufresne, Histoire de Déols et de Chateauroux, Tome I page 460: Assemblé des notables, élection du bailliage de Châteauroux pour les États Généraux （法文）
30. ↑  Dr Fauconneau-Dufresne, Histoire de Déols et de Chateauroux, Tome I page 459: On reconnaissait que les assemblées provinciales... l'organisation départementale mit fin à son existance. （法文）
31. ↑  Dr Fauconneau-Dufresne, Histoire de Déols et de Chateauroux, Tome I page 503: Assemblées législatives （法文）
32. ↑  Dr Fauconneau-Dufresne, Histoire de Déols et de Chateauroux, Tome II page 627: Hôtel de la préfecture （法文）
33. ↑  Dr Fauconneau-Dufresne, Histoire de Déols et de Chateauroux, Tome II page 655: Le musée a été institué par un arrêté du maire... au public le 14 avril 1864. （法文）
34. ↑  Châteauroux Tourisme. . chateauroux-tourisme.com.   [2023-01-10]. （原始内容存档于2023-02-03） （法语）.
35. ↑  La Nouvelle République. . lanouvellerepublique.fr. 2022-02-03  [2023-01-10]. （原始内容存档于2022-02-04） （法语）.
36. ↑  lanouvellerepublique.fr. . lanouvellerepublique.fr. 2019-05-17  [2019-07-29] （法语）.
37. ↑  francebleu.fr. . francebleu.fr. 2016-05-09  [2019-07-29]. （原始内容存档于2019-07-29） （法语）.
38. ↑  . chateauroux-tourisme.com.   [2023-01-10]. （原始内容存档于2023-02-03） （法语）.
39. ↑  La Nouvelle République. . lanouvellerepublique.fr.   [2023-01-10] （法语）.
40. ↑  La Nouvelle République. . lanouvellerepublique.fr. 2016-11-22  [2023-01-10] （法语）.
41. ↑  La Nouvelle République. . lanouvellerepublique.fr. 2022-01-26  [2023-01-10] （法语）.
42. ↑  La Nouvelle République. . lanouvellerepublique.fr. 2022-08-05  [2023-01-10] （法语）.
43. ↑  . chateauroux-metropole.fr. Châteauroux Métropole.   [2023-01-09]. （原始内容存档于2023-03-13） （法语）.
44. ↑  La Nouvelle République. . lanouvellerepublique.fr. 2018-05-12  [2023-01-11] （法语）.
45. ↑  actu.fr. . actu.fr. 2018-02-25  [2023-01-10]. （原始内容存档于2023-01-11） （法语）.
46. ↑  LSA. . lsa-conso.fr. 2001-03-15  [2023-01-10]. （原始内容存档于2023-01-13） （法语）.
47. ↑  La Nouvelle République. . lanouvellerepublique.fr. 2021-07-23  [2023-01-10]. （原始内容存档于2021-07-25） （法语）.
48. ↑  La Nouvelle République. . lanouvellerepublique.fr. 2014-10-17  [2023-01-11] （法语）.
49. ↑  La Nouvelle République. . lanouvellerepublique.fr. 2019-05-04  [2023-01-11] （法语）.
50. ↑  Bernard Moreau. . Quatrième partie : Les chemins de fer secondaires en France : histoire et patrimoine. 2002  [2023-01-11]. （原始内容存档于2023-01-11） （法语）.
51. ↑  France Bleu. . francebleu.fr.   [2023-01-12]. （原始内容存档于2016-04-13） （法语）.
52. ↑  La Nouvelle République. . lanouvellerepublique.fr. 2016-04-29  [2023-01-12] （法语）.
53. ↑  La Nouvelle République. . lanouvellerepublique.fr. 2020-02-10  [2023-01-12] （法语）.
54. ↑  La Nouvelle République. . lanouvellerepublique.fr. 2021-12-22  [2023-01-12]. （原始内容存档于2021-12-22） （法语）.

地理类
1. ↑  communes.com. . communes.com.   [2019-07-29]. （原始内容存档于2019-07-29） （法语）.
2. ↑  BRGM. . brgm.fr.   [2019-07-29]. （原始内容存档于2017-04-23） （法语）.
3. ↑  . centre-val-de-loire.developpement-durable.gouv.fr. 2010-06-22  [2023-01-11]. （原始内容存档于2023-01-11） （法语）.
4. ↑  . geopolis.fr.   [2023-01-11]. （原始内容存档于2023-01-11） （法语）.
5. ↑  . hydro.eaufrance.fr.   [2023-01-11] （法语）.
6. ↑  Office National des Forêts. . onf.fr.   [2023-01-11]. （原始内容存档于2023-01-13） （法语）.
7. ↑  ville de Châteauroux. . chateauroux-metropole.fr.   [2023-01-11]. （原始内容存档于2023-03-13） （法语）.
8. ↑  France Bleu. . francebleu.fr. 2022-11-09  [2023-01-11]. （原始内容存档于2023-02-12） （法语）.
9. ↑  collectivites-locales.gouv.fr. . collectivites-locales.gouv.fr.   [2022-09-10]. （原始内容存档于2022-06-21） （法语）.
10. ↑  ville de Châteauroux. . chateauroux-metropole.fr.   [2023-01-12]. （原始内容存档于2023-01-11） （法语）.
11. ↑  insee.fr. . insee.fr.   [2022-09-14]. （原始内容存档于2021-06-07） （法语）.
12. ↑  insee.fr. . insee.fr.   [2022-09-14]. （原始内容存档于2023-01-27） （法语）.
13. ↑  insee.fr. . insee.fr.   [2022-09-14]. （原始内容存档于2018-07-24） （法语）.
14. ↑  insee.fr. . insee.fr.   [2022-09-14]. （原始内容存档于2022-11-24） （法语）.
15. ↑  insee.fr. . insee.fr.   [2022-09-14]. （原始内容存档于2020-11-10） （法语）.
16. ↑  insee.fr. . insee.fr.   [2022-09-14]. （原始内容存档于2022-11-24） （法语）.
17. ↑  sig.ville.gouv.fr. . sig.ville.gouv.fr.   [2019-08-18]. （原始内容存档于2019-07-29） （法语）.
18. ↑  remi-centrevaldeloire.fr. . remi-centrevaldeloire.fr.   [2023-01-11]. （原始内容存档于2020-11-20） （法语）.
19. ↑  BlaBlaCar. . blablacar.fr.   [2023-01-11]. （原始内容存档于2023-01-12） （法语）.
20. ↑  Châteauroux Métropole. . chateauroux-metropole.fr.   [2023-01-11]. （原始内容存档于2023-03-13） （法语）.
21. ↑  La Nouvelle République. . lanouvellerepublique.fr. 2022-09-01  [2023-01-11]. （原始内容存档于2022-09-01） （法语）.
22. ↑  Gares & Connexions. . garesetconnexions.sncf. 2016-03-31  [2023-01-11]. （原始内容存档于2023-01-30） （法语）.
23. ↑  ressources.data.sncf.com. . ressources.data.sncf.com.   [2023-01-11]. （原始内容存档于2023-01-13） （法语）.
24. ↑  . aeroport.fr.   [2023-01-12]. （原始内容存档于2023-01-14） （法语）.
25. ↑  Châteauroux Métropole. . chateauroux-metropole.fr.   [2023-01-11]. （原始内容存档于2023-03-13） （法语）.
26. ↑  France Bleu. . francebleu.fr. 2022-07-01  [2023-01-12]. （原始内容存档于2023-05-23） （法语）.
27. ↑  Châteauroux Métropole. . chateauroux-metropole.fr.   [2023-01-11]. （原始内容存档于2023-03-13） （法语）.
28. ↑  bus-horizon.com. . bus-horizon.com.   [2023-01-12]. （原始内容存档于2023-01-28） （法语）.
29. ↑  bus-horizon.com. . bus-horizon.com.   [2023-01-12]. （原始内容存档于2023-01-31） （法语）.
30. ↑  bus-horizon.com. . bus-horizon.com.   [2023-01-12]. （原始内容存档于2023-03-25） （法语）.
31. ↑  . linternaute.fr.   [2023-01-15]. （原始内容存档于2023-01-15） （法语）.
32. ↑  insee.fr. . insee.fr.   [2023-01-15]. （原始内容存档于2021-05-01） （法语）.
33. ↑  Commune de Châteauroux (36044) - commune actuelle（法文）

社科类
1. ↑  Châteauroux Métropole. . chateauroux-metropole.fr.   [2023-01-15]. （原始内容存档于2023-03-13） （法语）.
2. ↑  Châteauroux Métropole. . chateauroux-metropole.fr.   [2023-01-11]. （原始内容存档于2023-03-13） （法语）.
3. ↑  . linternaute.com.   [2023-01-11]. （原始内容存档于2019-07-29） （法语）.
4. ↑  . linternaute.com.   [2023-01-11]. （原始内容存档于2023-06-09） （法语）.
5. ↑  . aeroclub-chateauroux.fr.   [2023-01-11]. （原始内容存档于2023-06-07） （法语）.
6. ↑  Ministère de l'Intérieur (编). . mobile.interieur.gouv.fr.   [2023-01-16]. （原始内容存档于2023-02-23） （法语）.
7. ↑  . election-europeenne.linternaute.com.   [2023-01-13]. （原始内容存档于2023-01-13） （法语）.
8. ↑  . election-departementale.linternaute.com.   [2023-01-13]. （原始内容存档于2023-02-04） （法语）.
9. ↑  . election-regionale.linternaute.com.   [2023-01-13]. （原始内容存档于2023-03-31） （法语）.
10. ↑  . demarchesadministratives.fr.   [2023-01-13]. （原始内容存档于2023-01-13） （法语）.
11. ↑  Pole Emploi (编). . pole-emploi.fr.   [2023-01-13]. （原始内容存档于2023-06-07） （法语）.
12. ↑  Manageo (编). . manageo.fr.   [2023-01-13] （法语）.
13. ↑  Le Figaro (编). . entreprises.lefigaro.fr.   [2021-03-06]. （原始内容存档于2020-10-24） （法语）.
14. ↑  Le Figaro (编). . entreprises.lefigaro.fr. 2022-09-04  [2023-01-14]. （原始内容存档于2023-01-14） （法语）.
15. ↑  Le Figaro (编). . entreprises.lefigaro.fr. 2022-09-28  [2023-01-14]. （原始内容存档于2023-01-14） （法语）.
16. ↑  Le Figaro (编). . entreprises.lefigaro.fr. 2022-11-25  [2023-01-14]. （原始内容存档于2023-01-14） （法语）.
17. ↑  Le Figaro (编). . entreprises.lefigaro.fr. 2022-11-05  [2023-01-14]. （原始内容存档于2023-01-14） （法语）.
18. ↑  Le Figaro (编). . entreprises.lefigaro.fr. 2022-09-04  [2023-01-14]. （原始内容存档于2023-01-14） （法语）.
19. ↑  JDN (编). . JDN.   [2020-03-26]. （原始内容存档于2019-07-29） （法语）.
20. ↑  >JDN (编). . journaldunet.fr.   [2023-01-19]. （原始内容存档于2023-01-19） （法语）.
21. ↑  JDN. . JDN.   [2023-01-14]. （原始内容存档于2019-07-29） （法语）.
22. ↑  INSEE. . insee.fr.   [2023-01-19]. （原始内容存档于2023-05-10） （法语）.
23. ↑  ville-data.com. . ville-data.com.   [2023-01-14]. （原始内容存档于2019-08-18） （法语）.
24. ↑  JDN. . JDN.   [2023-01-14]. （原始内容存档于2019-07-29） （法语）.
25. ↑  Académie d'Orléans-Tours. . ac-orleans-tours.fr.   [2022-01-01]. （原始内容存档于2022-02-03） （法语）.
26. ↑  . villedata.fr.   [2023-01-14]. （原始内容存档于2023-01-14） （法语）. Il y a 7 collèges dans la ville de Châteauroux et 9 lycées. Le nombre total de lycéens et de collégiens est de 6 260 élèves scolarisés.
27. ↑  chateauroux-metropole.fr. . chateauroux-metropole.fr.   [2019-07-29]. （原始内容存档于2019-07-29） （法语）.
28. ↑  北京第二外国语学院. . 北京第二外国语学院.   [2019-07-29]. （原始内容存档于2019-07-29） （中文）.
29. ↑  ch-chateauroux-leblanc.fr. . ch-chateauroux-leblanc.fr.   [2019-07-29]. （原始内容存档于2019-07-29） （法语）.
30. ↑  FHF. . etablissements.fhf.fr.   [2021-03-06]. （原始内容存档于2021-03-09） （法语）.
31. ↑  . elsan.care.   [2023-01-15]. （原始内容存档于2023-06-01） （法语）.
32. ↑  . santeenfrance.fr.   [2023-01-15]. （原始内容存档于2023-01-15） （法语）.
33. ↑  . monrendezvousveto.fr.   [2023-01-15]. （原始内容存档于2023-01-15） （法语）.
34. ↑  Châteauroux Métropole. . chateauroux-metropole.fr.   [2023-01-14]. （原始内容存档于2023-03-13） （法语）.
35. ↑  Châteauroux Métropole. . chateauroux-metropole.fr.   [2023-01-14]. （原始内容存档于2023-03-13） （法语）.
36. ↑  . linternaute.com.   [2021-03-06]. （原始内容存档于2019-07-29） （法语）.
37. ↑  Châteauroux Métropole. . chateauroux-metropole.fr.   [2023-01-14]. （原始内容存档于2023-03-13） （法语）.
38. ↑  . francebleu.fr. 2021-04-19  [2023-01-14]. （原始内容存档于2023-01-15） （法语）.
39. ↑  Commune Mairie. . commune-mairie.fr.   [2023-01-15] （法语）.
40. ↑  . frequence-radio.com.   [2023-01-15]. （原始内容存档于2023-05-29） （法语）.
41. ↑  . leguidepratique.com.   [2023-01-15]. （原始内容存档于2023-01-15） （法语）.
42. ↑  Petit Futé. . petitfute.com.   [2022-09-14]. （原始内容存档于2022-02-05） （法语）.
43. ↑  . espritberry.fr.   [2023-01-15]. （原始内容存档于2023-06-02） （法语）.
44. ↑  . villes-internet.net. 2016-10-05  [2023-01-15] （法语）.
45. ↑  . linternaute.fr.   [2020-03-26]. （原始内容存档于2019-07-29） （法语）.
46. ↑  Châteauroux Métropole. . chateauroux-metropole.fr.   [2023-01-14]. （原始内容存档于2023-03-13） （法语）.
47. ↑  L'Internaute. . linternaute.fr.   [2023-01-14]. （原始内容存档于2023-01-14） （法语）.
48. ↑  L'Internaute. . linternaute.fr.   [2023-01-14]. （原始内容存档于2023-01-14） （法语）.
49. ↑  demarchesadministratives.fr. . demarchesadministratives.fr.   [2023-01-14]. （原始内容存档于2023-01-14） （法语）.
50. ↑  . indre.gouv.fr. 2022-06-27  [2023-01-14]. （原始内容存档于2023-03-23） （法语）.
51. ↑  . sdis36.org.   [2023-01-15]. （原始内容存档于2023-03-26） （法语）.
52. ↑  . linternaute.com.   [2023-01-14]. （原始内容存档于2019-12-22） （法语）.
53. ↑  . mediatheque.ville-chateauroux.fr.   [2023-01-16]. （原始内容存档于2023-06-11） （法语）.
54. ↑  Châteauroux Métropole. . chateauroux-metropole.fr.   [2023-01-14]. （原始内容存档于2023-03-13） （法语）.

文化类
1. ↑  Châteauroux Métropole. . chateauroux-metropole.fr.   [2023-01-16]. （原始内容存档于2023-03-13） （法语）.
2. ↑  . archives36.fr.   [2023-01-07]. （原始内容存档于2023-03-20） （法语）.
3. ↑  . kartenn.openstreetmap.bzh.   [2023-01-06]. （原始内容存档于2021-12-07） （奥克语）.
4. ↑  . www.oushinet.com. （原始内容存档于2019-08-09） （中文）.
5. ↑  . www.sfecz.com. （原始内容存档于2021-05-14）.
6. ↑  . www.xineurope.com. （原始内容存档于2019-08-09） （中文）.
7. ↑  . 北京王府井大街38号: 商务印书馆. 1983年9月: 92.
8. ↑  . mylib.nlc.cn （中文）.[]
9. ↑  Châteauroux Tourisme. . chateauroux-tourisme.com.   [2023-01-10]. （原始内容存档于2023-02-03） （法语）.
10. ↑  Université d'Orléans. . univ-orleans.fr.   [2023-01-14]. （原始内容存档于2023-06-03） （法语）.
11. ↑  . onisep.fr. ONISEP.   [2023-01-14]. （原始内容存档于2023-02-07） （法语）.
12. ↑  . univ-orleans.fr.   [2023-01-14]. （原始内容存档于2023-03-26） （法语）.
13. ↑  . letudiant.fr. l'étudiant.   [2023-01-14]. （原始内容存档于2023-01-14） （法语）.
14. ↑  France 3 Centre-val-de-loire (编). . france3-regions.francetvinfo.fr.   [2023-01-15]. （原始内容存档于2023-08-30） （法语）.
15. ↑  lanouvellerepublique.fr. . lanouvellerepublique.fr.   [2019-07-29]. （原始内容存档于2021-11-03） （法语）.
16. ↑  Francesca Latour, Petite histoire de Châteauroux, 2012 Plan de la ville de Châteauroux dit Plan Crochet （法文）
17. ↑  . fluviacarte.com.   [2023-01-16]. （原始内容存档于2023-06-07） （法语）.
18. ↑  Francesca Latour, Petite histoire de Châteauroux, 2012 P97: Le temps de l'ordre et de la pespérité （法文）
19. ↑  Francesca Latour, Petite histoire de Châteauroux, 2012 P147: Une ville chantier （法文）
20. ↑  . bien-dans-ma-ville.fr.   [2023-01-16]. （原始内容存档于2023-03-20） （法语）.
21. ↑  . lagazettedescommunes.com. 2019-01-24  [2023-01-16]. （原始内容存档于2023-08-11） （法语）.
22. ↑  La Nouvelle République. . lanouvellerepublique.fr. 2017-05-04  [2023-01-16] （法语）.
23. ↑  La Nouvelle République. . lanouvellerepublique.fr. 2016-05-12  [2023-01-16] （法语）.
24. ↑  Ministère de la Culture. . pop.culture.gouv.fr.   [2023-01-14]. （原始内容存档于2023-01-14） （法语）.
25. ↑  Ministère de la Culture. . pop.culture.gouv.fr.   [2023-01-14]. （原始内容存档于2023-06-14） （法语）.
26. ↑  Ministère de la Culture. . pop.culture.gouv.fr.   [2023-01-14]. （原始内容存档于2023-03-21） （法语）.
27. ↑  Ministère de la Culture. . pop.culture.gouv.fr.   [2023-01-14]. （原始内容存档于2023-05-02） （法语）.
28. ↑  Ministère de la Culture. . pop.culture.gouv.fr.   [2023-01-14]. （原始内容存档于2022-09-20） （法语）.
29. ↑  . pss-archi.eu.   [2023-01-14]. （原始内容存档于2023-01-14） （法语）.
30. ↑  La Nouvelle République. . lanouvellerepublique.fr. 2019-01-11  [2023-01-15] （法语）.
31. ↑  La Nouvelle République. . lanouvellerepublique.fr. 2021-01-23  [2023-01-15]. （原始内容存档于2021-01-23） （法语）.
32. ↑  La Nouvelle République. . lanouvellerepublique.fr. 2017-10-11  [2023-01-15] （法语）.
33. ↑  Diocèse de Bourges. . diocese-bourges.org.   [2023-01-15]. （原始内容存档于2018-03-23） （法语）.
34. ↑  Archives départementales de l'Indre. . archives36.fr.   [2023-01-15]. （原始内容存档于2023-04-01） （法语）.
35. ↑  . mosquee-proche.com.   [2023-01-15]. （原始内容存档于2023-01-15） （法语）.
36. ↑  La Nouvelle République. . lanouvellerepublique.fr. 2020-12-22  [2023-01-15] （法语）.
37. ↑  La Nouvelle République. . lanouvellerepublique.fr. 2019-04-28  [2023-01-15] （法语）.
38. ↑  . comprendrebouddhisme.com.   [2023-01-15]. （原始内容存档于2023-01-15） （法语）.
39. ↑  France Bleu. . francebleu.fr. 2020-03-09  [2023-01-15]. （原始内容存档于2023-01-15） （法语）.
40. ↑  Châteauroux Berry Tourisme. . chateauroux-tourisme.com.   [2023-01-15]. （原始内容存档于2023-03-26） （法语）.
41. ↑  Châteauroux Berry Tourisme. . chateauroux-tourisme.com.   [2023-01-15]. （原始内容存档于2023-02-03） （法语）.
42. ↑  L'Équipe. . lequipe.fr.   [2023-01-15]. （原始内容存档于2023-01-15） （法语）.
43. ↑  berrichonne.net. . berrichonne.net.   [2019-07-29]. （原始内容存档于2019-08-13） （法语）.
44. ↑  FÉDÉRATION FRANÇAISE DE FOOTBALL - LIGUE CENTRE-VAL DE LOIRE DE FOOTBALL (编). . foot-centre.fff.fr.   [2023-01-14]. （原始内容存档于2023-01-14） （法语）.
45. ↑  . stades-spectateurs.com.   [2023-01-14]. （原始内容存档于2023-06-08） （法语）.
46. ↑  FÉDÉRATION FRANÇAISE DE FOOTBALL - LIGUE CENTRE-VAL DE LOIRE DE FOOTBALL (编). . foot-centre.fff.fr.   [2023-01-14]. （原始内容存档于2023-01-14） （法语）.
47. ↑  ÉDÉRATION FRANÇAISE DE FOOTBALL. . fff.fr. 2022-07-16  [2023-01-15]. （原始内容存档于2023-01-15） （法语）.
48. ↑  La Nouvelle République. . lanouvellerepublique.fr.   [2023-01-11] （法语）.
49. ↑  . ledicodutour.com.   [2023-01-14]. （原始内容存档于2023-06-09） （法语）.
50. ↑  . keldelice.com.   [2023-01-15]. （原始内容存档于2023-01-15） （法语）.
51. ↑  . echoduberry.fr. 2019-06-13  [2023-01-15]. （原始内容存档于2023-02-07） （法语）.
52. ↑  . viamichelin.fr.   [2023-01-15]. （原始内容存档于2023-01-20） （法语）.
53. ↑  Châteauroux Métropole. . chateauroux-metropole.fr.   [2023-01-15]. （原始内容存档于2023-03-13） （法语）.
54. ↑  La Nouvelle République. . lanouvellerepublique.fr. 2018-11-21  [2023-01-15] （法语）.
55. ↑  La Nouvelle République. . lanouvellerepublique.fr. 2022-05-04  [2023-01-15]. （原始内容存档于2022-05-04） （法语）.
56. ↑  Châteauroux Métropole. . chateauroux-metropole.fr.   [2023-01-15]. （原始内容存档于2023-03-13） （法语）.
57. ↑  . jours-de-marche.fr.   [2023-01-15]. （原始内容存档于2023-01-22） （法语）.
58. ↑  Châteauroux Métropole. . chateauroux-metropole.fr.   [2023-01-15]. （原始内容存档于2023-03-13） （法语）.
59. ↑  Châteauroux Métropole. . chateauroux-metropole.fr.   [2023-01-15]. （原始内容存档于2023-03-13） （法语）.
60. ↑  Châteauroux Métropole. . chateauroux-metropole.fr.   [2023-01-15]. （原始内容存档于2023-03-13） （法语）.
61. ↑  La Nouvelle République. . lanouvellerepublique.fr. 2017-11-09  [2023-01-15] （法语）.
62. ↑  Allo Ciné. . allocine.fr.   [2023-01-15]. （原始内容存档于2023-01-15） （法语）.
63. ↑  La Nouvelle République. . lanouvellerepublique.fr. 2021-09-06  [2023-01-15]. （原始内容存档于2021-09-06） （法语）.
64. ↑  . eterritoire.fr. 2015-11-05  [2023-01-15]. （原始内容存档于2023-01-15） （法语）.
65. ↑  La Nouvelle République. . lanouvellerepublique.fr. 2020-08-28  [2023-01-15] （法语）.
66. ↑  La Nouvelle République. . lanouvellerepublique.fr. 2022-11-06  [2023-01-15]. （原始内容存档于2022-11-06） （法语）.
67. ↑  France Bleu. . francebleu.fr. 2018-12-27  [2023-01-15]. （原始内容存档于2023-01-15） （法语）.
68. ↑  chateauroux-metropole.fr. . chateauroux-metropole.fr.   [2019-07-29]. （原始内容存档于2019-07-28） （法语）.
69. ↑  La Nouvelle République (编). . lanouvellerepublique.fr. 2019-06-01  [2020-04-06] （法语）.
70. ↑  . 云南省人民对外友好协会.   [2024-08-20]. （原始内容存档于2023-05-04）.

综合类
1. 1 2 3  annuaire-mairie.fr. . annuaire-mairie.fr.   [2019-07-29]. （原始内容存档于2019-07-29） （法语）.
2. 1 2 3 4 5 6 7 8 9 10 11 12 13 14 15 16 17 18 19 20 21 22  Géoportail. . Géoportail.   [2019-07-29]. （原始内容存档于2017-01-29） （法语）.
3. 1 2  lanouvellerepublique.fr. . lanouvellerepublique.fr. 2018-09-05  [2019-07-29] （法语）. Rappelons que le territoire, composé de quatorze communes regroupant près de 75. 000 habitants, a opté pour un réseau urbain entièrement gratuit, en 2001.
4. 1 2 3  chateauroux-tourisme.com. . chateauroux-tourisme.com.   [2023-01-08]. （原始内容存档于2023-02-03） （法语）. Vers 937, le seigneur Raoul le large délaisse son palais de Déols, ... Il fait bâtir une forteresse sur un coteau de la rive gauche de l'Indre. À partir de 1112, ce château est nommé "château Raoul"
5. 1 2 3  人民网. . 人民网. 2019-02-10. （原始内容存档于2019-02-13） （中文）.
6. 1 2 3  Châteauroux Métropole. . chateauroux-metropole.fr.   [2023-01-08]. （原始内容存档于2023-03-13） （法语）.
7. 1 2 3 4 5 6  . chateauroux-metropole.fr. Châteauroux Métropole.   [2023-01-09]. （原始内容存档于2023-01-09） （法语）.
8. 1 2  Dr Fauconneau-Dufresne, Histoire de Déols et de Chateauroux, Tome I page 276-277: La vicomte de Brosse suivait résolûment... en partant, la ville de Châteauroux （法文）
9. 1 2  Dr Fauconneau-Dufresne, Histoire de Déols et de Chateauroux, Tome I page 313-318: Le roi Louis XII s'entremit l'accordement... ils se les prétendaient propre à d'autres titres （法文）
10. 1 2 3  Dr Fauconneau-Dufresne, Histoire de Déols et de Chateauroux, Tome I page 495: III - la division de la France en départements （法文）
11. 1 2 3  Cassini. . cassini.ehess.fr.   [2020-12-26]. （原始内容存档于2020-06-09） （法语）.
12. 1 2 3 4  . mediatheque.ville-chateauroux.fr.   [2023-01-10]. （原始内容存档于2023-03-29） （法语）.
13. 1 2  La Montagne. . lamontagne.fr. 2013-07-17  [2023-01-10] （法语）.
14. 1 2  La Dépêche. . ladepeche.fr. 2003-06-26  [2023-01-10]. （原始内容存档于2023-01-11） （法语）.
15. 1 2  linternaute. . linternaute.com.   [2023-01-11]. （原始内容存档于2023-01-11） （法语）.
16. 1 2   (pdf). ficheinfoterre.brgm.fr. BRGM. 1988  [2023-01-11]. （原始内容存档 (PDF)于2023-01-21） （法语）.
17. 1 2 3  . linternaute.fr.   [2020-03-26]. （原始内容存档于2019-09-14） （法语）.
18. 1 2 3 4  Infoclimat. . infoclimat.fr.   [2019-07-29]. （原始内容存档于2019-07-29） （法语）.
19. ↑  sig.ville.gouv.fr. . sig.ville.gouv.fr.   [2023-01-16]. （原始内容存档于2023-01-16） （法语）.
20. 1 2 3 4 5  Le Monde (编). . lemonde.fr.   [2021-03-06]. （原始内容存档于2021-04-09） （法语）.
21. 1 2 3  INSEE, Dossier complet - Commune de Châteauroux (36044), RES T1 - Établissements actifs employeurs par secteur d'activité agrégé et taille fin 2019 （法文）
22. 1 2  . linternaute.com.   [2023-01-14]. （原始内容存档于2023-01-14） （法语）.
23. 1 2  . linternaute.com.   [2023-01-14]. （原始内容存档于2019-07-29） （法语）.
24. 1 2 3  . linternaute.fr.   [2023-01-14]. （原始内容存档于2019-07-29） （法语）.
25. 1 2  Châteauroux Métropole. . chateauroux-metropole.fr.   [2023-01-14]. （原始内容存档于2023-03-13） （法语）.
26. 1 2 3 4  . linternaute.fr.   [2023-01-15]. （原始内容存档于2019-07-29） （法语）.
27. 1 2  Ministère de la Culture. . pop.culture.gouv.fr.   [2023-01-14]. （原始内容存档于2022-09-20） （法语）.